# M1 Abrams
Der M1 Abrams ist ein Kampfpanzer (englisch main battle tank, MBT) der United States Army und bis Mai 2021 des United States Marine Corps. Er bildet das Rückgrat der Panzertruppen der USA, Ägyptens, Saudi-Arabiens, Kuwaits und Australiens. Die ersten Serienmodelle wurden Anfang 1980 ausgeliefert. Er ersetzte den veralteten M60. Er kostete 1999 etwa 6,2 Millionen US-Dollar pro Stück. In den USA und Ägypten wurden über 9000 Exemplare gebaut. Mehrere Kampfwertsteigerungen waren möglich. Er wurde nach General Creighton W. Abrams benannt, der von Oktober 1972 bis zu seinem plötzlichen Tod im September 1974 Chief of Staff of the Army war.
Seine Hauptwaffe war anfangs eine 105-mm-Zugrohrkanone. Seit 1984 wurde eine 120-mm-Glattrohrkanone verbaut, die in den USA mit Lizenz von Rheinmetall produziert wurde. Der M1 Abrams wird anders als die meisten anderen Kampfpanzer von einer Gasturbine angetrieben.

## Geschichte

### Entwicklung
Die US Army nutzte ab Beginn der 1960er Jahre den M60 als Hauptwaffensystem der Panzertruppe. Der M60 war keine Neuentwicklung, sondern war „hastig aus den Teilen zweier vorhergehender Panzer zusammengeschustert“ worden. James H. Polk, Oberbefehlshaber der US-Truppen in Europa von 1967 bis 1971, äußerte, der M60 werde „beim besten Willen nicht der beste Panzer auf dem europäischen Schlachtfeld“ sein. Hinzu kam die Tatsache, dass der Warschauer Pakt bei einem Angriff auf die Bundesrepublik Deutschland doppelt so viele Panzer einsetzen konnte wie die NATO-Staaten. Darum riefen 1963, nur vier Jahre nach der Indienststellung des M60, die Vereinigten Staaten und die Bundesrepublik das Projekt Kampfpanzer 70 ins Leben. Der damalige Verteidigungsminister Robert McNamara war der größte Befürworter des Projekts. Er war der Meinung, dass die NATO-Verbündeten durch das Teilen von Ideen und Kosten Waffen nicht nur besser und günstiger produzieren könnten, sondern diese auch einfacher und günstiger zu unterhalten wären, als wenn jede Nation einen eigenen Weg ginge. McNamara und die Army hatten jedoch unterschiedliche Vorstellungen von dem Projekt: McNamaras Vorstellungen waren politisch motiviert, während die der Army taktisch motiviert waren. McNamara wollte in erster Linie die Zusammenarbeit zwischen den Nationen der NATO-Mitglieder vorantreiben, um neue Waffen schneller entwickeln zu können. Die Army hingegen wollte lediglich einen neuen möglichst modernen Kampfpanzer. Trotz der starken Unterstützung schlug das Programm nach acht Jahren fehl. Hauptgrund waren die hohen Stückkosten des neuen Panzers. Ein Exemplar sollte zwischen 850.000 und einer Million US-Dollar kosten. Der US-Kongress stoppte das Projekt, nachdem etwa 250 Millionen Dollar an Forschungs- und Entwicklungskosten investiert worden waren.

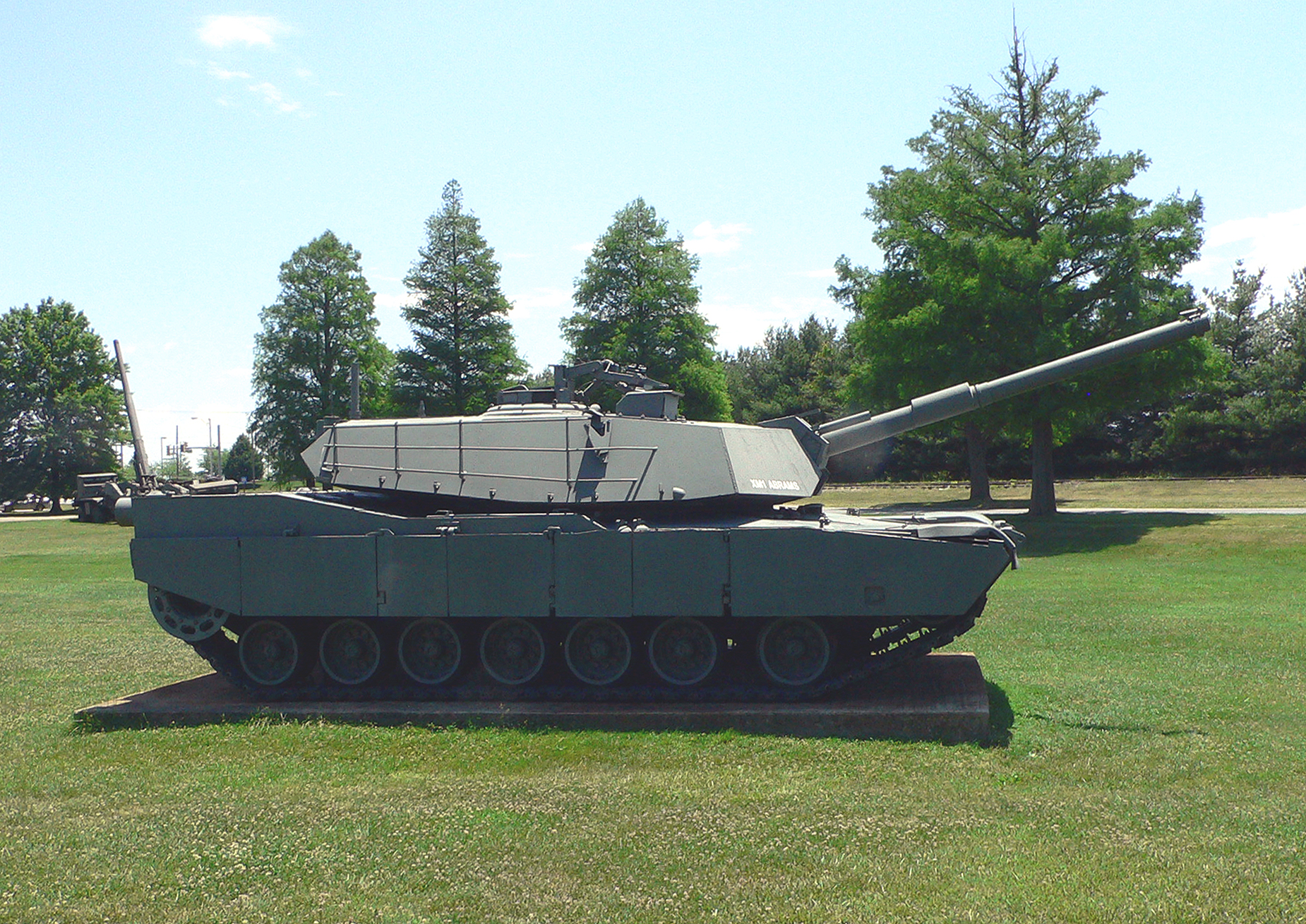
Ein Vorserienexemplar des M1 von der Seite, der wie die Prototypen ebenfalls als XM1 bezeichnet wurde.

Im Dezember 1971, kurz nach dem Scheitern des Kampfpanzer-70-Projekts, wurde das  XM1 Main Battle Tank Program ins Leben gerufen, um das Konzept für einen neuen Kampfpanzer als Nachfolger des M60 zu entwickeln. Die damit beauftragte Arbeitsgruppe hatte ein Budget von 217.500 US-Dollar und fünf Monate Zeit. Ihre Aufgabe war nicht, einen neuen Panzer zu entwickeln, sondern lediglich die Anforderungen an diesen festzulegen. Die primären Fragen dabei waren:
- Wie viel sollte das Fahrzeug wiegen?
- Wie groß sollte die Besatzung sein?
- Wie sollte es bewaffnet sein?

Die Auflage des US-Kongresses bei der Evaluierung der Eigenschaften war, dass das Fahrzeug maximal 500.000 Dollar pro Stück kosten dürfte. Ein Großteil der Evaluierungsphase wurde auf die Gewichtsfrage verwendet. Letztendlich empfahl die Arbeitsgruppe ein Gewicht zwischen 46 und 52 t, eine Besatzung von vier Soldaten und eine 105-mm-Hauptbewaffnung.
Die Arbeitsgruppe legte im August 1972 ihren Bericht vor. Dieser wurde sodann einer nochmaligen Prüfung durch die Army unterzogen, um überflüssige Eigenschaften zu eliminieren und somit die Kosten zu minimieren, die letztendlich zum Scheitern des Projektes Kampfpanzer 70 geführt hatten. Zu den weggefallenen Eigenschaften zählten unter anderem die Ladeautomatik, der Fahrerplatz im Turm und das hydropneumatische Fahrwerk. Damals herrschte allerdings noch Uneinigkeit über das zu realisierende Schutzniveau. Die offizielle Gewichtsobergrenze für das Fahrzeug betrug zu diesem Zeitpunkt 47,2 t bei gleichzeitig hohem Schutzniveau. Diese Auflagen schienen nur schwer erfüllbar zu sein. Viele hohe Offiziere der Panzertruppe, die an der Entwicklung beteiligt waren, sprachen sich für eine Reduzierung der Panzerung und damit des Gewichts aus, um die Beweglichkeit des Fahrzeugs zu erhalten. Andere wiederum befürworteten das hohe Schutzniveau trotz des damit einhergehenden hohen Gewichts. Die endgültige Entscheidung darüber wurde vom späteren Namensgeber Creighton Abrams gefällt, der ein hohes Schutzniveau für die wichtigste Eigenschaft eines Kampfpanzers hielt und gleichzeitig von der Verwendung der Chobham-Panzerung überzeugt war. Das aus diesen Überlegungen resultierende finale Konzept wurde im Januar 1973 vom stellvertretenden Verteidigungsminister Bill Clements bewilligt. Laut Konzeption sollte der Panzer die alternde M60-Flotte ersetzen und den angenommenen Bedrohungen des Jahres 1980 gewachsen sein. Die Leistungen des M60 sollten dabei in allen Bereichen übertroffen werden.

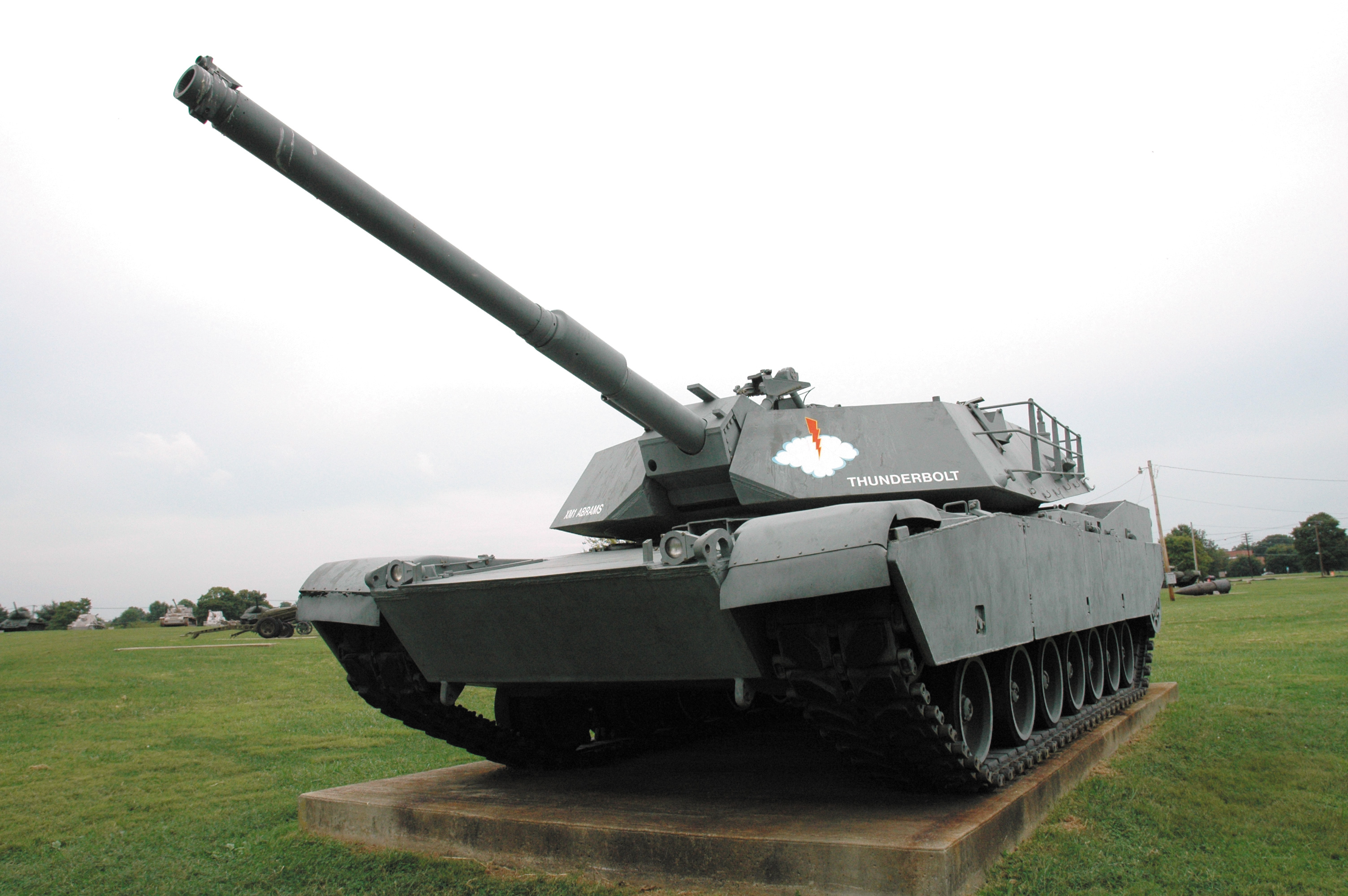
Ein XM1 von vorne

Aufbaubeschreibung des M1

In der Folge wurde ein auf sieben Jahre angelegtes Entwicklungsprogramm gestartet, das drei Phasen hatte: In Phase 1 sollten die Prototypen von zwei Unternehmen verglichen werden. Dabei handelte es sich zum einen um die Chrysler Corporation (heute General Dynamics Land Systems), die schon den M60 entwickelt hatte, und zum anderen um die General Motors Tochter Detroit Diesel Allison Division. Beide Unternehmen sollten jeweils einen Fahrgestellprototyp für Fahrversuche, einen Turm und eine Wanne für Beschusstests sowie ein komplettes Exemplar liefern. Die Fertigstellung der Prototypen sollte im Februar 1976 erfolgen. Bei der Entwicklung der Prototypen hatten beide Unternehmen lediglich folgende Auflagen:
- Ein Maximalgewicht von 58 t.
- Eine Maximalbreite von 3,66 m (144 Zoll), um das europäische Bahnverlademaß einzuhalten.
- Signifikante Verbesserung in allen Bereichen gegenüber dem M60.
- Die Verlässlichkeits-, Verfügbarkeits-, Wartungs- und Haltbarkeitsstandards der US-Army sollten eingehalten werden.
- Maximale Stückkosten von 507.790 US-Dollar.

Innerhalb dieser Grenzen konnten die beiden Unternehmen ihre eigenen Vorstellungen hinsichtlich Schutz, Beweglichkeit und Transportierbarkeit verwirklichen, um die Forderungen zu erfüllen.
Kurz nachdem das Projekt bewilligt worden war, schlossen die USA und die Bundesrepublik 1974 ein Memorandum of Understanding ab, in dem vereinbart wurde, dass die Army einen Prototyp des Leopard 2 testen sollte. Das Ziel war, eine größtmögliche Standardisierung zwischen beiden Fahrzeugen zu erzielen. FMC bekundete Interesse daran, den Leopard 2 für die US Army zu fertigen. Die Wahl der Panzerung stand ebenfalls zur Debatte. Anfang 1974 schlugen die USA eine Änderung des Leopard-Designs vor, um die Burlington-Verbundpanzerung zu übernehmen, über deren Existenz die Bundesrepublik bereits im März 1970 informiert worden war. Die Leopard-Prototypen hatten noch eine perforierte Panzerung. Die US Army stand im Sommer 1974 vor der Wahl, die deutsche Panzerung zu übernehmen oder an ihrer Burlington festzuhalten, welche jedoch verglichen mit Panzerstahl keinen Gewichtsvorteil gegenüber Wuchtgeschossen bot. Da sich kein Konsens entwickelte, entschied sich General Creighton Abrams für die Verwendung der Burlington. Diese wurde vom Ballistic Research Laboratory zur „Chobham-Panzerung“ weiterentwickelt, welche speziell auf die Bedürfnisse des XM1 zugeschnitten wurde. Auf deutscher Seite wurde daraufhin 1974 eine eigene Verbundpanzerung entwickelt.
Im Rahmen des Memorandum of Understanding sollte auch der Leopard 2 hinsichtlich seiner Eignung als neuer Kampfpanzer getestet werden. Während der Tests zeigte sich, dass dieses Fahrzeug alle Forderungen der Army erfüllte oder übertraf. Wegen des höheren Gewichts und des höheren Preises erfolgte jedoch keine Übernahme des Leopard 2 als Kampfpanzer. Stattdessen sollten möglichst viele Baugruppen der beiden Panzer identisch sein. Wesentliche Änderungen waren am Leopard 2 der Einbau des in Lizenz gefertigten Laserentfernungsmessers des US-Unternehmens Hughes, der gegenüber dem EMES 13 billiger und serienreif war, sowie die Verwendung des WBG-Grundgerätes von Texas Instruments für das Wärmebildgerät WBG-X von Zeiss.
Der XM1 übernahm die Gleisketten des Leopard 2 und sollte langfristig mit der Rheinmetall 120-mm-Glattrohrkanone ausgerüstet werden. Der Technologietransfer dazu begann 1979.
Bei der Entwicklung der ersten Prototypen sahen sich Chrysler und General Motors aufgrund des gestiegenen Gewichts gegenüber dem M60 und den höheren Anforderungen an Höchstgeschwindigkeit und Beschleunigungsvermögen mit der Herausforderung konfrontiert, einen Motor zu entwickeln, der mindestens die doppelte Maximalleistung hatte wie der alte M60-Motor. Chrysler verwendete eine modifizierte Helikopter-Gasturbine, während General Motors einen konventionelleren Weg beschritt und einen neuen Dieselmotor mit variabler Kompression entwickelte.
Die Versuche mit den Prototypen waren im Februar 1976 abgeschlossen. Die Panzer beider Unternehmen erfüllten alle Anforderungen und hatten Stärken und Schwächen in unterschiedlichen Bereichen. Im Juli wurde mit der britischen Regierung vereinbart, dass die bereits im M60 genutzte 105-mm-Kanone verwendet werden sollte. Dabei wurde festgehalten, dass das langfristige Ziel der Entwicklung die Ausrüstung mit einer 120-mm-Kanone war. Nach dieser ersten Testreihe sollte die Auswahl für eines der beiden Modelle erfolgen; Verteidigungsminister Donald Rumsfeld drängte jedoch darauf, bereits den Prototyp mit einer 120-mm-Kanone auszurüsten. Trotz der Proteste seitens der Army, die eine Einstellung des Projekts aufgrund der absehbaren Verzögerungen fürchtete, begannen beide Unternehmen, ihre Entwürfe entsprechend zu ändern. Die Türme wurden modifiziert, um sowohl die 105-mm-Kanone als auch die 120-mm-Kanone aufnehmen zu können. Letztendlich erfolgte die Bewaffnung mit der 105-mm-Kanone M68. Der Grund für die Ausstattung des Panzers mit der leistungsmäßig unterlegenen Waffe war, dass eine bewährte Kanone verwendet werden sollte.
Chrysler bekam den Zuschlag für die Produktion, weil Chryslers Angebot für die Serienproduktion 36 Millionen Dollar preisgünstiger als das Angebot von General Motors.
Die als Engineering and Manufacturing Development bezeichnete Phase 2 des Entwicklungsprogramms begann im November 1976. Während dieser Phase baute Chrysler elf Vorserienexemplare, die intensiv getestet wurden. Gleichzeitig wurde, zusätzlich zur bereits vorhandenen Fabrik in Detroit, mit Lima Army Tank Plant eine weitere Fertigungsstätte für Panzer in Lima (Ohio) errichtet. Auf diese Weise sollten bis zu 60 Panzer im Monat hergestellt werden können. Beide Einrichtungen waren Eigentum der Vereinigten Staaten, wurden aber von Chrysler betrieben und unterhalten, da das Unternehmen am besten mit den Produktionsprozessen vertraut war.

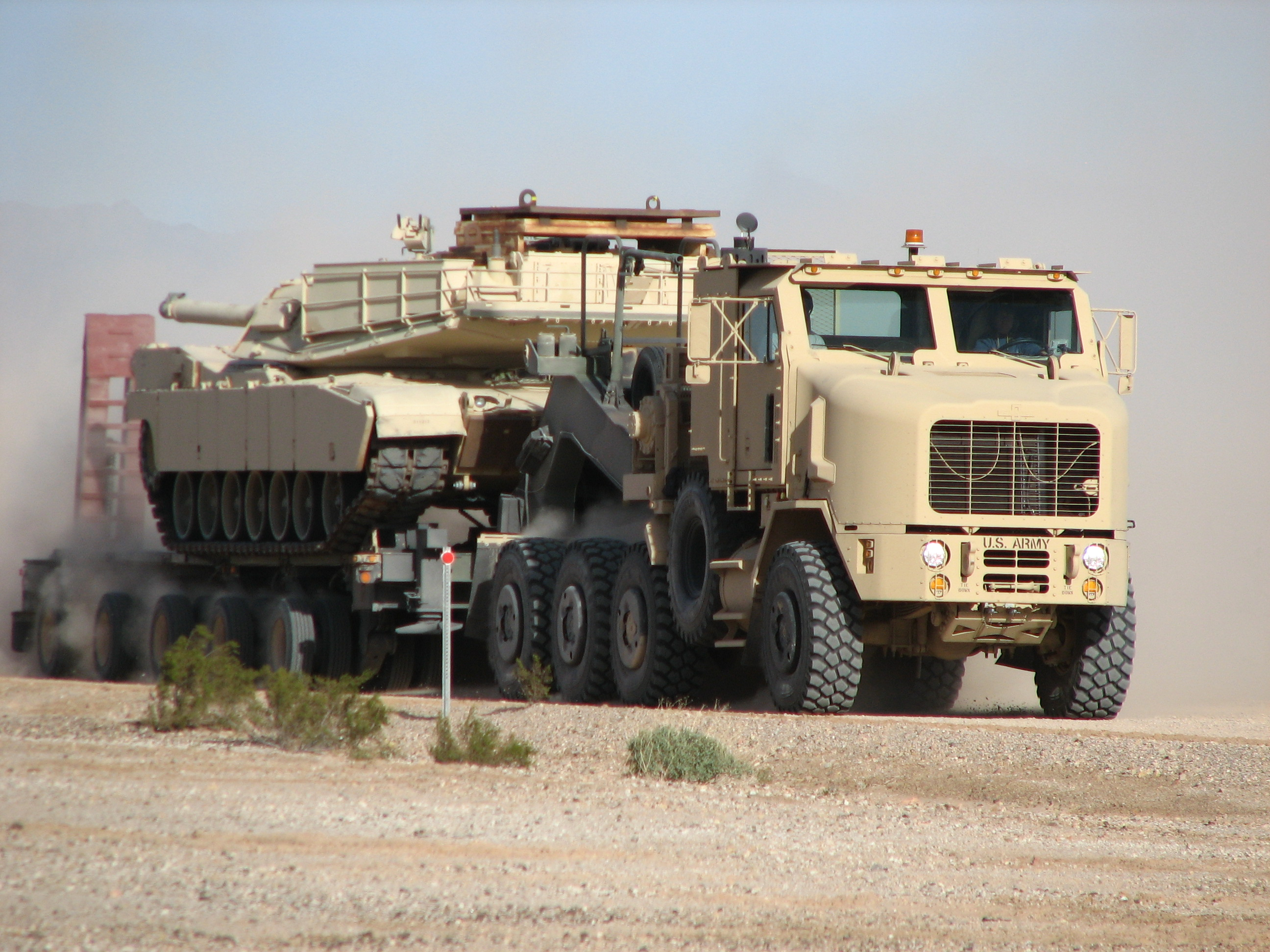
M1 Abrams auf einem Oshkosh M1070

Die Testreihen der Vorserienexemplare litten unter massiven Problemen. Der Subunternehmer für die Fertigung der Turbinen, Avco Lycoming, konnte aufgrund von veralteten Produktionsanlagen und schlechtem Management den Zeitplan für die Auslieferungen der Turbinen nicht einhalten, während die bereits gefertigten Turbinen gravierende Qualitätsmängel hatten. Die daraus resultierenden Ausfälle der Turbinen, verbunden mit der geringen Anzahl an Vorserienexemplaren, drohten den knappen Zeitplan zu sprengen. Aufgrund dessen mussten alle Fahrzeuge ständig im Versuchseinsatz bleiben, ohne dass Chrysler die Möglichkeit hatte, die bei den Versuchen gefundenen Mängel ordentlich zu untersuchen und abzustellen. Diese Phase endete im April 1976, obwohl nach wie vor schwerwiegende Probleme im Bereich des Antriebs vorlagen. Das Army Systems Acquisition Review Council und das Defense Systems Acquisition Review Council gaben die Fertigung einer Low Rate Initial Production (LRIP) frei.

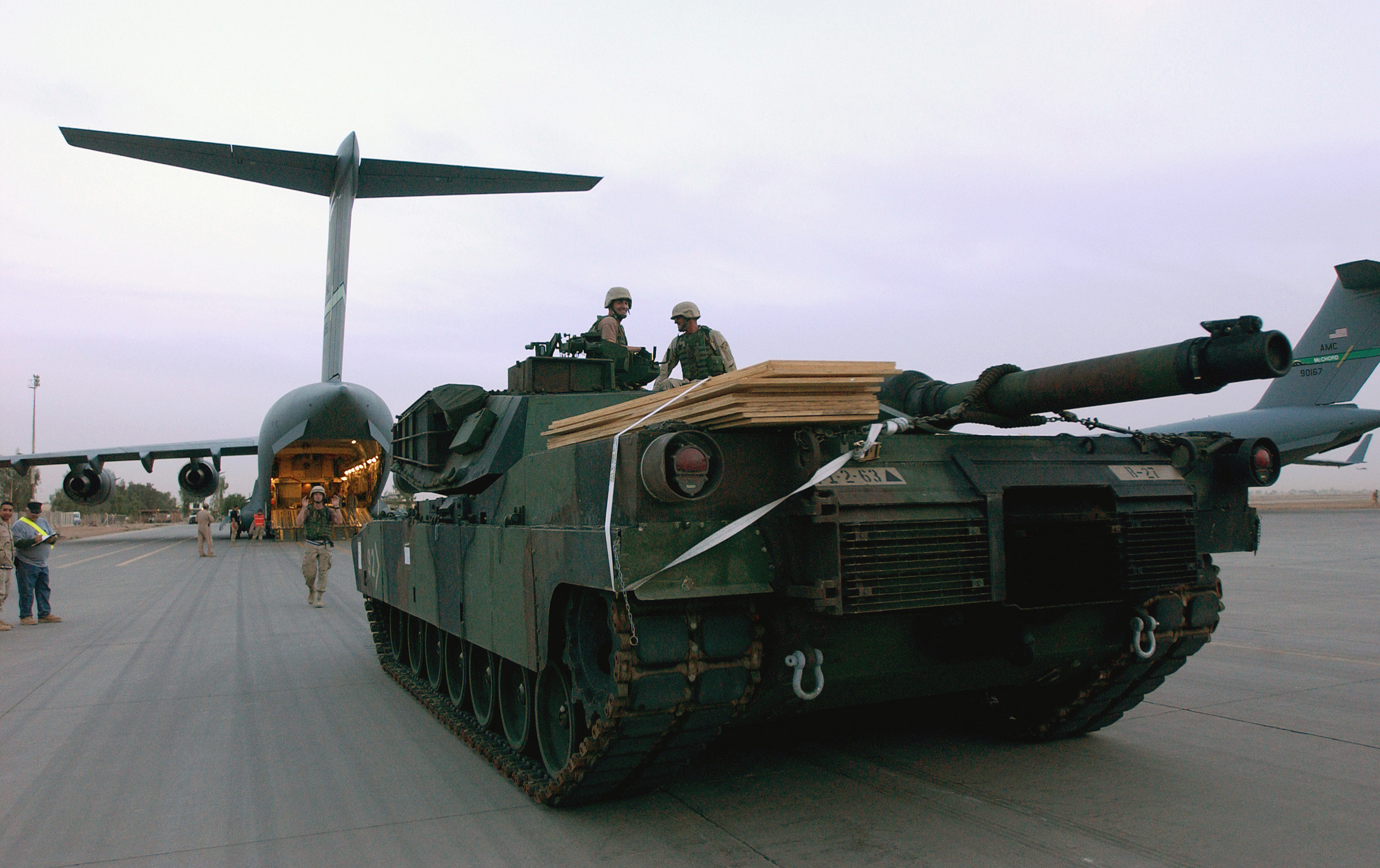
M1A1 kurz nach der Entladung aus einer C-17

Das Unternehmen Maschinenbau Kiel (MaK) untersuchte 1977 und 1978 an einem Prototyp Pläne zum Einbau der AGT1500-Gasturbine in den Leopard 2. Die Pläne wurden verworfen, weil das Entwicklungsstadium des Leopard II weit fortgeschrittenen und weil man für eine Serienproduktion mit Gasturbine die Wanne noch einmal hätte ändern müssen.

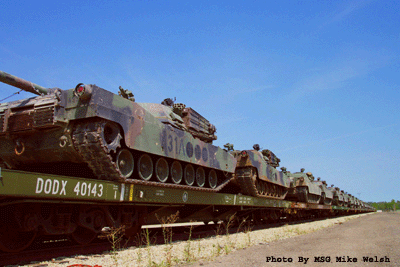
Panzertransport mit der Bahn

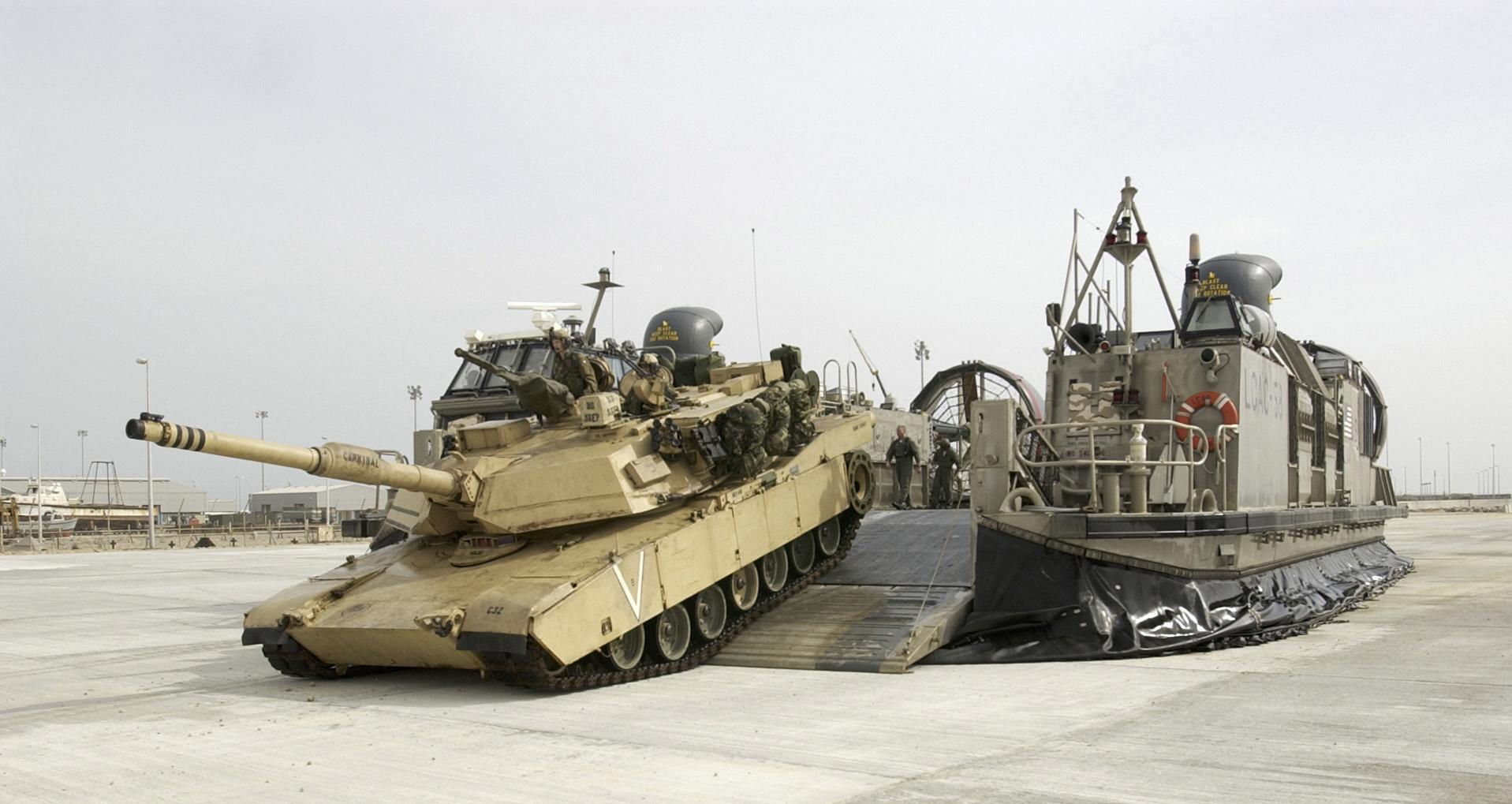
Entladung eines M1A1 von einem LCAC

In der dritten Phase sollten weitere 110 Exemplare in beiden Fabriken hergestellt werden, um sie im größeren Maßstab zu testen. Diese Vorserie war innerhalb der US Army umstritten, weil damals die Zuverlässigkeit und Strapazierfähigkeit des M1 noch unbefriedigend waren. So verstopften die Luftfilter aufgrund des hohen Luftdurchsatzes schnell, die Ketten sprangen oft von den Laufrollen, und die Bedienungsanleitungen des Herstellers waren mangelhaft. Nachdem einige Verbesserungsvorschläge der Army umgesetzt worden waren, konnten diese Probleme teilweise behoben werden. Die Turbine und die Kraftübertragung waren aber weiterhin sehr störanfällig. Der offizielle Rollout der ersten beiden Exemplare erfolgte im Februar 1980 im Lima Army Tank Plant in Ohio. Im Rahmen dieser Übergabezeremonie wurde der Panzer nach General Abrams benannt. Diese beiden Fahrzeuge wurden letzten technischen und taktischen Truppenversuchen unterzogen. Nach dem Abschluss der Versuche wurde Anfang 1981 die Produktion von 7058 Fahrzeugen genehmigt. Gleichzeitig erfolgte die Klassifizierung als 105 mm Gun Full Tracked Combat Tank M1. Die Serienproduktion erfolgte auf Anweisung des US-Verteidigungsministers anfangs nur mit einer Rate von 30 Exemplaren pro Monat im Lima Army Tank Plant, weil die Zuverlässigkeit der Turbine und der Kraftübertragung nach wie vor nicht den Anforderungen genügten. Nachdem eine vom US-Verteidigungsministerium beauftragte Expertenkommission die optimistische Prognose abgegeben hatte, die bestehenden Probleme wären durch einige Modifikationen zu beheben, wurden ab März 1981 auch M1-Panzer im Detroit Army Tank Plant gefertigt. Die Produktion stieg wie geplant auf 60 Stück pro Monat.
Bis 2009 wurden über 9000 Exemplare des M1 gebaut, darunter auch Panzer für Länder wie Ägypten, Saudi-Arabien, Kuwait und Australien.
Der M1 wurde seit seiner Einführung mehrfach verbessert. 1985 wurde eine erste große Kampfwertsteigerung durchgeführt; die neue Version hieß M1A1. Seinen ersten Einsatz hatte der M1A1 im zweiten Golfkrieg 1991. Seit dem Zweiten Golfkrieg (erstes Quartal 1991), in dem die 2000 eingesetzten M1A1 das Rückgrat der alliierten Streitkräfte in Kuwait waren, wurde in allen neuen Abrams eine speziellen Panzerung aus abgereichertem Uran verbaut.
Der M1A2 ist ein verbesserter M1A1 mit zusätzlicher Infrarotsichtausrüstung, GPS und weiteren elektronischen Hilfsmitteln; er wird seit 1992 produziert.
Mittlerweile wurden fast alle M1- und M1A1-Panzer zum M1A2 umgerüstet. Eine weitere Verbesserung des A2 mit dem Namen SEP (System Enhancement Program) wurde 1999 begonnen. Sie wurde mit dem Haushaltsjahr 2004 abgebrochen, noch bevor die geplanten 1150 Aufwertungen erfolgt waren.
Für die nicht dem SEP unterzogenen M1A1 existiert ein weiterer Plan zur Kampfwertsteigerung, das M1A1-AIM-Programm (Abrams Integrated Management Overhaul Program).
Seit 2005, zwei Jahre nach dem erklärten Ende des Irak-Krieges, wurden einige Abrams mit dem Tank Urban Survival Kit (TUSK) ausgerüstet, das die Überlebensfähigkeit des Panzers bei Operationen in bebautem Gelände erhöhen soll.

### Zukunft
Die US Army plant, ihre M1-Flotte mangels verfügbarer Alternativen noch weitere Jahre in Betrieb zu halten. Der M1A1 war bis zum Jahr 2021 im Dienst, der M1A2 soll es voraussichtlich sogar noch bis über das Jahr 2050 hinaus bleiben. Der Bestand soll allerdings von ehemals knapp 8000 auf 2568 Exemplare verringert werden.
Ein Einbau der neuen 120-mm-L/55-Glattrohrkanone von Rheinmetall oder der XM291 Advanced Tank Cannon wurde von der Army erwogen, jedoch nicht realisiert, da in absehbarer Zeit keine Bedrohung auftreten könnte, die sich nicht mit der L/44-Kanone und der Munition aus abgereichertem Uran bekämpfen ließe. Einst war auch der Einbau einer XM360-Variante angedacht, um die Bewaffnung mit dem XM1202 Mounted Combat System zu vereinheitlichen.
Die Army plant, ab 2014 eine neue Version des M1, den M1A3 zu entwickeln. Dabei sollen Teile des TUSK integraler Bestandteil der Konstruktion sein, um den Schutz des Panzers und der Besatzung weiter zu verbessern, ohne das Gewicht drastisch anzuheben. Die M256-Kanone soll durch ein leichteres Modell einer 120-mm-Kanone ersetzt werden. Weiterhin sollen zusätzliche Laufrollen angebracht werden, die Federung soll verbessert werden und eine neue, länger haltbare Kette verwendet werden. Die Bewaffnung soll durch Langstrecken-Präzisionssysteme ergänzt werden, die es möglich machen sollen, Ziele in bis zu 12 km Entfernung zu bekämpfen. Die Verkabelung des Panzers soll durch eine moderne Glasfaserverkabelung ersetzt werden, welche das Gesamtgewicht um ca. zwei Tonnen reduzieren soll. Die Auslieferung soll ab 2017 erfolgen. Das Marine Corps steht dabei vor der Entscheidung, die bislang vorhandenen M1A1 weiter in Dienst zu halten, eine Kampfwertsteigerung auf die Version M1A2 SEP vorzunehmen, oder sich an der Entwicklung des M1A3 zu beteiligen.
Das Marine Corps unternimmt darüber hinaus eigene Anstrengungen zur Weiterentwicklung des M1, da der Panzer, im Gegensatz zu den Exemplaren der Army, nicht hauptsächlich zum Kampf gegen andere Kampfpanzer vorgesehen ist, sondern zur Unterstützung von Infanterie. Dazu wurden 3000 Patronen der MPAT-Munition beschafft, um Einbruchsstellen für Infanteristen in Gebäuden zu schaffen. Zum Schutz gegen RPGs ist die Einführung eines abstandsaktiven Schutzsystems angedacht, das anfliegende Projektile vor dem Einschlag zerstören soll. Da derartige Schutzmaßnahmen jedoch eine erhebliche Gefährdung für die begleitende Infanterie darstellen, besteht noch Widerstand innerhalb des Marine Corps bezüglich der Einführung.

## Besatzung
Die Besatzung des M1 besteht, wie bei den meisten westlichen Kampfpanzern, aus vier Soldaten: dem Kommandanten, dem Fahrer, dem Richtschützen und dem Ladeschützen.
Der Kommandant sitzt, in Fahrtrichtung gesehen, hinten rechts im Turm, der Richtschütze vor ihm. Der Ladeschütze hat seinen Platz auf der linken Seite des Turms. Der Fahrer sitzt vorne in der Wanne des Panzers in einer halb liegenden Position.
Die im Turm untergebrachten Soldaten können über zwei Luken im Turm ein- und aussteigen; dem Fahrer steht eine eigene Luke in der Wanne zur Verfügung.

## Technik

### Bewaffnung

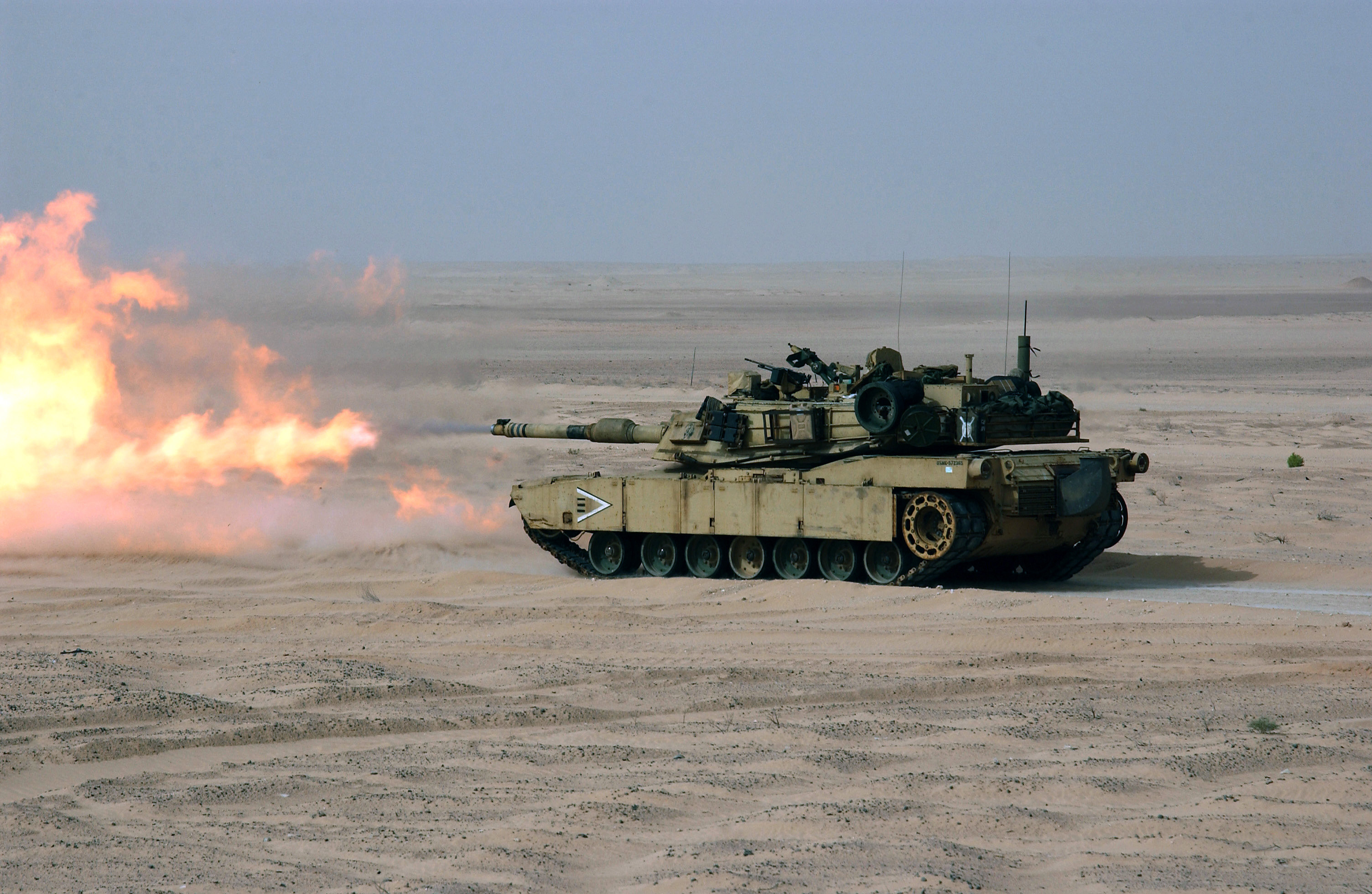
Ein Abrams bei der Schussabgabe

Die Bewaffnung des M1 bestand ursprünglich aus einer 105-mm-M68-Kanone mit gezogenem Rohr, die jedoch ab 1984 durch eine Lizenzfertigung der 120-mm-Glattrohrkanone von Rheinmetall, die auch in vergleichbaren westlichen Panzern im Einsatz ist, ersetzt wurde. Die Bezeichnung der US Army für diese Waffe ist M256. Die Hauptwaffe besitzt einen Richtbereich von 360° in der Horizontalen und −10° bis +20° in der Vertikalen. Waffe und Turm sind stabilisiert und werden nach den Vorgaben des stabilisierten Spiegels im Hauptzielfernrohr nachgeführt. Das Schwenken des Turms und das Richten der Waffenanlage erfolgt über einen kombinierten elektro-hydraulischen Antrieb, kann im Notfall jedoch auch manuell erfolgen. Eine volle Drehung des Turms (also um 360°) dauert neun Sekunden. Der Arbeitsdruck der Hydraulikanlage beträgt 105 bis 119 bar. Zur Vermeidung von ungleichmäßiger Erwärmung bei Wind oder Regen ist das Rohr der Kanone mit einer Wärmeschutzhülle ummantelt. Ein Kollimatorspiegel an der Rohrmündung ermöglicht Korrekturen, um Verwindungen in der Seelenachse des Rohres auszugleichen.

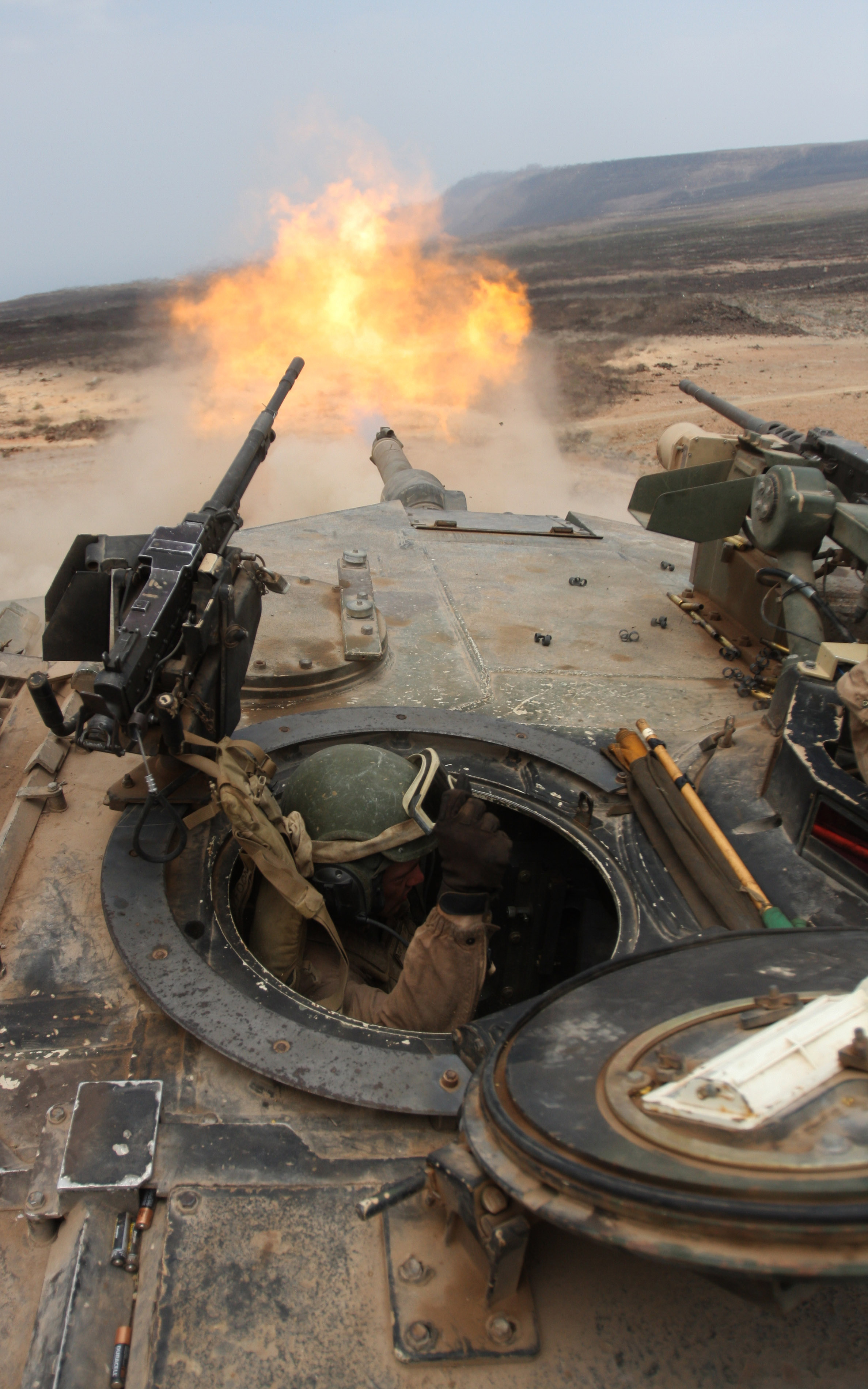
M1A1 mit einem M240 links und einem M2 rechts

Die Sekundärbewaffnung besteht aus einem achsparallel zur Hauptwaffe montierten M240-Maschinengewehr (7,62 × 51 mm), einem weiteren M240, das an der Ladeschützenluke auf einer Lafette montiert ist, und einem schweren Maschinengewehr M48 (12,7 × 99 mm) an der Kommandantenluke. Das M48 ist ein modifiziertes Browning M2. Das M48 kann im M1A1 und M1A2 sowohl manuell als auch aus dem Inneren ferngesteuert abgefeuert werden. Kommandanten des M1A2 SEP verfügen nur über die manuelle Möglichkeit. Der Schwenkbereich beträgt 360°, wird in der Praxis jedoch durch das M240 des Ladeschützen begrenzt. Ab der Version A2 wurde das M48 durch ein M2HB (Heavy Barrel) ersetzt. Weiterhin sind an den Seiten des Turms M250-Nebelmittelwurfanlagen mit jeweils sechs Rohren angebracht. Diese können jeweils drei Nebelwurfkörper gleichzeitig abschießen, um den Panzer hinter einer Nebelwand zu verbergen. Einige M1 wurden mit einer neuen Wurfanlage ausgestattet, deren Bezeichnung M6 lautet. Diese kann neben Nebelwurfkörpern auch Flares abfeuern, um hitzesuchende Raketen abzuwehren. Alle M1 sind außerdem mit einem vehicle-engine-exhaust smoke system (VEESS) ausgestattet, welches das Einnebeln durch die Einspritzung von Diesel in die Abgasanlage ermöglichen soll. Da der Treibstoff jedoch auf JP-8 umgestellt wurde, ist die Anlage nicht mehr funktionsfähig.

### Munition
Aus der Kanone können mehrere Munitionssorten verschossen werden. Alle Munitionssorten verfügen über eine teilverbrennbare Hülse. Gegen stark gepanzerte Ziele wie feindliche Kampfpanzer kommt das Wuchtgeschoss M829A4 Armor Piercing Fin – Stabilized Discarding Sabot – Tracer (APFSDS-T) zum Einsatz. Es handelt sich hierbei um ein Wuchtgeschoss aus abgereichertem Uran. Für Schießübungen wird das Geschoss M865 Target Practice Cone Stabilized Discarding Sabot – Tracer (TPCSDS-T) verwendet. Es handelt sich dabei um ein Übungsgeschoss aus Stahl, das anstatt von Flügeln von einem Lochkegelleitwerk stabilisiert wird. Auf den ersten Kilometern der Flugstrecke weist das Geschoss fast die gleiche Flugbahn wie das M829 auf, der Sicherheitsbereich verringert sich jedoch stark.

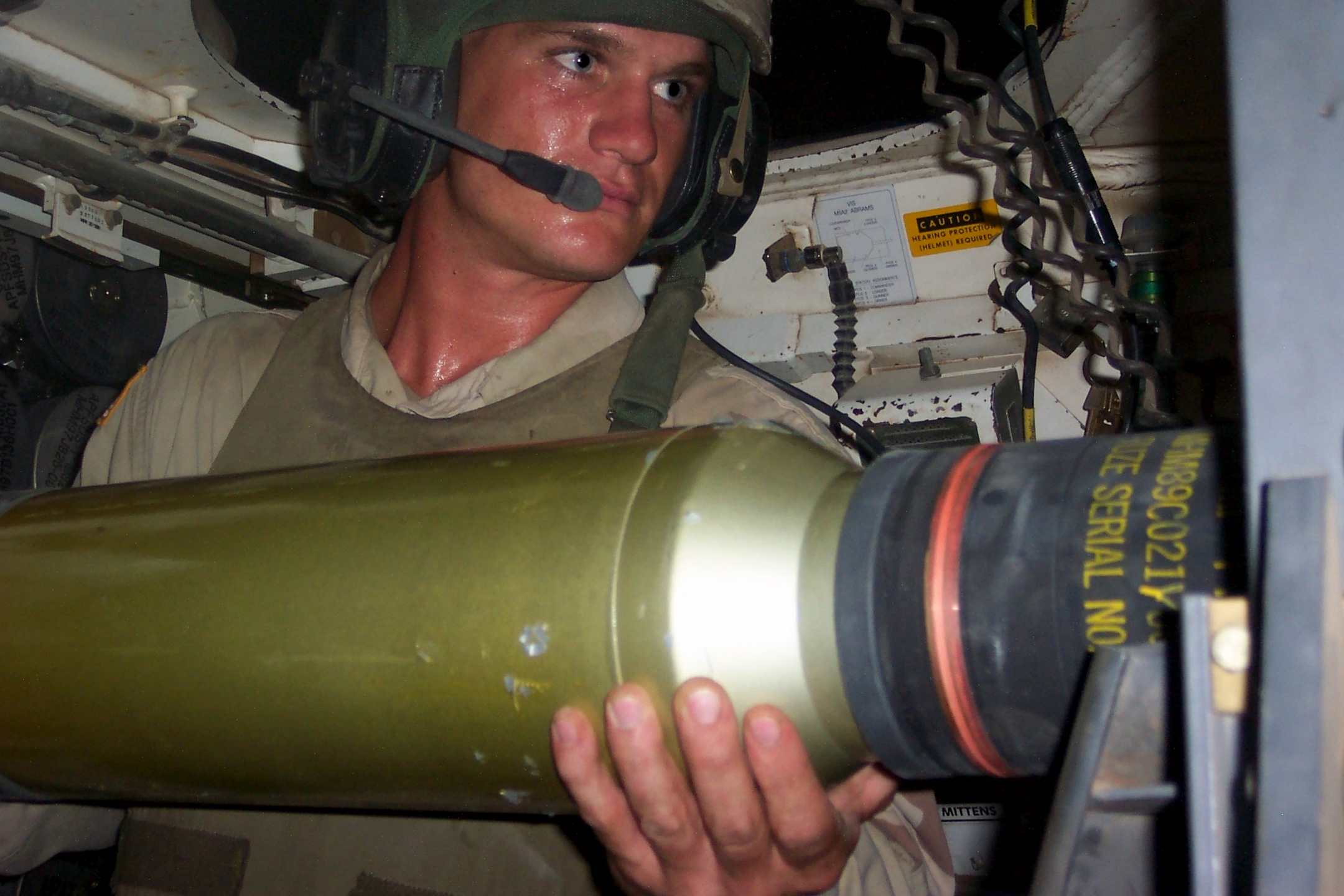
Ladeschütze mit Patrone

Gegen schwach gepanzerte und weiche Ziele sowie Feldbefestigungen werden die M830 und M830A1 HEAT-MP-T High Explosive Anti Tank Multi Purpose – Tracer (HEAT-MP-T) eingesetzt. Trotz der ähnlichen Namensgebung handelt es sich bei dem M830A1 nicht um eine Weiterentwicklung des M830, sondern um eine komplette Neuentwicklung. Das M830-Geschoss weist eine Mündungsgeschwindigkeit von 1140 m/s auf und wiegt etwa 24,2 kg. Der Zünder des Geschosses wird nach einer Flugstrecke von 30 m scharf; unter dieser Distanz wirkt das Geschoss lediglich durch seinen Einschlag. Es wird vorzugsweise bei Kämpfen in urbanem Gelände eingesetzt, um Gegner hinter Deckungen und in Gebäuden zu bekämpfen. Das M830A1-Geschoss verfügt über einen einstellbaren Zünder, der die Detonation beim Einschlag oder bei der Annäherung erlaubt. Die Detonation bei der Annäherung wird zur Bekämpfung langsam fliegender Luftfahrzeuge verwendet. Das M830A1 verfügt im Gegensatz zum M830 über einen Treibspiegel. Der Einsatz in urbanem Gelände ist daher eingeschränkt, weil durch die abgelösten Teile des Treibspiegels Kollateralschäden möglich sind. Das M830A1 weist eine Mündungsgeschwindigkeit von 1410 m/s auf und wiegt etwa 22,7 kg. Zur Unterscheidung für den Ladeschützen wird das M830 als HEAT bezeichnet, das M830A1 als MPAT.

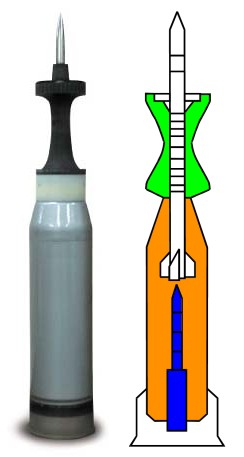
Aufbau einer M829-Patrone

Um auch Infanterie effektiv bekämpfen zu können, wurde ab August 2002 die Kartätsche M1028 entwickelt, die 1100 Wolframkugeln enthält und damit wie Schrotmunition wirkt. Die etwa 9,5 mm großen Wolframkugeln sind in einem Container untergebracht, der nach dem Verlassen des Rohres aufbricht und die Kugeln freigibt, die sich dann kegelförmig ausbreiten. Die Bekämpfung von Zielen hinter Wänden und das Beseitigen von leichten Straßensperren ist damit ebenfalls möglich. Die effektive Reichweite beträgt etwa 500 m. Eine weitere Neuentwicklung ist das M908 High Explosive – Obstacle Reducing – Tracer (HE-OR-T), das die Beseitigung von Straßensperren ohne die Hilfe von Pionierpanzern möglich machen soll. Bei dem Geschoss handelt es sich um ein modifiziertes Hohlladungsgeschoss M830A1, das mit einer Stahlspitze und einem Verzögerungszünder versehen ist, um tief in ein Hindernis einzudringen und dann im Inneren zu detonieren.
Die Munition wird im Heck des Panzers in einem Munitionsmagazin gelagert, das durch ein hydraulisch betriebenes Schott vom Kampfraum getrennt ist. Während des Nachladevorgangs betätigt der Ladeschütze mit seinem Knie einen Schalter, der das Schott öffnet. Nach der Entnahme der entsprechenden Munitionssorte lässt der Ladeschütze den Schalter los und das Schott schließt sich wieder. Laut den Vorschriften der US Army darf das Schott erst geöffnet werden, wenn der Verschluss der Kanone vollständig geöffnet ist. Während eines laufenden Schießvorgangs können sich nicht verbrannte Reste der Treibladung durch den plötzlichen Kontakt mit Sauerstoff, der durch den sich öffnenden Verschluss einströmt, wieder entzünden und in den Kampfraum eindringen (im Jargon der Army „Flashback“ genannt). Ist das Schott während eines solchen Flashbacks geöffnet, kann dieser die verbrennbare Hülse der Munition entzünden und so das Geschoss im Kampfraum zünden, was zum Tod der Besatzung führen würde. Die Oberseite des Munitionsmagazins ist mit Sollbruchstellen versehen, um im Falle einer Munitionsexplosion die Energie nach oben abzuleiten und das Überleben der Besatzung zu ermöglichen.

### Panzerung und Schutzsysteme
Der M1 ist durch eine Kompositpanzerung geschützt, die meist als Chobham-Panzerung bezeichnet wird. Zusätzlich zur äußeren Schutzhülle sind die Treibstofftanks und das Munitionsdepot in eigenen gepanzerten Bereichen untergebracht, um die Gefahr eines Treibstoffbrandes oder einer Munitionsexplosion zu verringern. Der Munitionsbunker im Turmheck verfügt außerdem über Ausblasmöglichkeiten (Blow-out-panels) an der Oberseite, um die Energie einer Explosion der dort gelagerten Munition nach außen abzuleiten. Der Innenraum des Panzers ist ab der Version M1A1 mit Kevlarmatten ausgekleidet, um den Splitterkegel beim Durchschlagen der Panzerung zu reduzieren oder komplett zu verhindern. Zum Schutz vor Bränden ist ein automatisches Feuerlöschsystem im Kampf- und Triebwerksraum installiert. Dieses erkennt Feuer mittels optischer Sensoren innerhalb von 100 Millisekunden und löscht es mit Halon. Ab der Version M1A1 wurde ein ABC-Schutzsystem, ein Strahlungsmessgerät vom Typ AN/VDR-1 sowie ein Sensor für chemische Waffen installiert.

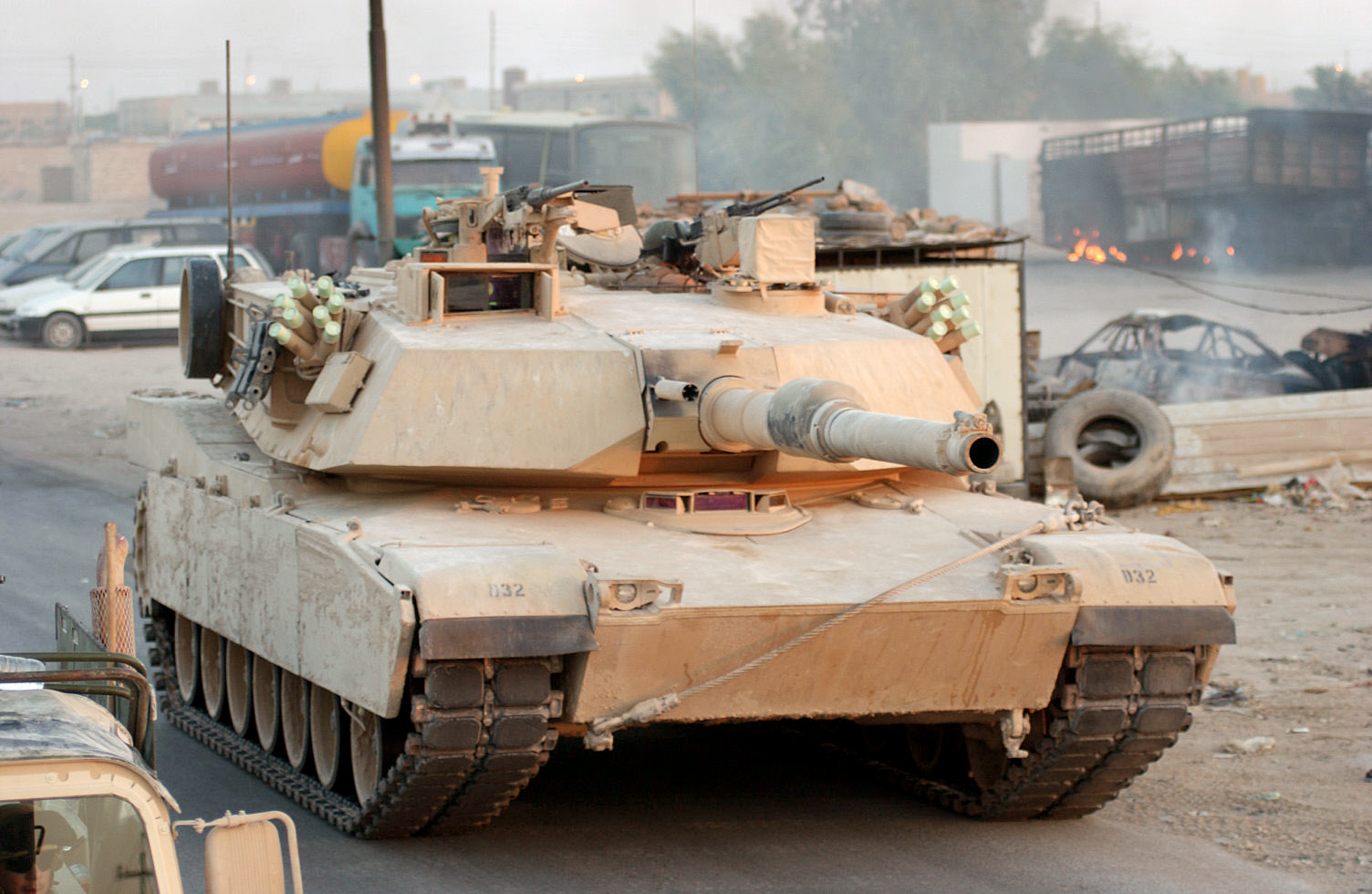
Die Chobham-Panzerung wurde bei späteren Versionen durch eine Schicht aus abgereichertem Uran ergänzt

Die äußere Schutzhülle besteht hauptsächlich aus Panzerstahl nach MIL-A-11356. Die Wannen- und Turmfront sowie die Turmseiten werden hingegen durch eine Verbundpanzerung geschützt, da diese häufiger gegnerischem Beschuss ausgesetzt sind. Auf der Suche nach einer Verbundpanzerung für den XM815-Panzer besuchte eine amerikanische Delegation im Juli 1973 Chobham, um sich dort über die von den Briten entwickelte Burlington-Verbundpanzerung zu informieren. Beeindruckt von den Ergebnissen, begann das Ballistic Research Laboratory am Aberdeen Proving Ground mit der Entwicklung einer „Chobham-Panzerung“, welche speziell auf die Bedürfnisse des nun XM1 genannten Panzers zugeschnitten war. Im Februar 1978 wurden schließlich die ersten M1-Vorserienmodelle mit Chobham-Panzerung an die US Army übergeben. 1984 wurde die M1-Production auf das Modell M1 IP (Improved Protection) umgestellt. Dabei wurde die Turmfrontpanzerung noch einmal geändert; statt des „kurzen“ Turmes mit einer Frontdicke von etwa 650 mm wurden von da an nur noch M1 mit „langen“ Türmen mit einer Frontdicke von etwa 880 mm gebaut, um mehr Platz für die Verbundpanzerung zu schaffen. Das Fahrzeuggewicht stieg dadurch von 55,7 t auf 57 t. Die Version M1, M1 IP und M1A1 sind wie der Challenger 1 mit der klassischen Chobham-Panzerung ausgestattet, deren exakter Aufbau der Geheimhaltung unterliegt. Allerdings wird der Aufbau der Panzerung des Leopard 2A1-3 ähneln, welche gemäß R.M. Ogorkiewicz von der Jane’s Information Group aus Keramik, gehärteten Stahlplatten und Aluminium bestand. Interessanterweise ist der Aufbau damit einer RARDE-Panzerung ähnlich, welche 1995 im International Journal of Impact Engineering vorgestellt wurde. Diese besteht aus Aluminiumoxid, Stahl und glasfaserverstärktem Kunststoff. Die Aluminiumplatte als „Backing“ würde aufgrund der höheren Dichte auch die etwas besseren Schutzwerte des Leopard 2A1-3 gegen Wuchtgeschosse erklären. Bei der Version M1A1 HA (Heavy Armor), sowie M1A1 HA+ und M1A1 HC (Heavy Common) wurde auf eine Verbundpanzerung der dritten Generation gewechselt, welche eine Zwischenschicht aus abgereichertem Uran enthält. Dieses ist in Stahl eingeschlossen, um die Forderungen nach einem harten und dichten Material zu erfüllen. Die Fahrzeugmasse stieg auf etwa 61,3 t an, allerdings dürfte die Gewichtssteigerung durch die Schwermetallschicht und die größere 120-mm-Kanone durch leichtere Keramiken wie Siliciumcarbid und zeitgemäße Faserwerkstoffe wie Kevlar teilweise ausgeglichen worden sein. Die Versionen M1A1 AIM und M1A1D besitzen ebenfalls diese Panzerung. Die neuesten Versionen M1A2 und M1A2 SEP sollen Gerüchten zufolge wie der Challenger 2 mit einer Dorchester-Panzerung ausgestattet sein. Diese besteht aus Urandioxid-Nuggets und Gummi, Wolfram ist ebenfalls enthalten. Vermutlich wird das „Backing“ aus leistungsfähigeren Dyneemafasern bestehen. Das Gefechtsgewicht stieg hier auf bis zu 63 Tonnen an.

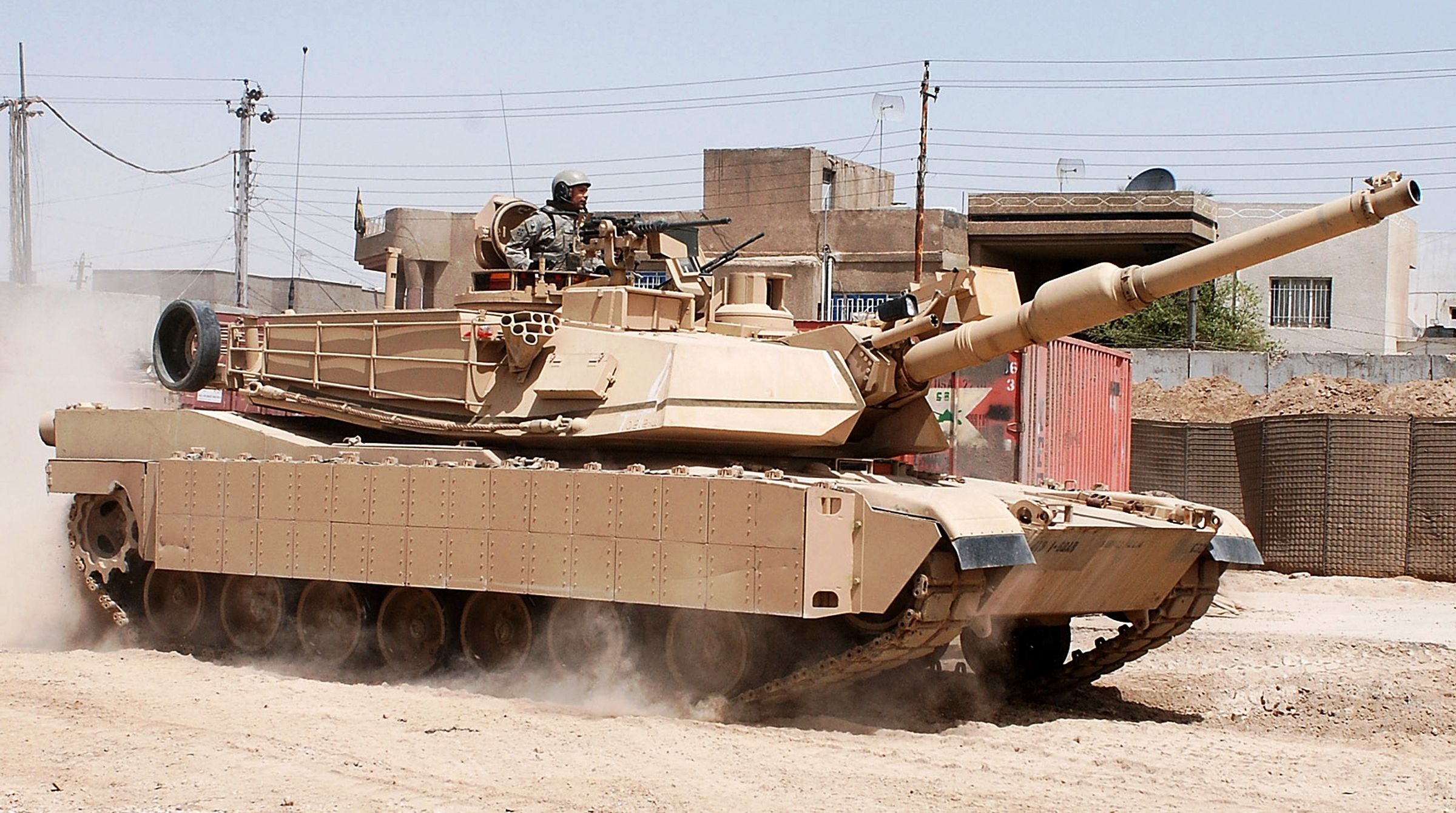
M1A2 SEP Abrams mit TUSK

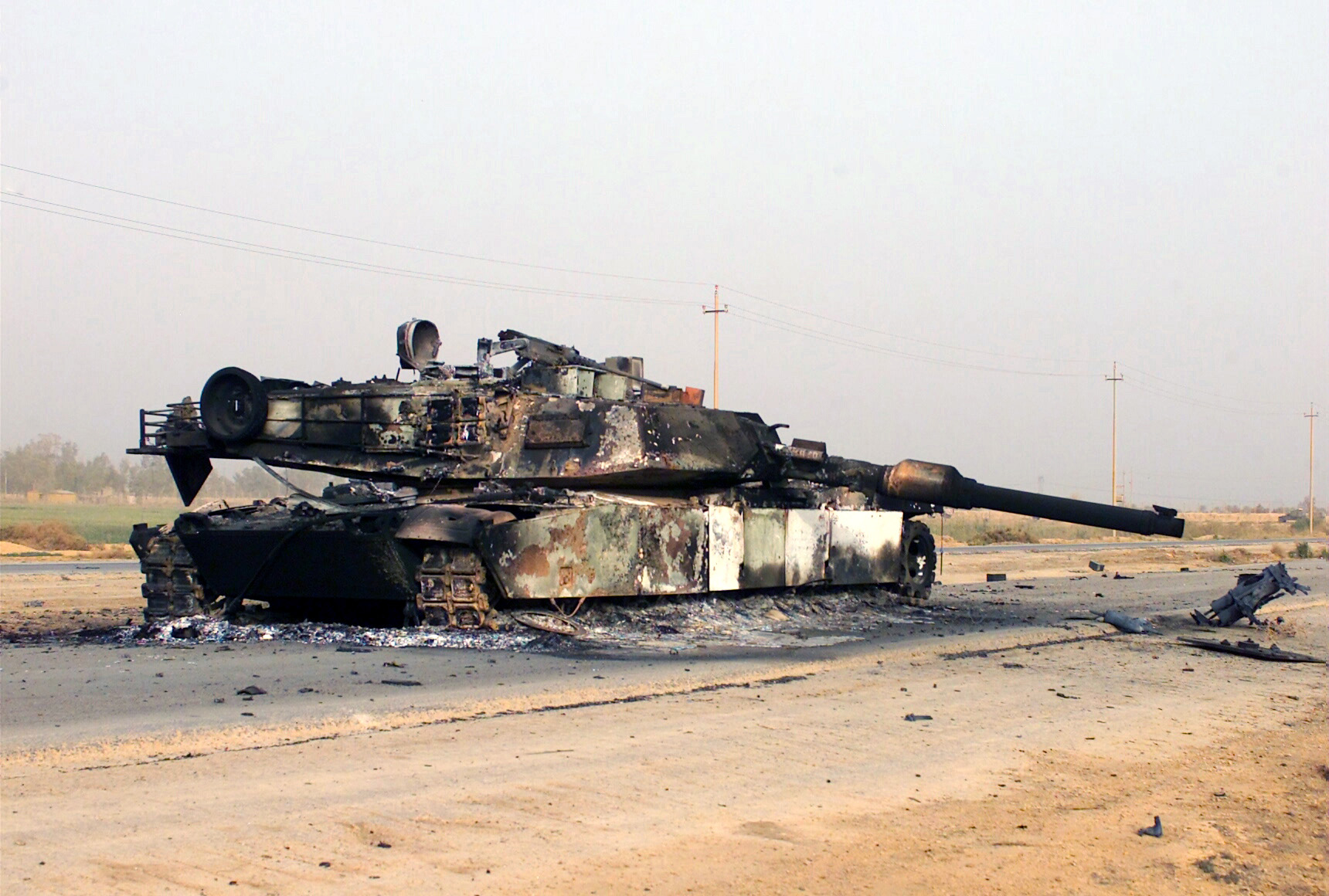
Abgeschossener M1A1 im Irak 2003

Aufgrund der steigenden Ausfälle des Panzers im Irak beim Einsatz in bebautem Gelände wurde das TUSK-Programm ins Leben gerufen. TUSK steht für Tank Urban Survival Kit und ist ein Zurüstsatz für den M1 Abrams zur Steigerung der Überlebensfähigkeit bei Einsätzen in bebautem Gebiet. Dabei wird die ARAT-Reaktivpanzerung (Abrams Reactive Armor Tiles) auf die Seitenschürzen montiert. Eine weitere Reaktivpanzerung, welche als ARAT II bezeichnet wird, soll die Turmseiten besser vor Hohlladungswaffen und projektilbildenden Ladungen schützen. Eine 1360 kg schwere V-förmige Zusatzpanzerung verstärkt die Unterseite der Fahrzeugwanne gegen Minen und Sprengfallen. Der Fahrersitz wird dabei wie im Leopard 2A6M über vier Gurte an der Fahrzeugdecke aufgehängt, durch die Entkopplung des Fahrersitzes vom Wannenboden wird das Risiko einer Verletzung oder Tötung des Fahrers durch die elastische Verformung des Wannenbodens im Fall einer Minenexplosion unter der Wanne verringert. Zusätzlich kann am Heck eine Käfigpanzerung angebracht werden.
Seit 1991 steht noch das Softkillsystem AN/VLQ-6 Missile Countermeasure Device (MCD) zur Verfügung, welches auch als HardHat bezeichnet wird. Das System wird auf den Turm vor der Luke des Ladeschützen montiert, beim M1A2 befindet sich an dieser Stelle das unabhängige Wärmebildgerät des Kommandanten. Der Störsender mit einer Elevationsabdeckung von 12° und einer Azimutabdeckung von 40° soll die Infrarotquelle am Heck des Flugkörpers überstrahlen, so dass bei SACLOS-gelenkten Panzerabwehrwaffen die Lenkeinrichtung des Startgeräts gestört wird. Die Überblendung soll dabei ab etwa 50 % der Schussentfernung stattfinden, bei Beschuss von 2000 m Entfernung also auf etwa 1000 m. Da der Störsender beim M1 aus Sicht des Startgerätes oben rechts im Fadenkreuz erscheint, wird die Flugbahn der Lenkwaffe dauerhaft nach unten links korrigiert, was zu Bodentreffern führen kann. Später wurde die verbesserte Version AN/VLQ-8A gekauft. Das System kann auch auf dem M2/M3 Bradley eingesetzt werden und wird nur bei Bedarf eingebaut. Neben der manuellen Vernebelung durch die Nebelmittelwurfanlagen vom Typ M250 (sechs Werfer pro Turmseite) oder M257 (acht Werfer pro Turmseite) kann das System noch mit dem M6-Werfer kombiniert werden, um Nebelwurfkörper und Flares abzufeuern. Alle M1 sind außerdem mit einem vehicle-engine-exhaust smoke system (VEESS) ausgestattet, welches das Einnebeln durch die Einspritzung von Diesel in die Abgasanlage ermöglicht. Bei Fahrzeugen, welche mit JP-8 betrieben werden, ist die Anlage nicht mehr funktionsfähig.
Am Panzer kann noch weiteres Zubehör montiert werden, um seine Überlebensfähigkeit zu erhöhen. So können an der Wannenfront beispielsweise ein Minenpflug, Minenwalzen oder eine Räumschaufel befestigt werden, um Sperren zu beseitigen. Australische M1 AIM sind noch mit dem Barracuda-Tarnsystem von Saab ausgerüstet. Schätzungen zufolge verfügen die verschiedenen Ausführungen des M1 Abrams über folgenden Panzerschutz in RHA-Äquivalent gegen HEAT- und KE-Geschosse:
| Angaben im mm      | M1 Abrams | M1 IP / M1A1 | M1A1 HA | M1A2 | M1A2 SEP |
| Wannenfront (KE)   | 400       | 490          | 590     | 625  | 625      |
| Wannenfront (HEAT) | 700       | 800          | 800     | 1050 | 1050     |
| Turmfront (KE)     | 400       | 450          | 680     | 900  | 960      |
| Turmfront (HEAT)   | 700       | 920          | 1320    | 1620 | 1620     |

### Antrieb und Laufwerk

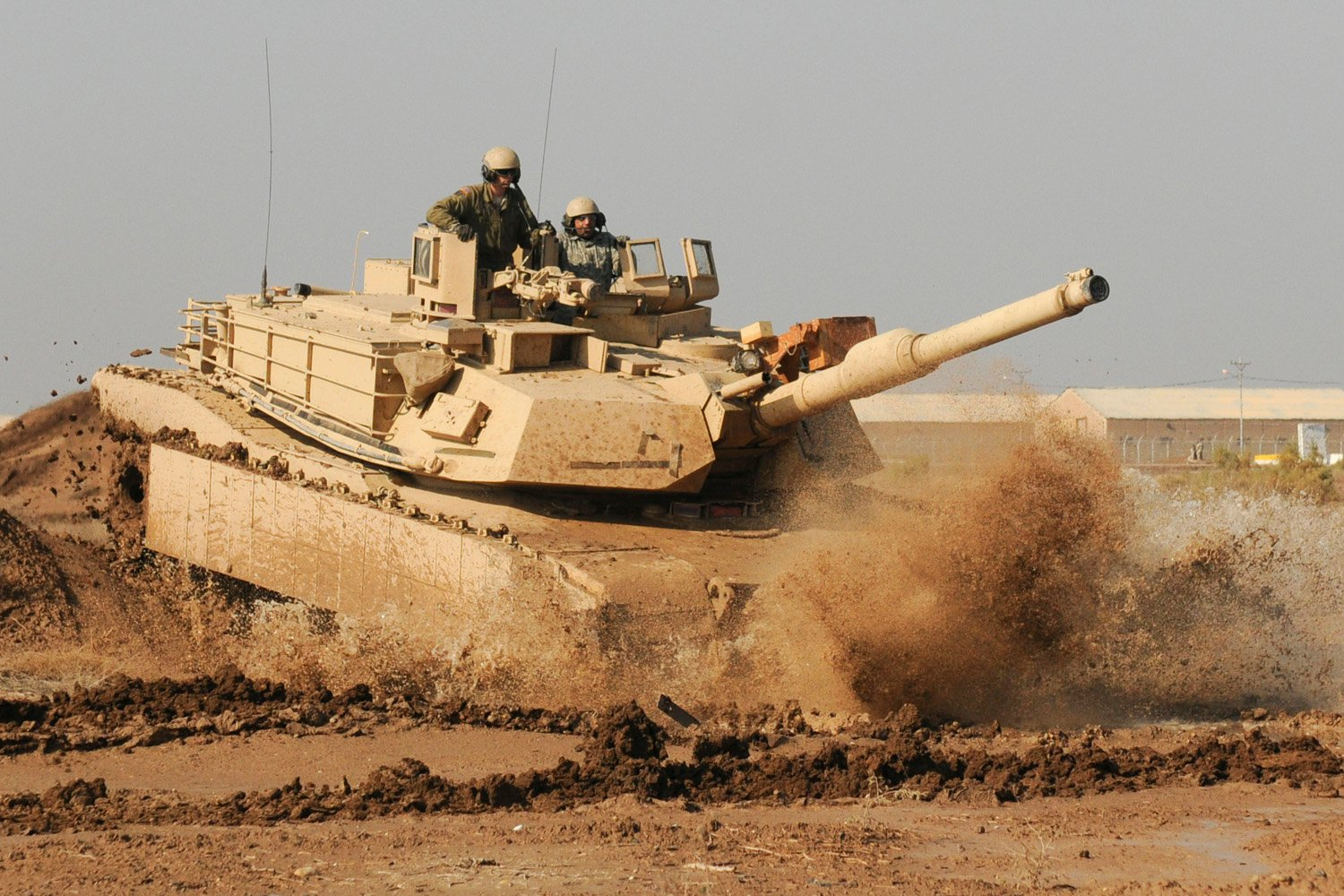
M1A1 Abrams bei Geländefahrt im Irak

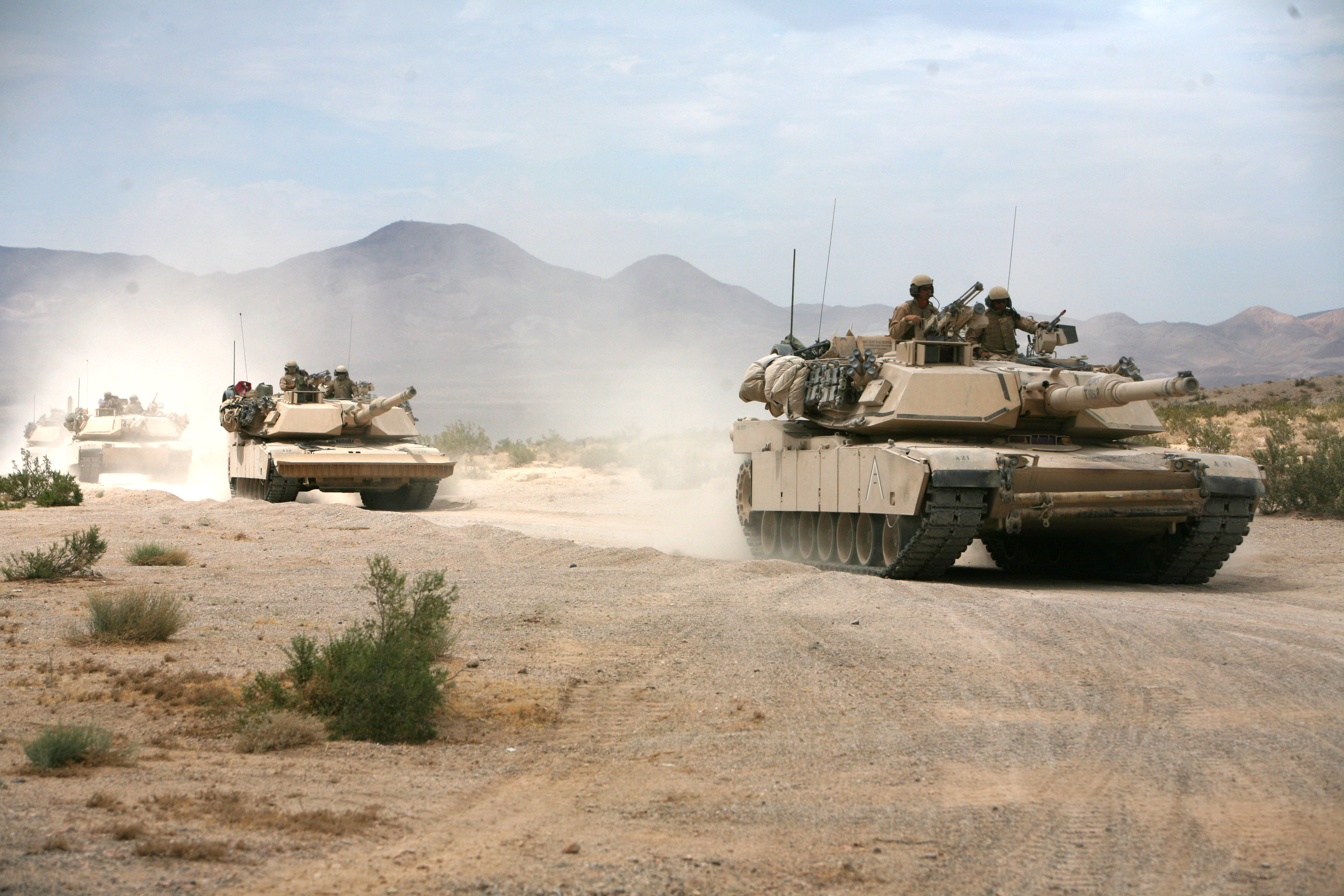
Abrams-Panzer auf dem Marsch, mit Abschleppstangen und Räumschaufel am Wannenbug

Der M1 wird von einer Gasturbine des Typs Lycoming Textron AGT1500 angetrieben, welche von einer Digital Electronic Control Unit (DECU) gesteuert wird. Das Aggregat wurde in den 1970er-Jahren aus der PLT27-Gasturbine entwickelt. Der Vorteil dieses Antriebskonzepts besteht darin, dass eine Gasturbine im Vergleich zu einem Dieselmotor gleicher Leistung wesentlich kleiner und leichter ist. So wiegt die Turbine lediglich 1134 kg (2500 lb). Zudem benötigt die Turbine keine Kühlflüssigkeit und es kann fast jede brennbare Flüssigkeit als Kraftstoff in beliebigen Mischungsverhältnissen verwendet werden. Aus praktischen Gründen kommen hierfür Benzin, Diesel und Kerosin zum Einsatz. Die US-Armee verwendete bis zum Anfang der 1990er-Jahre Diesel als Treibstoff, danach wurde aus logistischen Gründen auf JP-8 umgestellt. Die australische Armee verwendet nach wie vor Diesel. Das komplette Antriebsaggregat besteht aus den Luftfiltern links und rechts der Turbine, der Zweiwellengasturbine mit Rekuperator und Untersetzergetriebe (7,5:1), dem hydromechanischen Schalt-, Wende- und Lenkgetriebe X-1100-3B der Firma Allison Transmission mit sechs Gängen und zwei Kühlern. Die Gasturbine ist längs und mittig im Heck des Panzers eingebaut und bildet mit dem Getriebe ein „T“.
Die Gasturbine AGT1500 ist modular aufgebaut und besteht aus vier Teilen: Dem vorderen Teil aus Verdichtern und Brennkammer, dem hinteren Teil aus Turbinen und Rekuperator, dem Untersetzungsgetriebe, sowie den externen Anbauten wie dem Anlasser oder dem Verstellmechanismus der Leitschaufeln. Der Anlasser ist ein Elektromotor mit 5500–9000/min, der die Hochdruckstufen der Gasturbine über ein Hilfsgetriebe auf Drehzahl bringt, bis die Turbine zündet. Die eingesaugte Luft wird durch die Luftfilter von Verunreinigungen befreit und durch den fünfstufigen Axialkompressor der Gasturbine verdichtet. Der folgende Hochdruckverdichter besitzt vier axiale sowie eine abschließende radiale Verdichtungsstufe und komprimiert die Luft weiter auf einen Druck von 14–16 bar. Hier wird auch Zapfluft zur Kühlung von Triebwerksteilen abgeführt. Das Arbeitsgas strömt anschließend durch den Rekuperator im Heck der Turbine und von dort aus in die Brennkammer. Die Brennkammer und Einspritzdüsen sind wie beim Pratt & Whitney JT9D aus einer Nickel-Thoriumdioxid-Legierung gefertigt, wobei der Anteil des radioaktiven Thoriums etwa 2 % ausmacht. Die einstufige Hochdruckturbine ist luftgekühlt und treibt den Hochdruckverdichter an. Die nachfolgende einstufige Niederdruckturbine rotiert gegenläufig und treibt den Niederdruckverdichter an. Danach wird über eine ungekühlte Axialturbine die Antriebswelle angetrieben, wobei der Stator der Stufe mit beweglichen Leitschaufeln ausgestattet ist. Anschließend wird das Abgas nach oben durch den Rekuperator geführt und über einen Abgaskanal oberhalb des Getriebes mittig am Heck ausgestoßen. Die Abgastemperatur beträgt etwa 500 °C, da der Rekuperator die verdichtete Luft vor der Brennkammer möglichst stark erwärmen soll. Die Antriebsleistung der Turbine wird durch ein im Rekuperator eingebautes Untersetzungsgetriebe an das Hauptgetriebe abgegeben, wobei die Drehzahl im Untersetzergetriebe von 22.500/min bei Nennleistung auf 3000/min reduziert wird, während sich das Drehmoment erhöht. Der Massedurchsatz durch die Turbine beträgt bei Nennleistung etwa 5,36 kg/s.

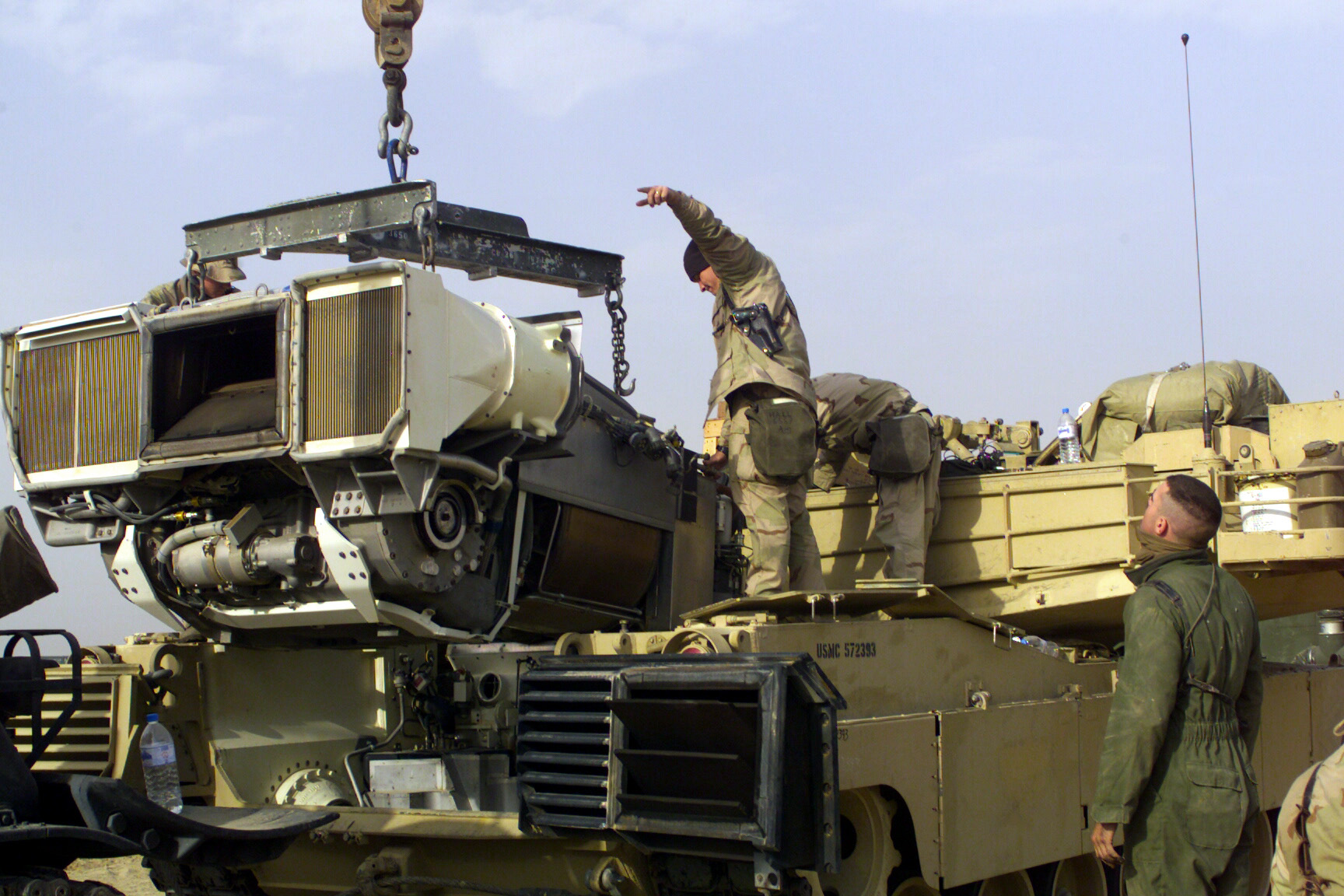
Triebwerkwechsel an einem M1A1. Die schwarze Öffnung an der Heckmitte ist das Ende des Abgaskanals, seitlich davon die Kühler.

Gasturbinen besitzen im Gegensatz zu Dieselmotoren einen anderen Drehmoment- und Leistungsverlauf. Die Leistungskurve ist bei Gasturbinen prinzipbedingt flacher als bei Kolbenmaschinen. Damit steht auch in den unteren Drehzahlbereichen eine hohe Antriebsleistung zur Verfügung. Die Leistungskurve verläuft wie bei allen Turbomaschinen in etwa logarithmisch: Bei 40 % Drehzahl werden etwa 67 % der Leistung (746 kW) bereitgestellt, bei voller Drehzahl von 3000/min 100 % Leistung (1119 kW). Der Drehmomentenverlauf ist linear und absteigend, wodurch der Panzer eine hervorragende Elastizität erhält: Bei etwa 30 % Drehzahl stehen 6000 Nm zur Verfügung, diese sinken auf etwa 5000 Nm bei 65 % der Maximaldrehzahl. Diese wird mit 3000/min angegeben, wobei ein Regler Drehzahlen von über 3100/min verhindert. Im Gefechtseinsatz fährt die Turbine im Tactical-idle-Modus. Dabei wird die Leerlaufdrehzahl von 870–950/min auf 1250–1350/min erhöht und somit das Ansprech- und Beschleunigungsverhalten des Panzers verbessert. Interessanterweise kann die AGT1500 bei 1300/min fast 800 kW Leistung liefern; selbst beim Fahren (unter Last) im Standgas setzt die Gasturbine also 40 % mehr Leistung frei als der Motor des Vorgängermodells M60 bei Volllast. Dies führt allerdings zu einem wesentlich höheren Treibstoffverbrauch, der im Leerlauf fast genauso hoch wie bei Volllast ist. Während der Truppenerprobung für die schwedische Armee (1993/1994) wurde für den M1 ein Durchschnittsverbrauch von 1480 l/100 km im Gelände ermittelt, was mehr als dem Doppelten des Konkurrenzmodells Leopard 2 entsprach.
Während bei einem Kolbenmotor das Motorgeräusch durch die Abgasanlage austritt, entsteht das Betriebsgeräusch einer Turbine am Verdichter. Durch den notwendigen Luftfilter vor dem Verdichter wird das Geräusch reduziert – dies und die große Laufruhe brachten dem M1 Abrams bei seinem ersten REFORGER-Manöver den Spitznamen whispering death (dt.: flüsternder Tod) ein.
Die AGT1500-Turbine sollte ursprünglich durch die LV100-5 ersetzt werden, die für den Block-III-Panzer des ASM-Programms entwickelt wurde. Im Vergleich zur AGT1500 konnte der Treibstoffverbrauch um 33 % im Normalbetrieb und um 50 % im Leerlauf gesenkt werden. Das Leistungsgewicht wurde ebenfalls verbessert sowie die Zahl der Bauteile um 43 % reduziert und die Zuverlässigkeit um über 400 % gesteigert. Nach dem Abbruch des XM2001-Programms wird die LV100-5-Gasturbine nun unter dem PROSE-(Partnership for Reduced Operating and Support Costs, Engine)-Programm der US-Armee von Honeywell und General Electric weiterentwickelt. 2006 wurde das Unternehmen Honeywell International im Rahmen der PROSE Phase 1 mit dem AGT1500-TIGER-Programm beauftragt. Das Programm hat eine Steigerung der Betriebslebensdauer der teilweise 30 Jahre alten Triebwerke von 700 auf 1400 Betriebsstunden zum Ziel.

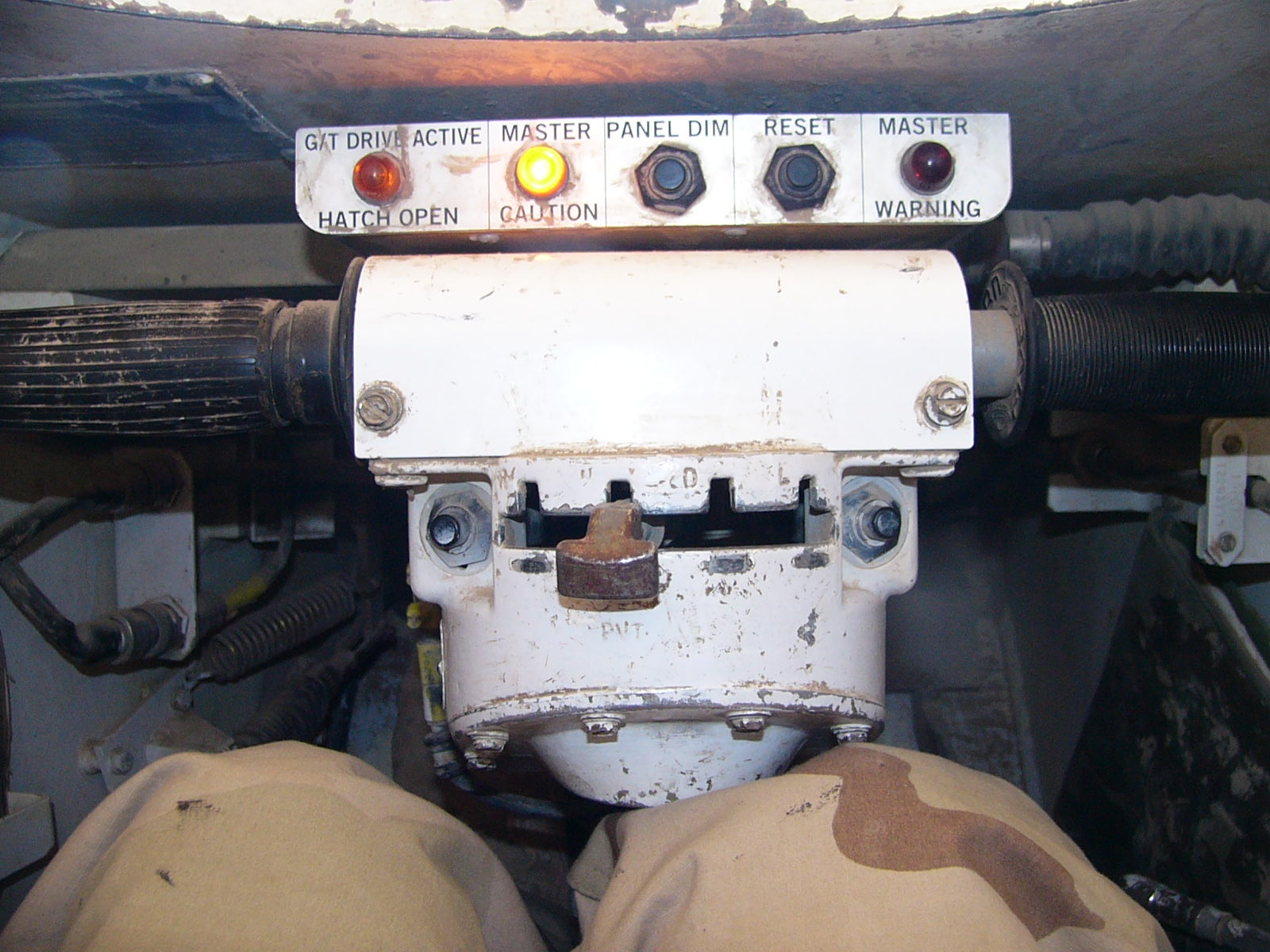
Fahrerplatz mit Lenkstange. Es sind die Fahrstufen R, N, D und L zu erkennen, wobei N gewählt wurde.

Das hydromechanische Schalt-, Wende- und Lenkgetriebe X1100-3B von Allison Transmission beschleunigt den Panzer auf seine Höchstgeschwindigkeit, welche gemäß der technischen Anleitung der US Army bei 40–50 mph (64–80 km/h) bei 1500 hp und 3000/min liegt. Die exakte Höchstgeschwindigkeit hängt vom Untergrund ab und davon, ob die Turbine „offen“ ist, dabei können Drehzahlen von 3500/min und Geschwindigkeiten über 100 km/h erreicht werden. Das Getriebe ist ebenfalls modular aufgebaut und besteht aus vier Baugruppen: Dem Eingangsmodul mit dem Drehmomentwandler, dem Mittelstück mit dem Schaltgetriebe, der hydrostatischen Pumpe, sowie den Ausgangsmodulen links und rechts, welche Bremse und Summiergetriebe enthalten. Die Kraft wird von der Gasturbine über ein weiteres Getriebe an den Drehmomentwandler abgegeben; bei ähnlichen Eingangs- und Ausgangsdrehzahlen findet eine mechanische Wandlerüberbrückung statt. Das automatische Schaltgetriebe besitzt sechs Gänge, wobei vier für die Vorwärts- und zwei für die Rückwärtsfahrt eingebaut sind. Der Fahrer kann dabei zwischen vier Fahrstufen wählen:
- R (reverse): Rückwärtsfahrt. Das Getriebe wechselt zwischen den Gängen R1 und R2.
- N (neutral): Um den Abrams im Stehen um die Hochachse zu drehen. Ein Fahren ist nicht möglich.
- D (drive): Vorwärtsfahrt, wobei das Getriebe nur die Gänge 2, 3 und 4 verwendet.
- L (low): Vorwärtsfahrt mit allen Gängen, welche weiter ausgefahren werden.

Im Getriebe befindet sich auch eine Hydraulikpumpe, welche den Öldruck für die Lenkung und die Parkbremse aufbaut. Die Kraft des Motors wird links und rechts des Getriebes mit gleicher Drehzahl über die Nullwelle an die Ausgangsmodule weitergegeben, wo ein Summiergetriebe diese mit der Drehzahl eines Hydraulikmotors kombiniert, um Kurvenfahrten und das Drehen um die Hochachse zu ermöglichen. Die Ölflussmenge jedes Hydraulikmotors bestimmt der Fahrer durch das Lenken. Im Gegensatz zum Leopard 2 ist das System wesentlich einfacher aufgebaut, da keine zusätzlichen hydrodynamischen Kupplungen zur Aufteilung des Kraftflusses verwendet werden. Die Bremse ist ebenfalls wesentlich einfacher aufgebaut: Die Ausgangsmodule enthalten ölgekühlte Mehrscheibenbremsen, welche den Panzer verzögern und als Parkbremse wirken können. Um auch bei abgeschalteter Gasturbine den Bremsdruck erzeugen zu können, speist die Hydraulikpumpe auch ein Druckreservoir. Im Gegensatz dazu verwendet der Leopard 2 drei Bremssysteme pro Seite: Eine verschleißfreie hydraulische Strömungsbremse und Bremsscheiben im Getriebe sowie in die Seitenvorgelege integrierte Scheibenbremsen als Parkbremse. Nach den Ausgangsmodulen wird die Kraft der AGT1500 an die Seitenvorgelege abgegeben, welche als Planetengetriebe in die Triebräder integriert sind. Die Abwärme des Getriebes, der Hydraulik und der Scheibenbremsen wird über öldurchflossene Wärmetauscher links und rechts des Abgaskanals nach hinten an die Umgebungsluft abgegeben. Die Ventilatoren der Wärmetauscher werden über das Eingangsmodul angetrieben. Die Wärmetauscher enthalten auch das vehicle-engine-exhaust smoke system (VEESS), um den Panzer durch das Einspritzen von Diesel (wenn dieser als Treibstoff verwendet wird) einzunebeln, da ein Einspritzen in den Abgasstrahl eine Nachbrennerflamme zur Folge hätte.
Das komplette Antriebsaggregat kann innerhalb einer Stunde mit Hilfe eines Krans entfernt werden. Durch die modulare Bauweise können jedoch 70 % aller Teile ausgebaut werden, ohne das komplette Aggregat zu entfernen. Bei einem vollständigen Ausbau werden Gasturbine, Getriebe und die beiden Kühler mit Hilfe eines Anschlaggeschirrs aus dem Panzer gehoben. Die drei Luftfilter, welche aus zweistufigen Fliehkraftabscheidern und nachfolgenden Feinfiltern bestehen, bleiben im Fahrzeug. Beim Wiedereinbau muss die Verbindung zwischen den Luftfiltern und der Gasturbine dicht sein, da sonst die Gefahr von Schäden durch Fremdkörper besteht, was in sandigen Gebieten ein Problem darstellen kann. Im zweiten Golfkrieg 1991 wurden viele M1 durch verstopfte Luftfilter außer Gefecht gesetzt, da diese in den staubigen Wüstengebieten schnell an ihre Grenzen stießen. Aufgrund dieser Erfahrungen wurde ein integriertes Luftfilter-Reinigungssystem entworfen, das den Lufteinlass zu einem Filter sperrt und diesen dann durch rückwärtig eingeblasene Luft reinigt, während die beiden anderen Luftfilter weiterarbeiten. Auf diese Weise können nacheinander alle Filter gereinigt werden, ohne die Turbine abzustellen. Die Wiederbeschaffungskosten eines Luftfilters liegen bei lediglich 120 US-Dollar, der Wechsel dauert etwa eine halbe Stunde.

Der Kraftstoffvorrat des M1 beträgt insgesamt 1911 Liter, verteilt auf vier Tanks. Der M1A2 SEP hat lediglich eine Kapazität von 1680 Litern, da einer der Tanks entfernt wurde, um Platz für einen Generator zu schaffen. Deshalb wurden im Irakkrieg 2003 teilweise Gummiblasen (engl. Collapsible Fuel Bags) mit einer Kapazität von 303 Litern an den Panzern mitgeführt, um den Kraftstoffvorrat zu erhöhen. Diese Maßnahme wurde jedoch nur in relativ sicheren Situationen wie bei Truppenverlegungen durchgeführt, in Gefechtssituationen wurden die Blasen nicht verwendet.

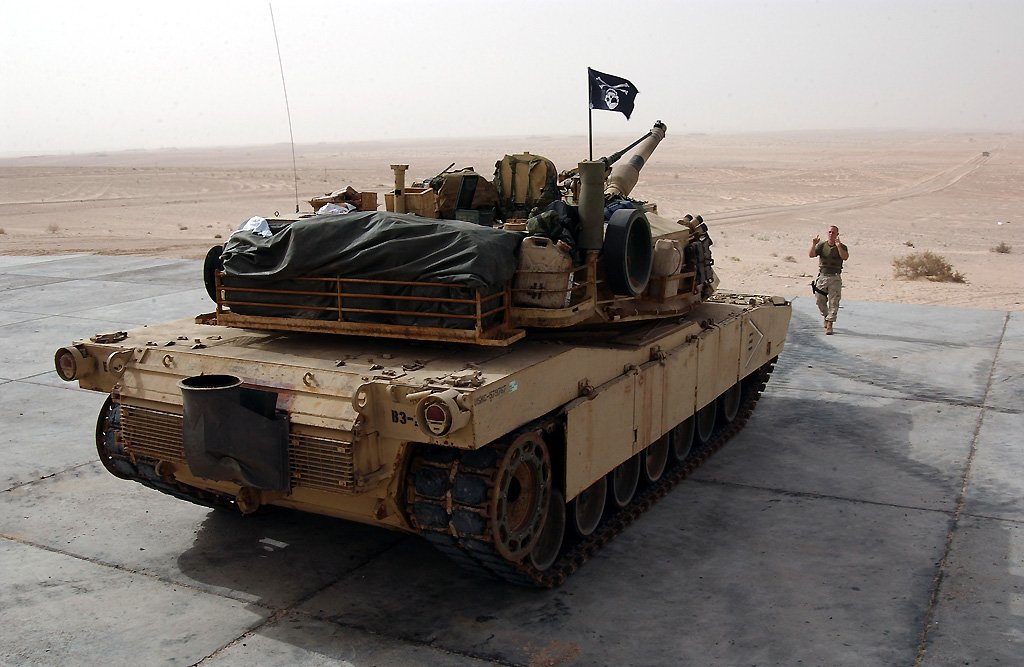
Heckansicht eines Abrams des USMC. In der Mitte ein Teil der Tiefwatausstattung.

Die Federung des Panzers erfolgt über ein hydromechanisches Federungssystem, das aus sieben Schwingarmen auf jeder Seite besteht. Die Schwingarme sind mit Torsionsstäben aus hochfestem Stahl verbunden, die quer durch die Wanne laufen und an der gegenüberliegenden Seite fixiert sind. Der maximale Federweg für die Laufrollen beträgt 381 mm. An jeder Seite befinden sich zusätzlich drei drehbare Stoßdämpfer, die mit der ersten, zweiten und siebten Laufrolle verbunden sind. An der Oberseite des Laufwerks befinden sich zwei Stützrollen auf jeder Seite, die das Durchhängen der Kette verhindern sollen. Als Gleiskette dient eine „lebende“ Verbinderkette des Unternehmens Diehl vom Typ 570 N oder 570 P3/P6. Das Fahrzeug ist bis zu einer Gewässertiefe von 1,2 m watfähig. Das United States Marine Corps beschaffte zusätzlich das Deep Water Fording Kit (DWFK) zum Tiefwaten, welches aus einem Auspuffschacht und zwei Lufteinlassrohren besteht. Während des Landmarsches werden die Schächte ineinander geschoben im Staugitter am Heck des Turmes transportiert. Bei der Watfahrt befinden sich die Lufteinlassschächte auf dem Lüftergitter auf dem linken Wannenheck, der Auspuffschacht wird mittig auf dem Auspuffgräting befestigt. Damit kann eine Wattiefe von 2,37 m erreicht werden. Nach erfolgter Durchwatung können die Schächte durch eine Drehbewegung des Turmes abgestreift werden.

### Optik und Sensoren

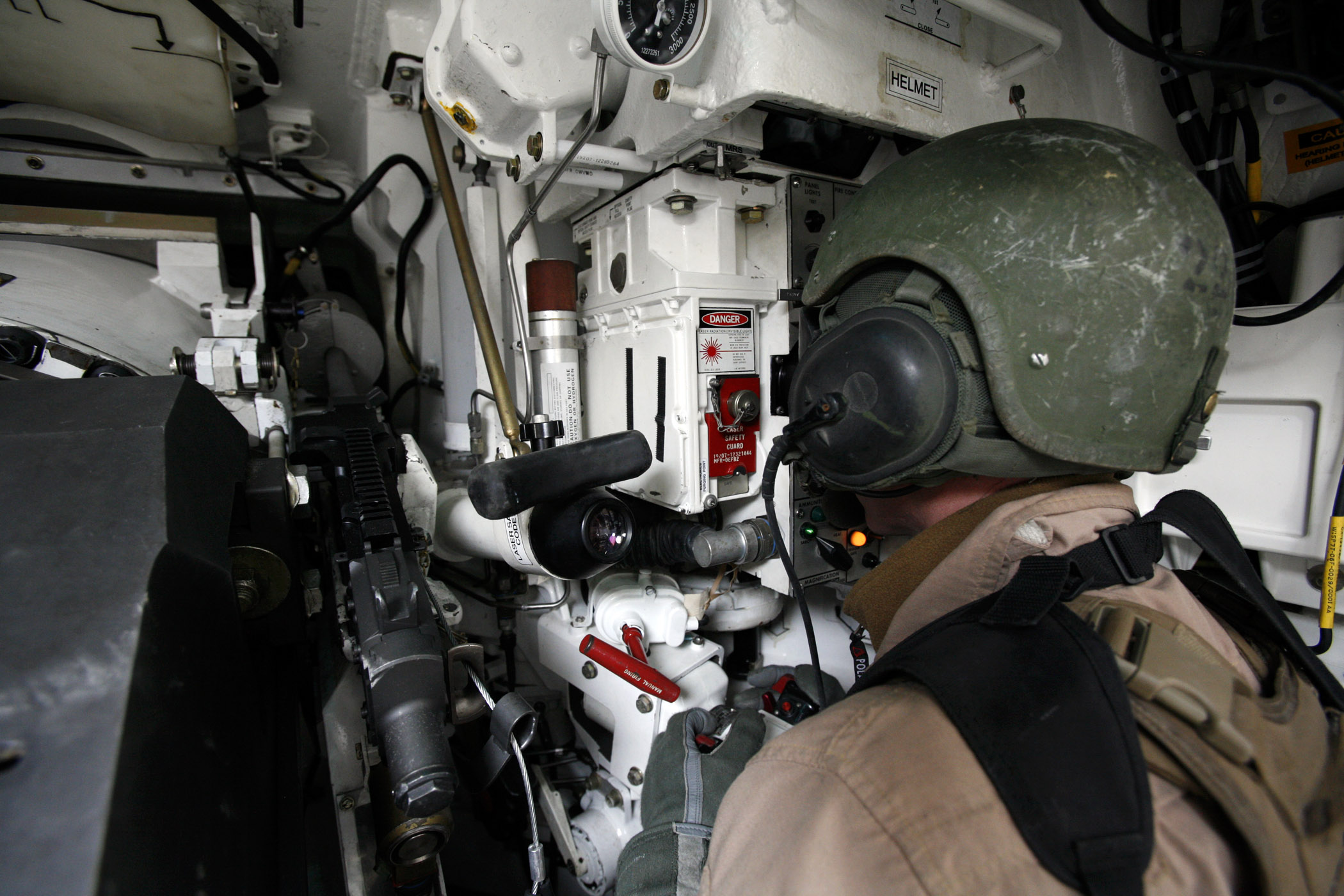
Richtschütze des USMC beim Blick durch das Hauptzielfernrohr eines M1A1.

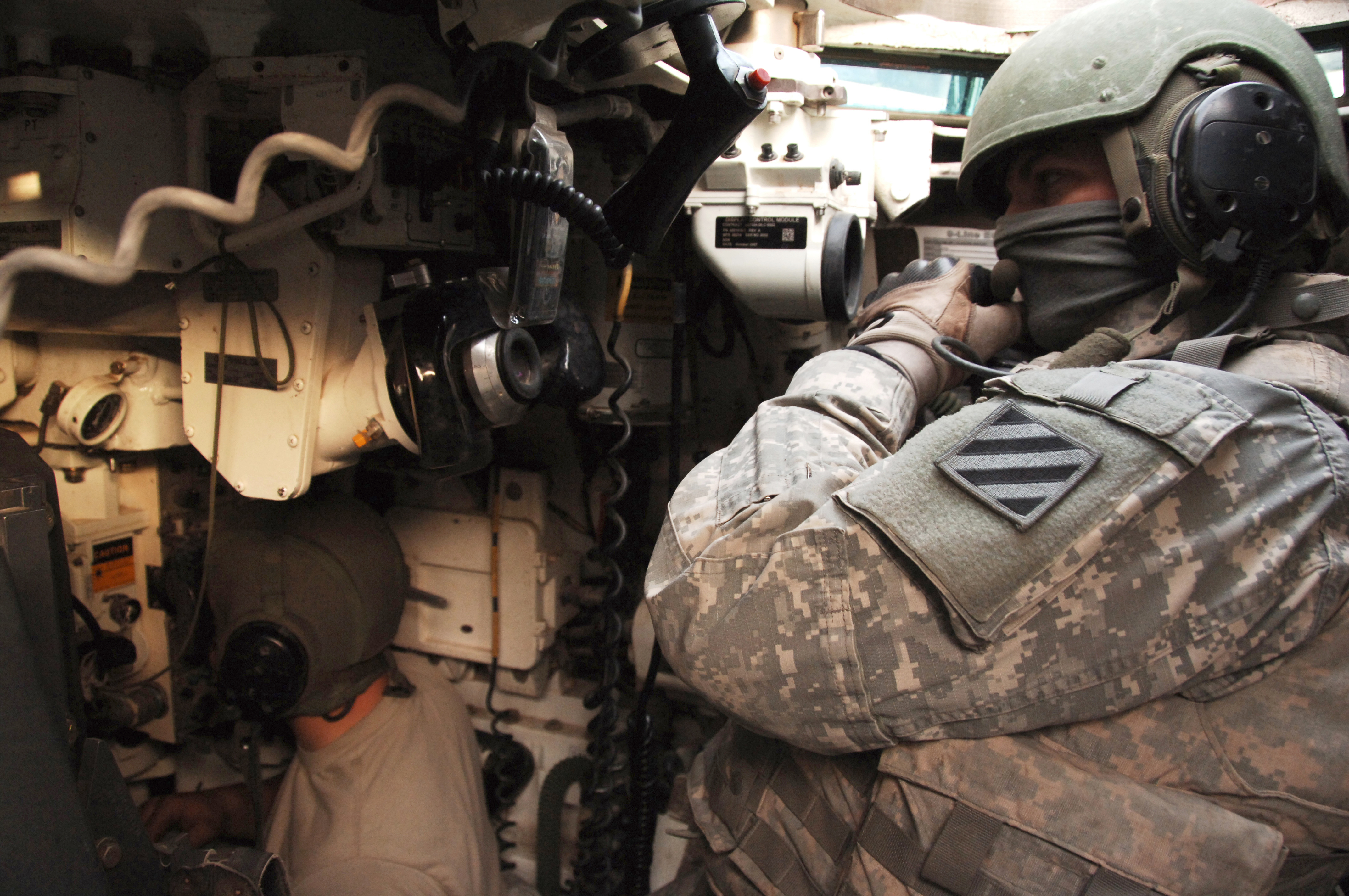
Der Kommandant auf seinem Arbeitsplatz in einem M1A1. Vor ihm der Einblick in das Hauptzielfernrohr des Richtschützen. Rechts unterhalb der Winkelspiegel das Periskop für das 12,7-mm-Maschinengewehr.

Dem Kommandanten stehen insgesamt sechs Winkelspiegel zur Verfügung, die ihm eine 360°-Rundumsicht ermöglichen, sowie eine dreifach vergrößernde Optik für das M2-Maschinengewehr. Weiterhin kann über eine optische Verbindung auf das Hauptzielfernrohr des Richtschützen zurückgegriffen werden. Ihm stehen dadurch alle Möglichkeiten der Feuerleitanlage für Bordkanone und Turm-MG zur Verfügung. In den Betriebsstufen Normal und Notbetrieb kann er den Richtschützen übersteuern. Ab der Version A2 steht dem Kommandanten zusätzlich ein eigenes unabhängiges Wärmebildgerät zur Verfügung, das die Bekämpfung von Zielen im Hunter-Killer-Verfahren ermöglicht.
Dem Richtschützen steht mit dem Hauptzielfernrohr (Gunner’s Primary Sight – GPS) ein Tagsichtkanal und der Wärmebildkanal des Wärmebildgerätes (Thermal imaging sight – TIS) zur Verfügung, das zusammen mit dem Laserentfernungsmesser im gepanzerten Ausblickkopf auf der rechten Turmseite gebündelt wird. Der Tagsichtkanal wie auch das Wärmebildgerät besitzen eine dreifache und eine zehnfache Vergrößerung. Die Erfahrungen aus dem zweiten Golfkrieg zeigten, dass die effektive Reichweite der Hauptwaffe größer war als die Entfernung, auf die noch Ziele mit dem Wärmebildgerät ausgemacht werden konnten. Das TIS des M1A2 SEP besitzt deshalb eine 3-fach, 6-fach, 13-fach, 25-fach und 50-fach vergrößernde Optik.
Das Strichbild im GPS wurde bis zum M1A2 zusätzlich in der horizontalen Achse nachstabilisiert, um die aus Kostengründen fehlende Vollstabilisierung des Sichtfeldes auszugleichen. Diese erfolgte lediglich durch den Turm. Das als Line of Sight Compensation bezeichnete System führt zu einem seitlichen Zittern des Strichbildes, was sich auf größere Entfernungen durch eine geringere Bildauflösung im Okular bemerkbar macht. Mit dem M1A2 erfolgte eine Stabilisierung der Sichtlinie in beiden Achsen.
Beim Ausfall der Primäroptik steht dem Richtschützen noch ein Hilfszielfernrohr (Gunner’s Auxiliary Sight – GAS) mit einfacher oder achtfacher Vergrößerung zur Verfügung. Dieses ist nicht stabilisiert, der Ausgang befindet sich jedoch in der Kanonenblende unterhalb des achsparallelen Maschinengewehrs, so dass die Optik immer auf die Achse der Kanone ausgerichtet bleibt.
Dem Ladeschützen steht als Beobachtungsmittel ein einzelner, um 360 Grad drehbarer Winkelspiegel mit einfacher Vergrößerung zur Verfügung. Der Fahrer verfügt über drei Winkelspiegel, die nach vorne, links vorne und rechts vorne gerichtet sind.

### Feuerleitsystem
Das Feuerleitsystem besteht aus einem Nd:YAG-Laserentfernungsmesser der Raytheon Systems Company, einem digitalen Feuerleitrechner der Firma General Dynamics Canada und den stabilisierten Optiken des Richtschützen. Der Laser misst Entfernungen bis 7990 Meter auf 10 Meter genau, wobei lediglich Entfernungen zwischen 200 und 4000 Metern vom Feuerleitrechner berücksichtigt werden. Zum Vermeiden von Mehrfachechos kann mit ARM 1ST RTN beziehungsweise ARM LAST RTN zwischen Erst- und Letztechoverwertung gewählt werden. Kampfpanzer des US Marine Corps sind dagegen mit dem augensicheren Laser-Entfernungsmesser (ELRF – eyesafe laser rangefinder) von Carl Zeiss Optronics ausgestattet. Bei einer Messgenauigkeit von 5 Metern beträgt die maximale Reichweite 9995 Meter. Die Stabilisierung erlaubt es dem Richtschützen, ein Ziel auch während der Fahrt präzise anzuvisieren und mit dem Laserentfernungsmesser die Entfernung zu bestimmen. Aus der ermittelten Entfernung, den Daten eines auf dem Turmdach installierten Querwindsensors, der Temperatur der Treibladung, eines Verkantungssensors und dem Kollimatorspiegel an der Rohrmündung wird dann die notwendige Rohrerhöhung und der Vorhaltewinkel berechnet und dem Richtschützen in seinem Display angezeigt. Diese Art der Datenermittlung zur Feuerleitung ermöglichen sowohl beim Kampf aus Stellungen als auch aus der Fahrt eine sehr hohe Erstschusstrefferwahrscheinlichkeit. Nach Angaben der US Army ist die Hauptwaffe auf Entfernungen von mehr als 1200 Metern präziser als ein Scharfschützengewehr.

### Technische Daten

M1A1 Abrams

| Bezeichnung                      | M1A2 Main Battle Tank                                                              |
| -------------------------------- | ---------------------------------------------------------------------------------- |
| Typ:                             | Kampfpanzer                                                                        |
| Besatzung:                       | 4                                                                                  |
| Motor:                           | Gasturbine Textron Lycoming AGT 1500                                               |
| Leistung:                        | 1.500 PS (1.103 kW) bei 22.500/min                                                 |
| Getriebe:                        | automatisches Lenk-Schalt-Getriebe Allison X-1100-3B                               |
| Fahrwerk:                        | drehstabgefedertes Stützrollenlaufwerk                                             |
| Länge über alles:                | 9830 mm                                                                            |
| Breite über alles:               | 3657 mm                                                                            |
| Höhe über alles:                 | 2885 mm                                                                            |
| Bodenfreiheit:                   | 483 mm                                                                             |
| Watfähigkeit:                    | 1219 mm                                                                            |
| Grabenüberschreitfähigkeit:      | 2743 mm                                                                            |
| Kletterfähigkeit:                | 1067 mm                                                                            |
| Steigfähigkeit:                  | 60 %                                                                               |
| Querneigung:                     | 40 %                                                                               |
| Gefechtsgewicht:                 | 63.086 kg                                                                          |
| Spezifischer Bodendruck:         | 15,4 PSI [1,08262 kg/cm²]                                                          |
| Höchstgeschwindigkeit Straße:    | 68 km/h                                                                            |
| Höchstgeschwindigkeit Gelände:   | 48 km/h                                                                            |
| Kraftstoffmenge:                 | 1908 Liter                                                                         |
| Spezifischer Kraftstoffverbrauch | 287 g/kWh                                                                          |
| Fahrbereich:                     | 426 km                                                                             |
| Bewaffnung:                      | M256-Kanone, 2 × M240-MGs, 1 × M2-MG                                               |
| Munition:                        | 40 Patronen für die Kanone; 12.400 Patronen für die M240, 1000 Patronen für das M2 |

## Einsatz

### Einsatzprofil

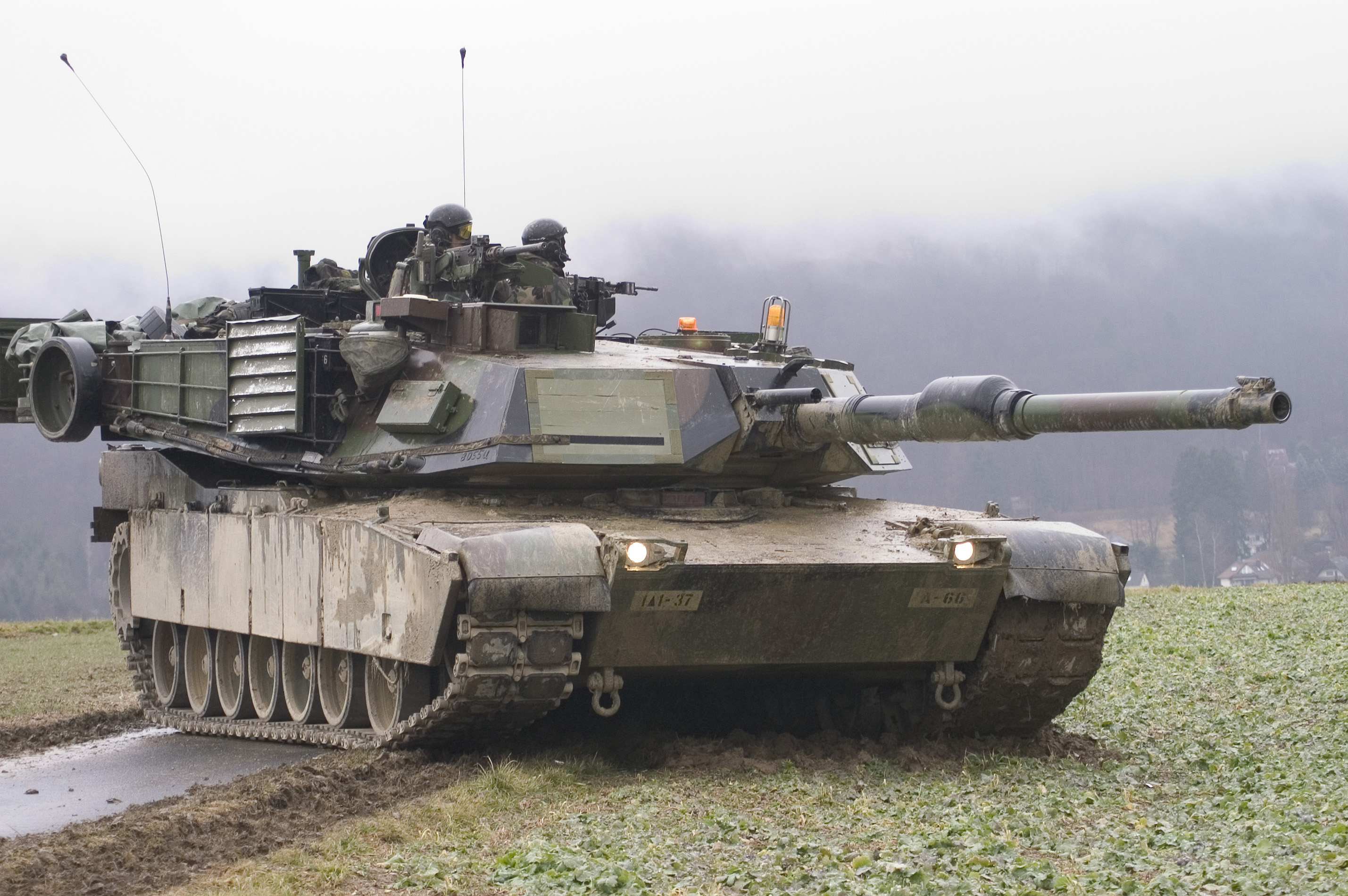
M1A1 Abrams während einer Übung 2005

Die ursprüngliche Hauptaufgabe des M1 bestand darin, im Gefecht der verbundenen Waffen im Zusammenwirken mit dem Schützenpanzer M2 Bradley schnelle Vorstöße durchzuführen und feindliche Panzer zu vernichten. Während der Operation Desert Storm wurden Kampfbataillone aus zwei Kompanien M2 Bradley und zwei Kompanien M1 Abrams gebildet. Die M1 bildeten während des Angriffs aufgrund ihrer besseren Panzerung die Spitze, während die M2 den Flankenschutz übernahmen und beim Zusammentreffen mit gegnerischen Kräften Angriffe auf deren Flanken durchführen konnten. Seit dem Ende des Irakkriegs wurde der M1 weiterhin von den dort stationierten Truppen eingesetzt. Sein Aufgabenschwerpunkt verschob sich jedoch von der Bekämpfung feindlicher Panzer zur Unterstützung eigener Infanterie in bebautem Gelände.

### Einsätze

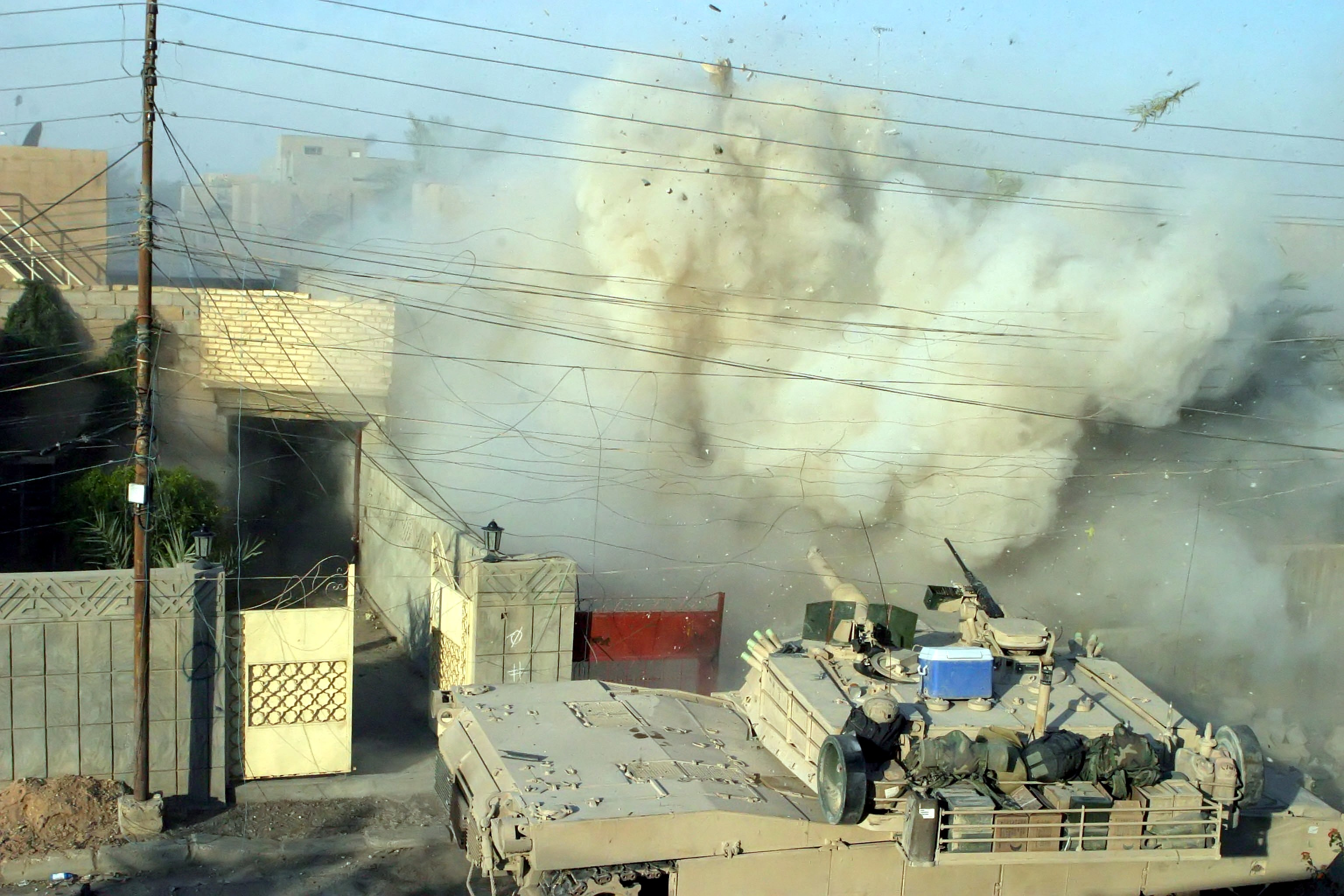
Ein M1A1 beschießt während der Operation Phantom Fury feindliche Kräfte in einem Gebäude

#### Golf- und Irakkriege
Der M1 war seit seiner Indienststellung an allen großen Militäroperationen der USA beteiligt, unter anderem an der Operation „Desert Storm“ des zweiten Golfkrieges (1990–1991), dem Irakkrieg (2003) sowie der Besetzung des Irak 2003–2011.
Zu Beginn des zweiten Golfkrieges befanden sich insgesamt 3113 Abrams in der Golfregion, wobei 2024 aktiven Einheiten zugeordnet waren und 1089 Panzer in Reserve gehalten wurden. In den aktiven Einheiten waren 94 % der Panzer vom Typ M1A1 und 6 % vom Original-Typ M1. Allgemein zeichnete sich der Abrams durch seine hohe Verfügbarkeit (90 % und mehr während der Bodengefechte), Mobilität und Feuerkraft aus, wobei das raue Klima der irakischen Wüste auch zu Problemen bei der Wartung führte. Insbesondere die Luftfilter und Kraftstoffpumpen erwiesen sich als fehleranfällig und mussten häufig ausgetauscht werden. Auch der hohe Treibstoffverbrauch bereitete Probleme beim Nachschub und reduzierte die operative Reichweite. Neben der sehr guten offensiven Leistung des Abrams wies auch dessen Panzerung und Sicherheitsdesign kaum Schwächen auf. Es wurden insgesamt neun Fahrzeuge zerstört, davon sieben durch den Beschuss eigener Truppen und zwei durch absichtliche Sprengung, um festgefahrene Panzer nicht dem Feind zu überlassen. Darüber hinaus wurden 14 Abrams durch Minen oder Feindfeuer beschädigt, wobei irakische T-72 mindestens sieben Volltreffer erzielten. Während der gesamten Operation wurde kein einziger Abrams durch feindliches Feuer zerstört, auch nicht bei Mehrfach-Treffern.

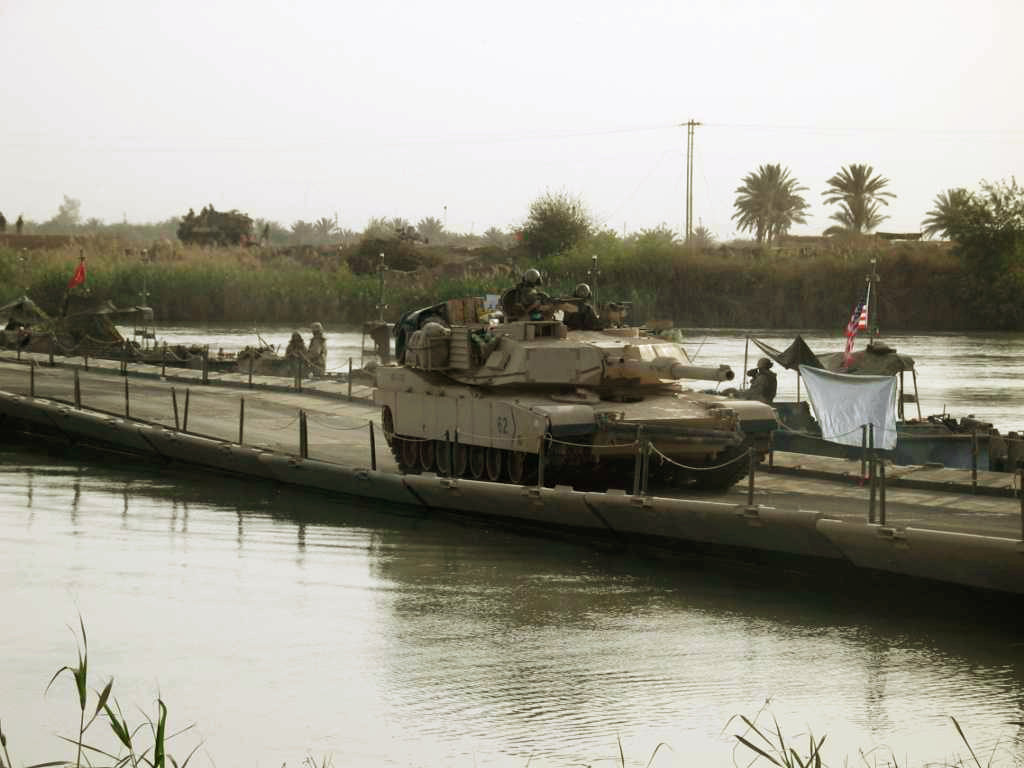
M1A1 überquert den Euphrat über eine Pontonbrücke

Während des Konfliktes zeigte sich eine große Überlegenheit gegenüber den durch die Iraker eingesetzten T-72M1, die den Kern der irakischen Panzerstreitkräfte bildeten. Durch die leistungsfähigeren Wärmebildgeräte und Feuerleitanlage war der M1 in der Lage, die irakischen Panzer auch bei schlechten Sichtbedingungen, verursacht durch Nebel oder den Rauch der brennenden Ölquellen, auf Entfernungen über 3000 m effektiv zu bekämpfen. Auch die eingesetzte Wuchtmunition vom Typ M829 erwies sich als effektiv bei der Durchdringung der T-72-Panzerung. So konnten zwei Panzer dieses Typs mit einem einzigen Schuss ausgeschaltet werden, da der Penetrator den ersten Panzer komplett durchschlug und dann noch einen zweiten dahinterstehenden Panzer ausschaltete (insgesamt wurde die T-72-Panzerung damit dreimal hintereinander durchdrungen). In einem anderen Fall konnte auch eine zehn Meter dicke Sandbarriere den dahinter stehenden T-72 nicht vor der Zerstörung schützen. Aufgrund der hohen Leistung des M829-Geschosses bekam es den Spitznamen „Silberkugel“ (englisch silver bullet).
Im Zuge seines Einsatzes im Irak und der naturgemäßen Verwundbarkeit von Kampfpanzern in bebautem Gelände sind die Verlustzahlen durch IEDs und massiven Nahbereichsbeschuss durch RPGs mittlerweile deutlich angestiegen. Seit dem Beginn der Operation Iraqi Freedom wurden 80 M1 so stark beschädigt, dass sie in die Vereinigten Staaten zurückgebracht werden mussten. Von diesen 80 wurden 63 repariert und wieder in Dienst genommen; die restlichen 17 waren so stark beschädigt, dass eine Reparatur nicht mehr wirtschaftlich vertretbar war.

#### Russischer Überfall auf die Ukraine seit 2022
Im Zuge des russischen Überfalls auf die Ukraine 2022, erklärte US-Präsident Joe Biden am 24. Januar 2023, dass die USA 31 M1-Abrams-Panzer an die Ukraine schicken würden. Präsident Biden sagte, die Entsendung von Panzern solle „die Fähigkeit der Ukraine verbessern, ihr Territorium zu verteidigen und ihre strategischen Ziele zu erreichen“ und sei „keine offensive Bedrohung für Russland“.
Am 25. Januar 2023 genehmigte Biden die Lieferung von 31 Abrams-Panzern an die Ukraine als Teil eines größeren Unterstützungspakets. Pentagon-Sprecherin Sabrina Singh erklärte, dass es sich bei den Panzern um die Variante M1A2 handeln würde, und da sie in den US-Beständen nicht im Übermaß vorhanden seien, würden sie über die Ukraine Security Assistance Initiative (USAI) beschafft werden.
Am 21. April 2023 informierte der Sprecher des US-Verteidigungsministeriums, Pat Ryder, darüber, dass jetzt die Variante M1A1 an die Ukraine geliefert werden solle, da dies bereits zum Herbst 2023 möglich sei. Der M1A1 sei für die ukrainischen Streitkräfte leichter zu bedienen und zu warten und hätte „sehr ähnliche Fähigkeiten wie der M1A2“. Am 6. September 2023 erklären die USA, Uranmunition für den Abrams an die Ukraine zu liefern.

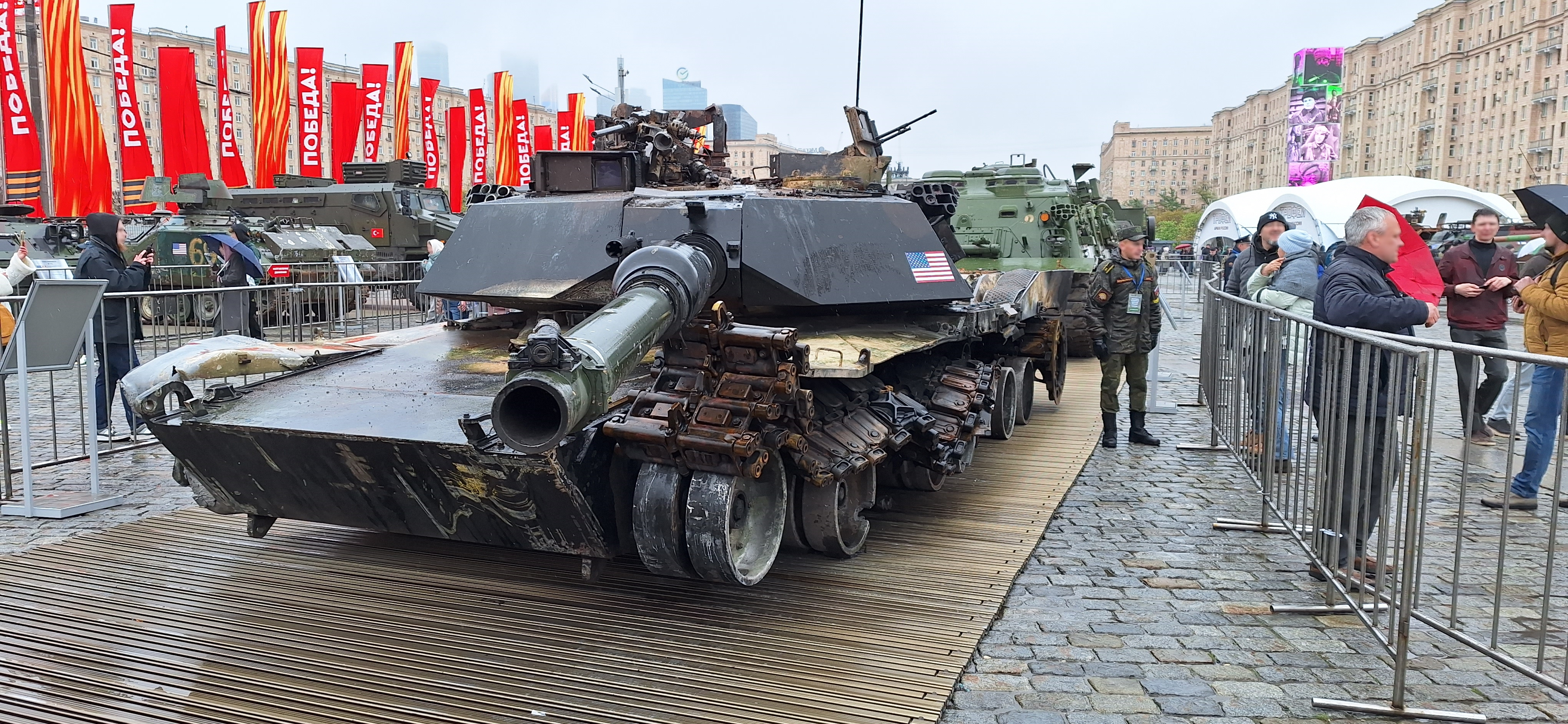
Ein zerstörter M1 Abrams der von Russland im russisch-ukrainischen Krieg erbeutet und in Moskau ausgestellt wurde (2024)

Mit Stand Mai 2024 hat die Ukraine während des zweimonatigen Einsatzes bei der 47. Mechanisierten Brigade acht von 31 Panzern des Typs M1A1 Abrams verloren. Nach Angaben von US-Verteidigungsbeamten wurden die Panzer von der Front abgezogen, weil „es kein offenes Gelände gibt, über das man ohne Angst vor Entdeckung fahren kann“. Der russische Einsatz von Jäger-Killerdrohnen habe es „zu schwierig“ gemacht, die Panzer auf dem aktuellen Schlachtfeld zu bedienen, da „schlammiger Boden die Manövrierfähigkeit behindert“. Die bislang gelieferten Panzer waren älter (1986 in Dienst gestellt) und „Export“-Versionen ohne aktuelle Panzerungstechnologie. Dadurch sollte die Auswertung und das Reverse Engineering von erbeuteten Abrams verhindert werden. Seit dem 1. Mai 2024 kann ein geborgener Abrams in Moskau öffentlich im Rahmen einer Ausstellung besichtigt werden.
Nach russischen Angaben wurde ein Abrams erstmals am 22. August 2024 auf russischem Staatsgebiet zerstört. Mit Stichtag 24. August 2024 sind 20 von 31 Abrams während der den Kampfhandlungen zerstört oder schwer beschädigt worden. Ein von der Besatzung aufgegebener und weitgehend intakter Abrams fiel im Rahmen des ukrainischen Vorstoßes bei Kursk im März 2025 den russischen Streitkräften in die Hände.
Mit Stand Juni 2025 gehen OSINT-Analysen davon aus, dass 22 oder 27 der 31 US-amerikanischen Abrams zerstört, aufgegeben oder durch den Feind erbeutet wurden.

## Nutzerstaaten

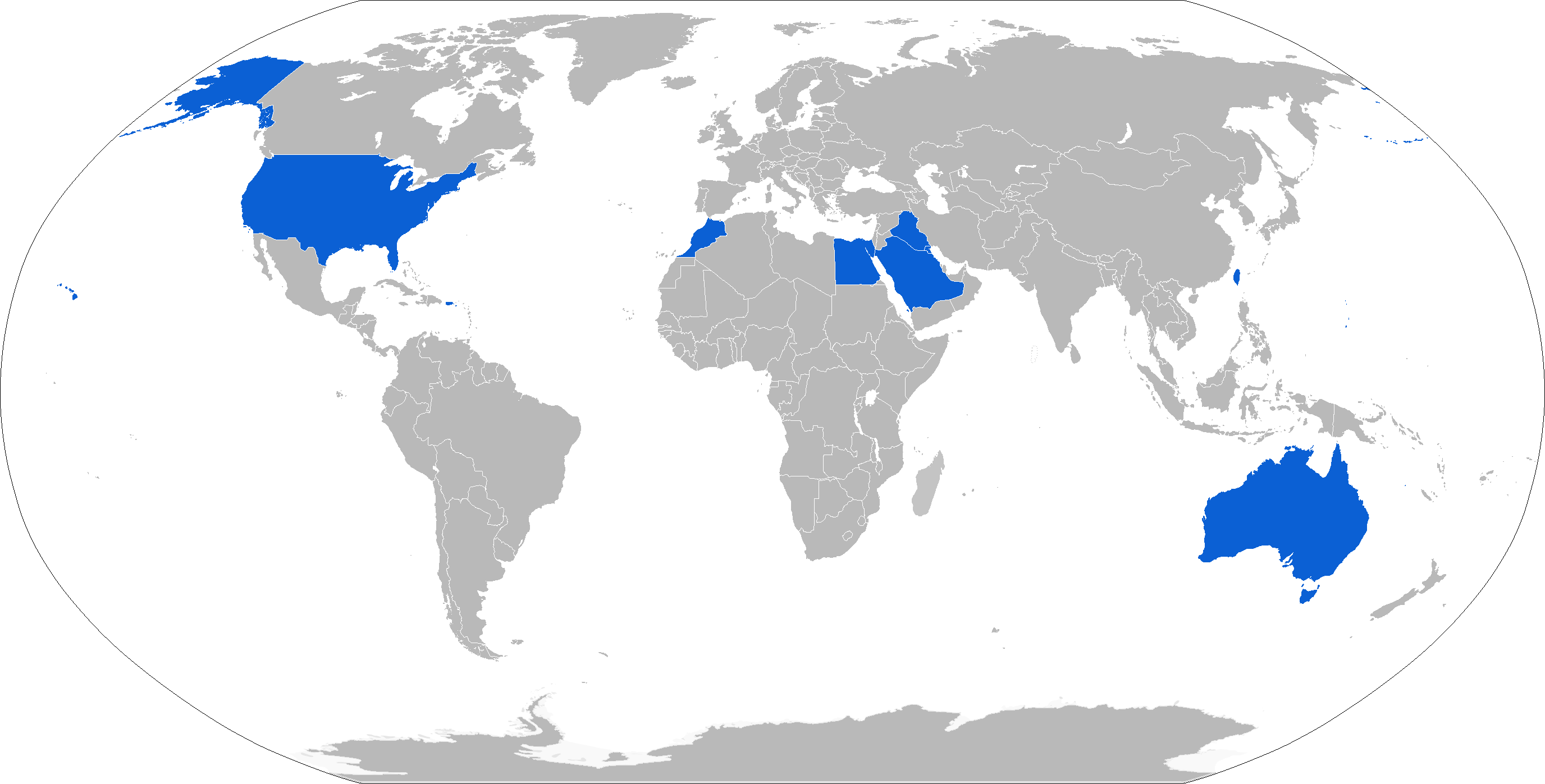
Weltweite Nutzung des M1 Abrams

Neben den USA, die 2022 eine Flotte von 2645 (eingelagert: 3450) M1 in verschiedenen Versionen unterhalten, sind die nachstehenden Staaten ebenfalls Nutzer des M1, allerdings in wesentlich geringerem Umfang. Die relativ geringen Exportzahlen sind auf verschiedene Gründe zurückzuführen. Viele NATO-Staaten unterhalten eigene Kampfpanzerentwicklungen, so dass der Kauf von M1 nicht nötig ist. Vielfach gab auch der hohe Treibstoffverbrauch den Ausschlag gegen den Erwerb, da gleichzeitig die Logistikkapazitäten ausgebaut werden müssten. Aus diesem Grund wurde auch eine Variante des M1 entwickelt, die mit einem Dieselmotor von MTU Friedrichshafen ausgestattet ist. Bislang fanden sich jedoch keine Käufer für diese Variante. Viele Staaten sehen aufgrund der hohen Kosten von einem Erwerb des M1 ab.

### Australien

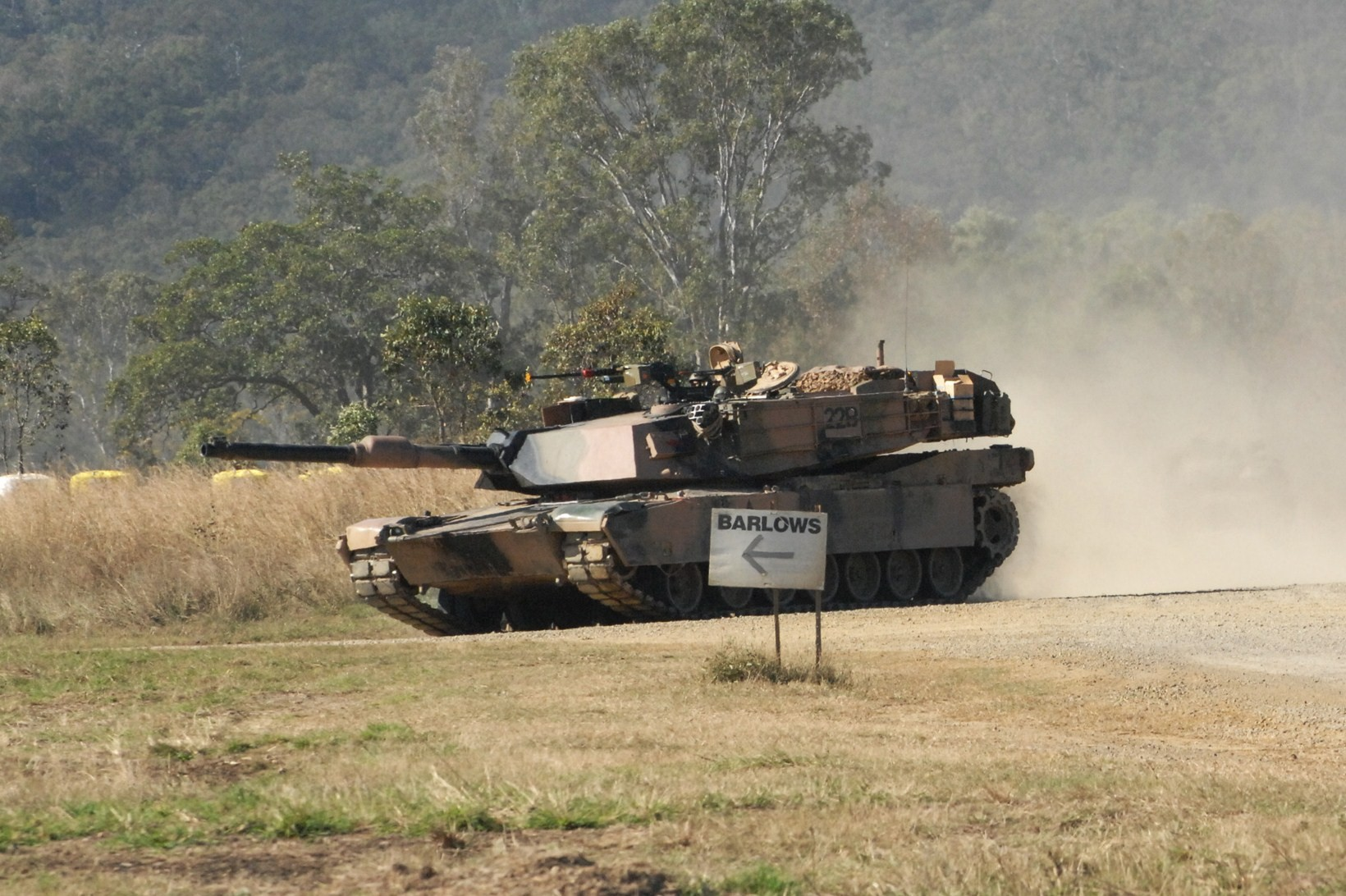
Australischer M1A1 AIM mit Dreifarb-Tarnanstrich.

2004 gab das australische Verteidigungsministerium bekannt, dass im Rahmen des Vorhabens Land 907 Tank Replacement Projekt der Kauf von 59 M1A1 geplant sei, um den Leopard 1 AS1 zu ersetzen. Dieser ist trotz der vielen Kampfwertsteigerungen technologisch nicht mehr konkurrenzfähig zu Kampfpanzern der dritten Generation. Zudem wollte das australische Militär eine Systemgleichheit mit den US-Streitkräften erreichen, um die Logistik bei gemeinsamen Einsätzen zu vereinfachen. Die Lieferung der Fahrzeuge erfolgte bis 2007, wobei die ersten 18 im September 2006 eintrafen. Von den 59 erworbenen Fahrzeugen des Typs M1A1 AIM sind 41 im 1st Armoured Regiment eingesetzt, die restlichen sind für Übungs- und Trainingszwecke vorgesehen. Alle Panzer stammen aus den Reservebeständen der 7. US-Armee. Der Auftrag umfasste ein Volumen von 475 Millionen US-Dollar. Darin waren neben den Kampfpanzern noch sieben Bergepanzer vom Typ M88A2 HERCULES, acht Treibstoff-LKWs, 14 Schwerlasttransporter, Ersatzteile und Ausbildungssimulatoren enthalten. Die ursprüngliche Einheits-Tarnfarbe „Sandgelb“ der Kampfpanzer wurde ab November 2009 auf den australischen Dreifarb-Tarnanstrich umgestellt. Das Umtarnen erfolgte während der Depotinstandsetzungszyklen, sodass es in diesem Zeitraum beide Varianten gab.
[veraltet]Ab voraussichtlich 2024 ist geplant, die 59 Panzer vom Typ M1A1 durch 75 vom Typ M1A2 aus amerikanischen Beständen zu ersetzen. Der Anfang 2022 abgeschlossene Auftrag, der noch weitere 45 gepanzerte Fahrzeuge umfasst, hat ein Volumen von 3,5 Milliarden US-Dollar (rund 3,06 Milliarden Euro bzw. 3,2 Milliarden Schweizer Franken). Australien verfügt 2022 über 59 Panzer vom Typ M1A1.

### Ägypten

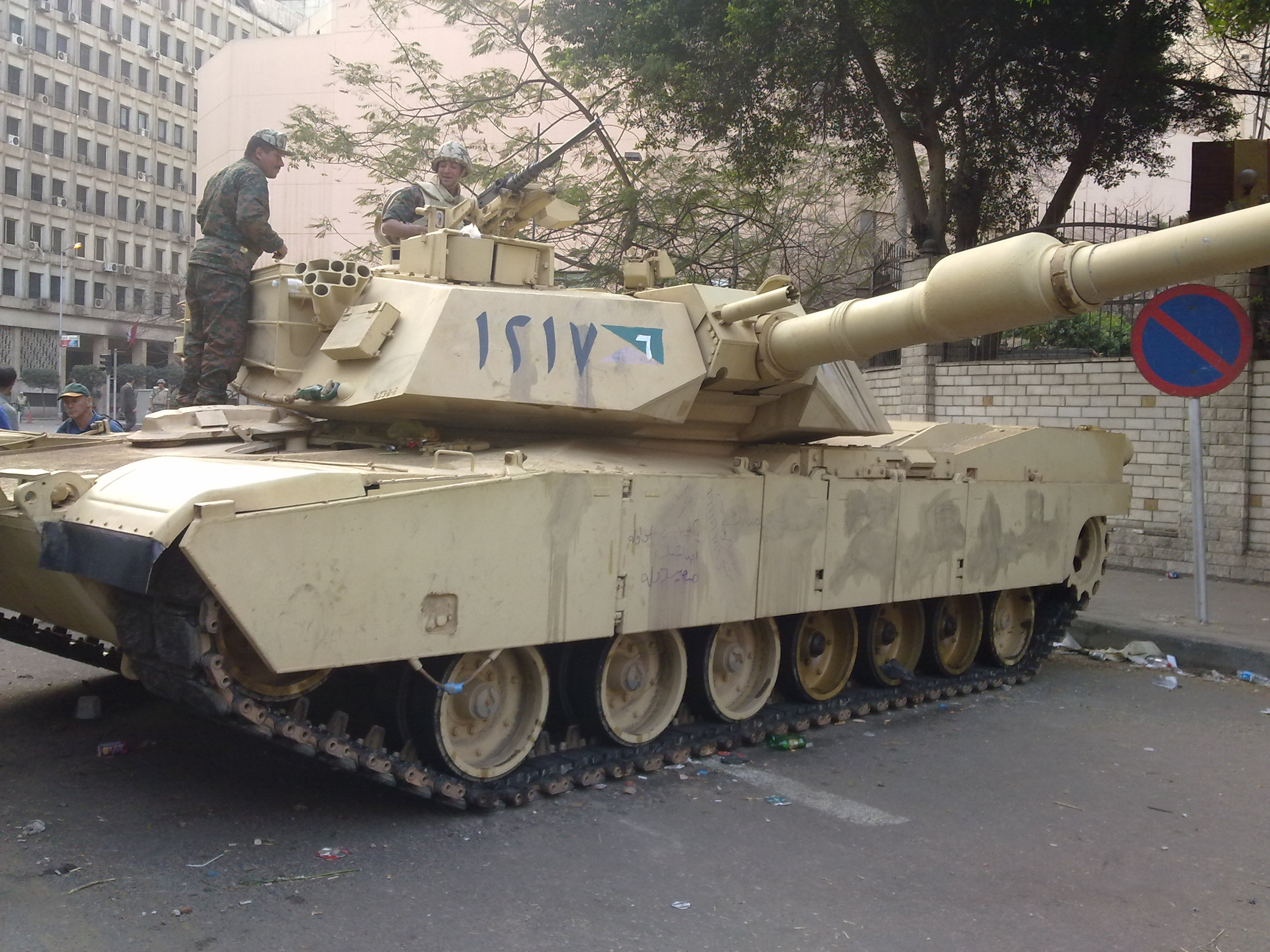
Ägyptischer M1 Abrams in Kairo, 2011

Ägypten wurde 1989 von den USA in die Liste ihrer wichtigsten Verbündeten außerhalb der NATO aufgenommen. Damit bekam das Land bevorzugten Zugang zu ausgewählten Rüstungsprogrammen. Zudem wollte das Heer die vorwiegend sowjetische Ausrüstung ausmustern und durch modernere ersetzen. So wurde Ägypten zum ersten Exportkunden für den M1; bis 1998 wurden 555 M1A1 ausgeliefert. Die Endmontage erfolgte in Ägypten, wobei 35 % aller Teile in Ägypten gefertigt wurden und der Rest aus den USA geliefert wurde. 2002 bekam General Dynamics den Auftrag, die ägyptische Rüstungsindustrie bei der Produktion eigener M1 zu unterstützen. Seitdem wurden weitere 325 Panzer in Ägypten gefertigt beziehungsweise endmontiert. Bis 2011 folgten weitere 125 Exemplare, was den Bestand auf 1.005 Fahrzeuge erweiterte. Insgesamt plant Ägypten, seine M1-Flotte auf 1500 Fahrzeuge auszubauen. Die ägyptischen M1A1 sind fast identisch mit den in den USA gefertigten Exemplaren, verfügen jedoch nicht über die verbesserte Frontpanzerung. 2022 verfügt Ägypten über 1130 M1A1.

### Bahrain
Im Jahr 2024 bestellten die Streitkräfte Bahrains 50 M1A2 SEPv3 als Ersatz für den M60.

### Irak

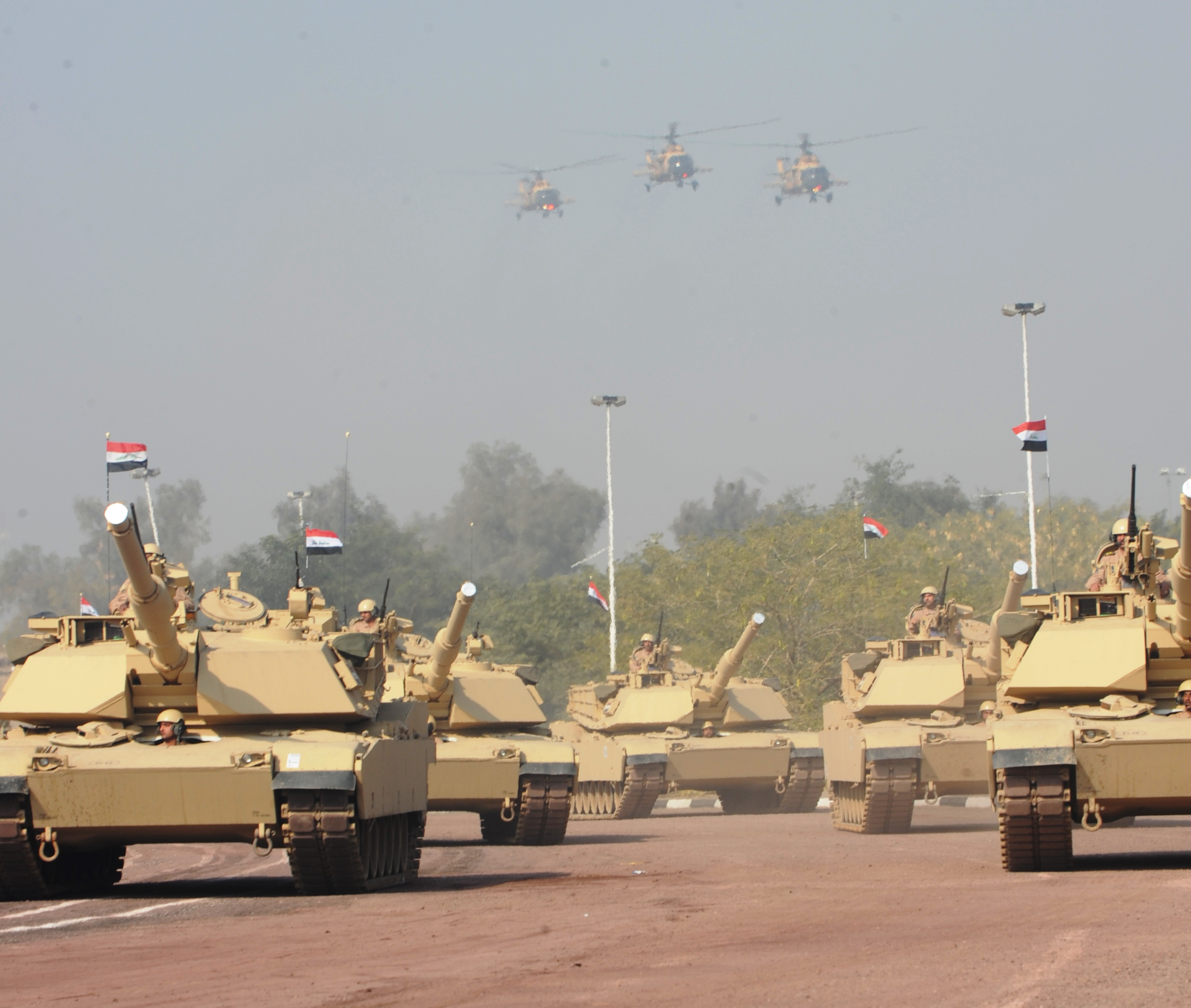
Irakische M1A1M im Januar 2011

Da ein großer Teil der Panzerverbände während des Golfkriegs 1991 und des Irakkriegs vernichtet wurde und die vorhandenen Kampfpanzer veraltet sind, stellte der Irak 2008 einen Antrag auf Versorgung mit neuem Material, um die bislang schwache Panzerbekämpfungsfähigkeit zu erhöhen. Insgesamt erhielten die irakischen Streitkräfte von August 2010 bis August 2011 140 M1A1M (abgerüstete Variante ohne die Uranpanzerung). Zusätzlich umfasst die Lieferung Bergepanzer, Versorgungs- und Sanitätsfahrzeuge, Schwerlasttransporter und Ersatzteile. Im Oktober 2012 wurde bekannt, dass sechs zusätzliche Panzer geliefert wurden.
Während des Bürgerkrieges in Syrien konnte der Islamische Staat nach Aussagen der Peschmerga mehrere Panzer des Typs M1 Abrams erbeuten, die von der fliehenden irakischen Armee zurückgelassen wurden. Der Irak verfügt 2022 über rund 100 M1A1.

### Kuwait

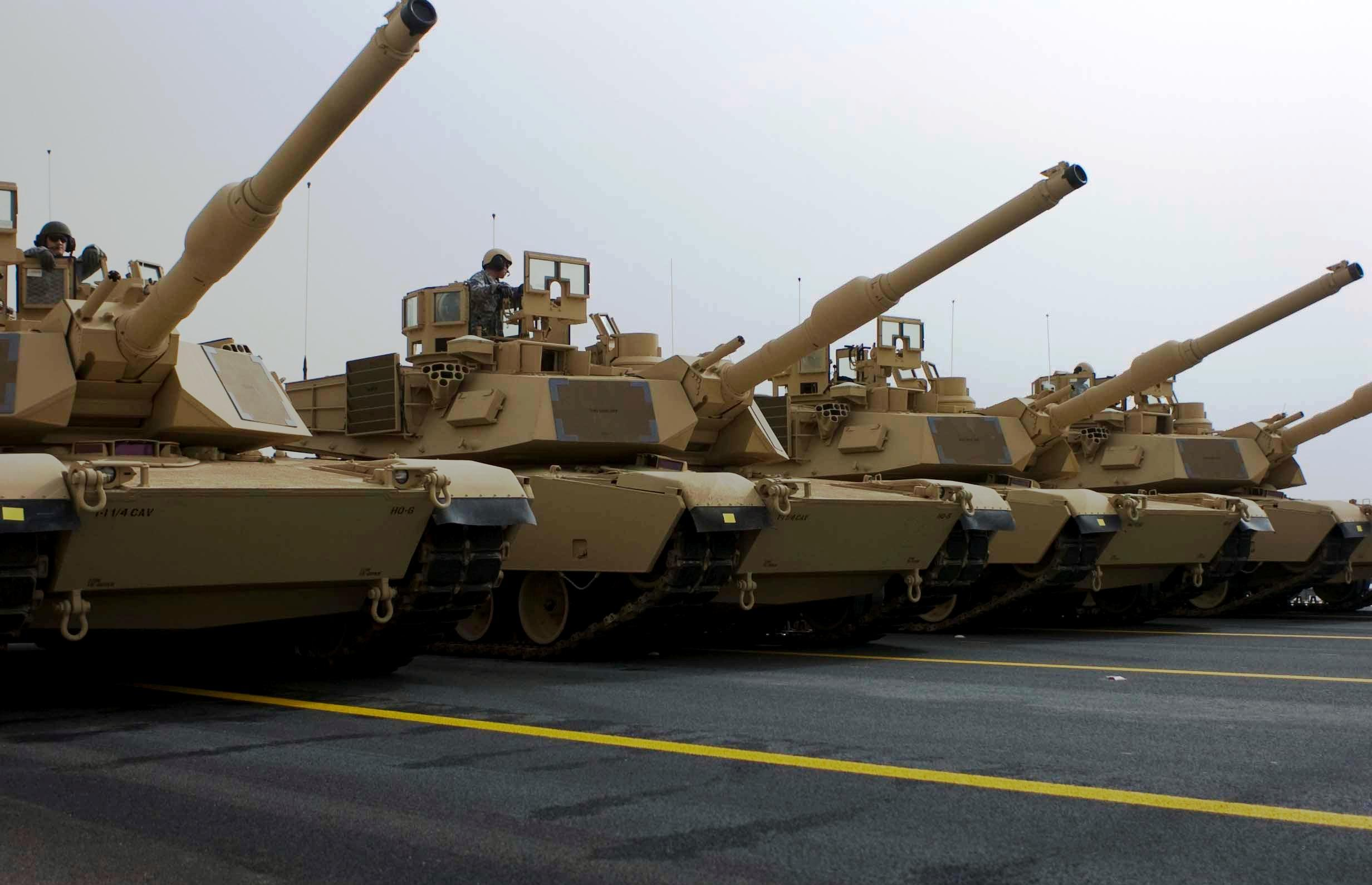
Kuwaitische M1-Abrams-Kampfpanzer im Jahr 2011

Die Streitkräfte Kuwaits erlitten während der irakischen Invasion schwere Verluste an Mensch und Material. Nach der Befreiung wurden die Landstreitkräfte schnell wieder aufgebaut, wobei ein Schwerpunkt auf der Modernisierung der Panzertruppe lag. Aufgrund des Erfolgs des M1 entschied sich Kuwait dafür, 218 M1A2 aus US-amerikanischen Beständen zu erwerben. Diese wurden in drei Losen bis 1996 ausgeliefert, sodass 2022 218 M1A1 aktiv sind.

### Marokko
Im Jahr 2015 bestellten die Königlich marokkanischen Streitkräfte 222 Panzer der Ausführung M1A1 SA (situational awareness). Diese Fahrzeuge stammten aus dem Bestand der United States Army und wurden vor der Auslieferung bei General Dynamics generalüberholt und modernisiert. Dort erhielten sie neue Optiken sowie eine verbesserte Panzerung. Die Panzer wurden zwischen 2016 und 2018 in zwei Losen an Marokko ausgeliefert, sodass 2022 222 M1A1 SA aktiv sind.

### Polen
Im Jahr 2021 bestellten die polnischen Streitkräfte 250 Panzer der Ausführung M1A2 SEPv3 (System Enhanced Package Version 3). Der Kaufpreis für die Fahrzeuge beträgt rund 6 Milliarden US-Dollar. Die Auslieferung der Panzer begann Anfang 2025. Bei den polnischen Landstreitkräften wird der M1 Abrams die Panzer der Typen PT-91 und T-72 ersetzen.

### Rumänien
Im Jahr 2023 bestellten die Armata Română 54 Panzer der Ausführung M1A2 SEPv3 (System Enhanced Package Version 3). Der Kaufpreis für die Fahrzeuge beträgt rund 2,53 Milliarden US-Dollar. Im rumänischen Heer wird der M1 Abrams die veralteten Panzermodelle T-55 und TR-85 ersetzen.

### Saudi-Arabien
Saudi-Arabien wollte nach der Beendigung des Golfkrieges seine Panzertruppe mit dem Leopard 2 modernisieren. Ein Argument dafür war die 120-mm-Glattrohrkanone. Auf Grund von Exportbeschränkungen zum Leopard 2 konnte er jedoch nicht erworben werden. Daher wurden 315 M1A2 zwischen 1994 und 1996 mit einer in Lizenz gefertigten Glattrohrkanone erworben. Die saudischen Panzer verfügen über eine andere Funkanlage und ein neues Fahrzeuginformationssystem, die Bezeichnung lautet M1A2S. Saudi-Arabien besitzt 2022 rund 500 M1A2/A2S.

### Ukraine
Die ukrainischen Streitkräfte bekamen 2023 von den Vereinigten Staaten 31 M1A1 Abrams, weitere 49 wurden von Australien im Jahr 2025 geliefert. Die Ausbildung ukrainischer Panzersoldaten an Fahrzeugen desselben Typs begann im Mai 2023 auf dem deutsch-amerikanischen Truppenübungsplatz Grafenwöhr.

## Varianten

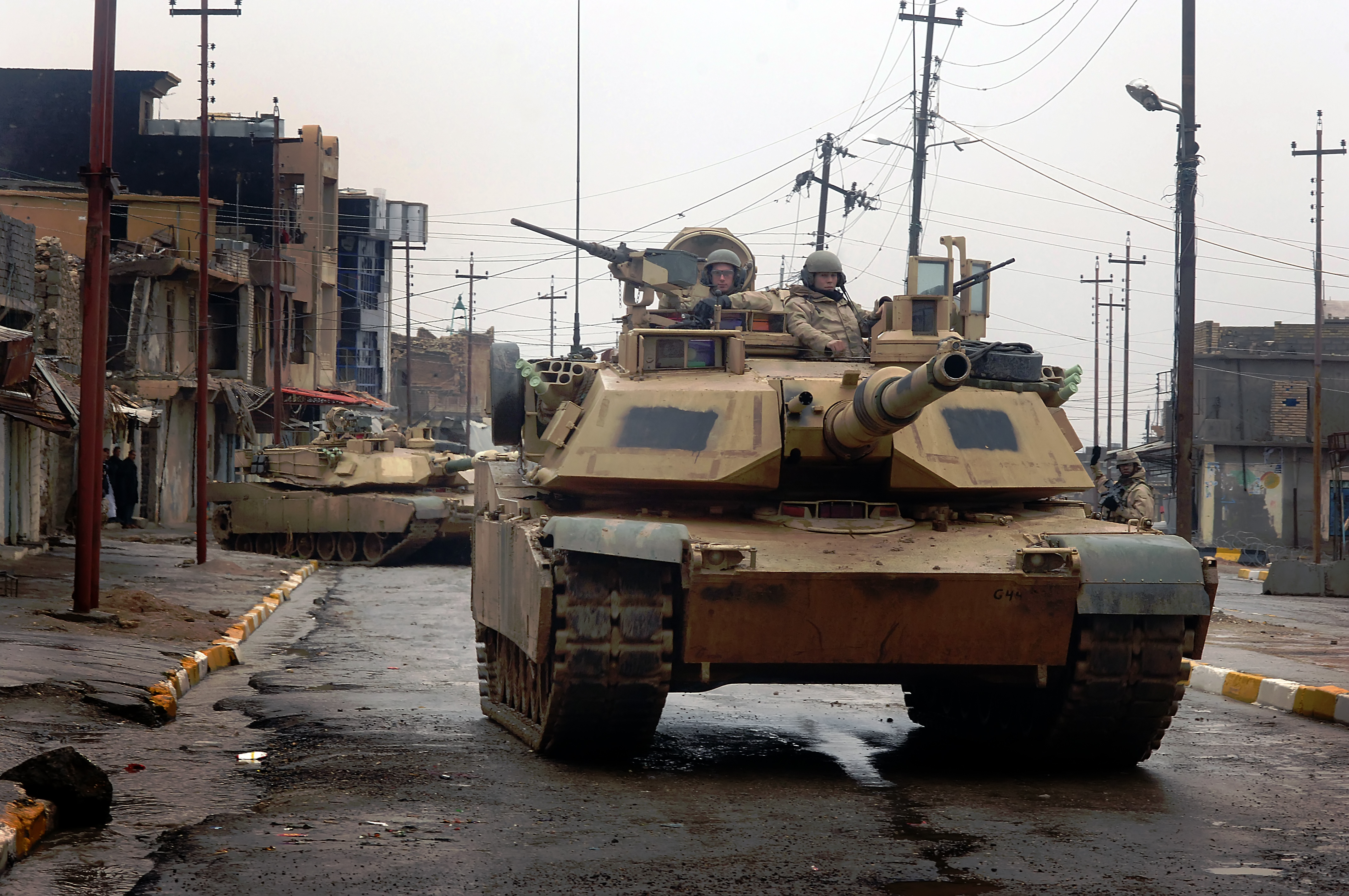
M1A2 des 3. gepanzerten US-Kavallerieregiments in Tal Afar/Irak. Auf der linken Turmseite vor dem Ladeschützen das unabhängige Wärmebildgerät des Kommandanten.

### Improved M1
Da die Konstruktion des M1 von Anfang an darauf ausgelegt war, die 120-mm-Glattrohrkanone aufzunehmen, entschied die Army sich 1981 dazu, 14 Panzer probeweise mit der neuen Waffe auszustatten. Daneben wurden weitere Modifikationen vorgenommen, diese umfassten unter anderem eine verbesserte Panzerung an Turm und Wanne, geänderte Munitionshalterungen für die neue Munition, den Einbau einer integrierten ABC-Schutzanlage mit neuen Luftfiltern, einen Staukasten am Turmheck und einen neuen Turmantrieb. Die Bezeichnung der Versuchsexemplare lautete M1E1. Während der Erprobung der Kanone entschied die Army, dass die bereits serienreifen Veränderungen in die laufende Produktion übernommen werden sollten. Aufgrund dessen wurden ab 1984 einige Änderungen an neu produzierten Fahrzeugen vorgenommen. Die Änderungen betrafen die Verbesserung der Panzerung und die Anbringung des Staukastens am Turmheck, um der Besatzung mehr Raum zur Unterbringung der persönlichen Ausrüstung zu geben. Insgesamt wurden 894 Exemplare gefertigt, bevor die Produktion auf das Modell A1 umgestellt wurde. Fahrzeuge dieser ersten Kampfwertsteigerung befinden sich heute nicht mehr im Dienst der US Army, einige wenige Exemplare waren noch bis 1997 bei der Nationalgarde in Gebrauch. Alle anderen Fahrzeuge wurden umgerüstet oder für spätere Umrüstungen eingelagert.

### M1A1/M1A1D
Der erste M1A1 wurde im August 1985 hergestellt. Diese Variante enthält bereits die Änderungen des Improved M1. Die wesentlichen Neuerungen waren der Austausch der 105-mm-Kanone durch eine Lizenzfertigung der 120-mm-Glattrohrkanone von Rheinmetall und die Umsetzung des Product improvement program (PIP). Dieses umfasste den Einbau eines ABC-Schutzsystems, das gleichzeitig als Klimaanlage und Heizung fungiert. Weitere kleine Änderungen wurden an den Kettenschürzen des Laufwerkes, am Getriebe sowie an den Sitzen für Ladeschütze und Kommandant vorgenommen. Insgesamt wurden 2388 M1A1 neu hergestellt, bereits produzierte M1 wurden nachgerüstet. Die Produktion der M1A1-Serie endete 1993, nachdem insgesamt 4796 Fahrzeuge hergestellt oder umgerüstet wurden. Eine Variante des M1A1, die seit 2000 mit dem digitalen Führungs- und Informationssystem des M1A2 ausgestattet ist, wird als M1A1D bezeichnet.

#### M1A1 HA
1988 stellte die Army die Forderung nach einer Version des M1A1 mit verbesserter Panzerung. Um innerhalb akzeptabler Gewichtsgrenzen zu bleiben, wurde abgereichertes Uran als Panzerungsmaterial ausgewählt. Dieses wird zwischen zwei Lagen aus Stahl in der Turmfront verbaut. Aufgrund dieser Bauweise und der niedrigen Strahlung des abgereicherten Urans wurde diese Art der Panzerung von der US Nuclear Regulatory Commission als unbedenklich eingestuft. Diese bis 1993 produzierte Variante wird als M1A1 HA (Heavy Armour) bezeichnet, 1328 Exemplare wurden hergestellt. Weitere 834 Kampfpanzer trugen die Kennung HA+ und verfügten über eine erneut verbesserte uranhaltige Panzerung. Diese Versionen sind äußerlich nicht von einem Fahrzeug ohne Uranpanzerung zu unterscheiden.

#### M1A1 HC
Dieser Typ des Abrams war auf die Anforderungen des United States Marine Corps zugeschnitten und basierte auf dem M1A1 HA+. Die als Heavy Common bezeichnete Variante verfügte zudem über technische Änderungen, die für den Einsatzraum der Marineinfanterie erforderlich sind. So wurden die Kampfpanzer mit einer Tiefwatausstattung, einem Fahrzeugnavigationssystem und einem besseren Korrosionsschutz versehen. Insgesamt wurden durch General Dynamics 329 M1A1 HC gefertigt.

#### M1A1 AIM

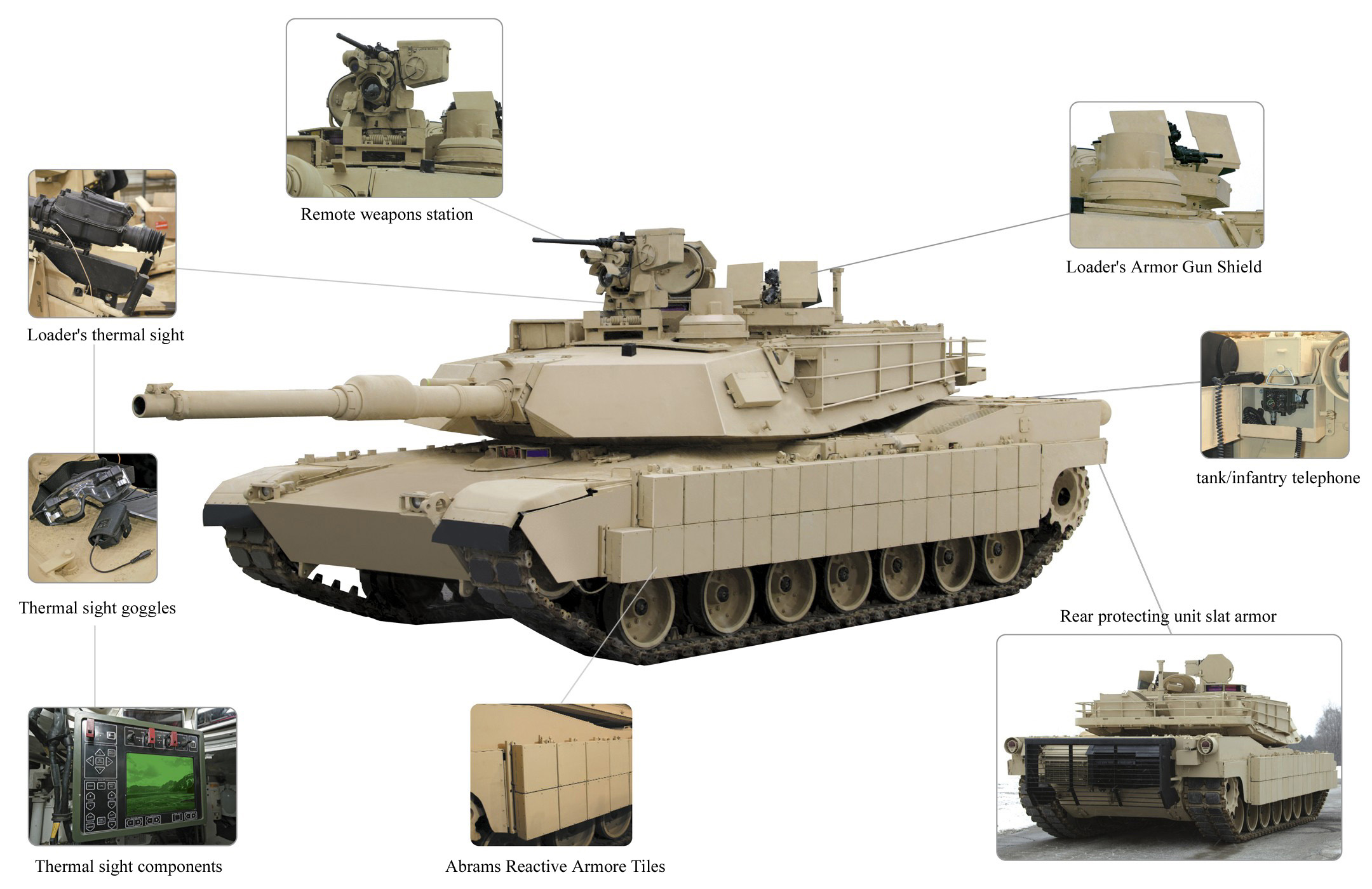
M1A2 mit TUSK im Prototypstatus.

Im Rahmen dieses Programms wurden M1A1-Panzer der U.S. Army komplett in ihre Einzelteile zerlegt und danach unter Verwendung generalüberholter Teile wieder zusammengesetzt. Deshalb wurden diese Fahrzeuge mit null Betriebsstunden als „fabrikneu“ eingestuft. Das Ziel war es, den Konstruktionsstand der unterschiedlichen M1A1-Rüststände anzugleichen. Weiterhin wurden einige Neuerungen eingebaut, mit denen die Führbarkeit des Panzers verbessert werden sollte. Zu den Neuerungen gehörte der Einbau digitalisierter Kommunikationseinrichtungen (intern und extern) sowie neuer Bediengeräte für den Kommandanten. Ein Stromerzeugungsaggregat am Heck sollte den Treibstoffverbrauch im Stillstand verringern. Weiterhin wurde ein eigenes Wärmebildgerät zur Bedienung des schweren MGs des Kommandanten installiert. Für die Umrüstung wurden M1A1 älterer Baulose herangezogen. Ab 2000 wurden jedes Jahr 45 M1A1, später 135 auf den Stand M1A1 AIM gebracht und den US-Streitkräften wieder zugeführt. Die Ausstattung eines Bataillons erfolgte immer komplett und beinhaltete 44 Kampfpanzer mit neuen Vorschriften, Ersatzteilen und Rüstsätzen. Panzer für den Export durchliefen ebenfalls das AIM-Programm.

### M1A2
Ende 1988 wurde General Dynamics Land Systems mit einem weiteren Kampfwertsteigerungsprogramm betraut. Dabei sollten ein nochmals erhöhter Panzerschutz, eine erhöhte Überlebensfähigkeit und verbesserte Führbarkeit des Fahrzeugs im Vordergrund stehen. Aufgrund des auf 61,7 t angestiegenen Gewichts konnten nicht alle Wünsche der Army hinsichtlich zusätzlicher Panzerung umgesetzt werden. Zur Verbesserung der Führbarkeit wurde ein unabhängiges Wärmebildgerät für den Kommandanten eingebaut (Commander’s Independent Thermal Viewer – CITV), sämtliche vorhandenen Wärmebildgeräte wurden auf Exemplare der 2. Generation umgerüstet, die Elektronik wurde überarbeitet und ein Inter Vehicular Information Systems (IVIS) in das System integriert, das den Austausch von Lagedaten zwischen den einzelnen Fahrzeugen erlaubt. Das CITV erlaubt dem Kommandanten bei schlechter Sicht eine vom Wärmebildgerät des Schützen unabhängige Beobachtung. Weiterhin wurde die Waffenstation des Kommandanten verbessert und eine Hull Power Distribution Unit zur besseren Energieversorgung der elektrischen Systeme in die Wanne eingebaut. Um die Ausdauer des Fahrzeugs zu steigern, wurde ein Stromerzeugungsaggregat mit 6,2 kW Leistung am Heck angebracht. Vor dieser Maßnahme musste die Turbine im Leerlauf weiterlaufen, um die Stromversorgung sicherzustellen. Das Munitionsmagazin im Turmheck wurde ebenfalls überarbeitet, so dass zwei zusätzliche Patronen dort gelagert werden können. Die ersten Fahrzeuge des M1A2 wurden 1992 ausgeliefert; die Produktion endete 1996, nachdem Exportkunden wie Saudi-Arabien beliefert worden waren. Derzeit erfolgt noch die Umrüstung älterer Varianten auf das Modell A2. Der M1A2 unterscheidet sich äußerlich durch das CITV vor der Ladeschützenluke von den früheren Versionen. Nach Angaben der Army kann der M1A2 Ziele um 45 % schneller aufklären, die Zielübergabe vom Kommandanten an den Schützen erfolgt um bis zu 70 % schneller und die Positionsbestimmung von Zielen erfolgt bis zu 32 % präziser als beim M1A1.

### M1A2 SEP
Das SEP (System Enhancement Program) umfasst einige Punkte, die sowohl die Führbarkeit, die Ausdauer im Gefecht als auch die Kampfkraft verbessern sollen. Dazu wurde ein neues Wärmebildgerät der 2. Generation für den Kommandanten eingebaut, ein neuer augensicherer Laserentfernungsmesser installiert sowie digitalisierte Karten auf einem Farb-Display für den Kommandanten in das System integriert. Die Leistung des Computersystems wurde ebenfalls verbessert, der Speicher wurde erweitert und ein neues Betriebssystem mit Upgradepotential für zukünftige Kampfwertsteigerungen installiert. Die Panzerung an der Turmfront und an den Seiten wurde ein weiteres Mal erhöht. Laut Angaben der Army stieg die maximale Schussentfernung auf 4000 Meter.
Im Kampfraum wurde eine Klimaanlage für die Elektronik und die Besatzung installiert. Der M1A2 verfügt über kein Stromerzeugeraggregat, jedoch besteht die Möglichkeit, ein solches im Heck unter Panzerschutz einzubauen. Um die Funktionsfähigkeit der elektrischen Systeme auch bei abgeschalteter Turbine sicherzustellen, wurden an dieser Stelle zusätzliche Hochleistungsbatterien eingebaut.

### M1 TUSK

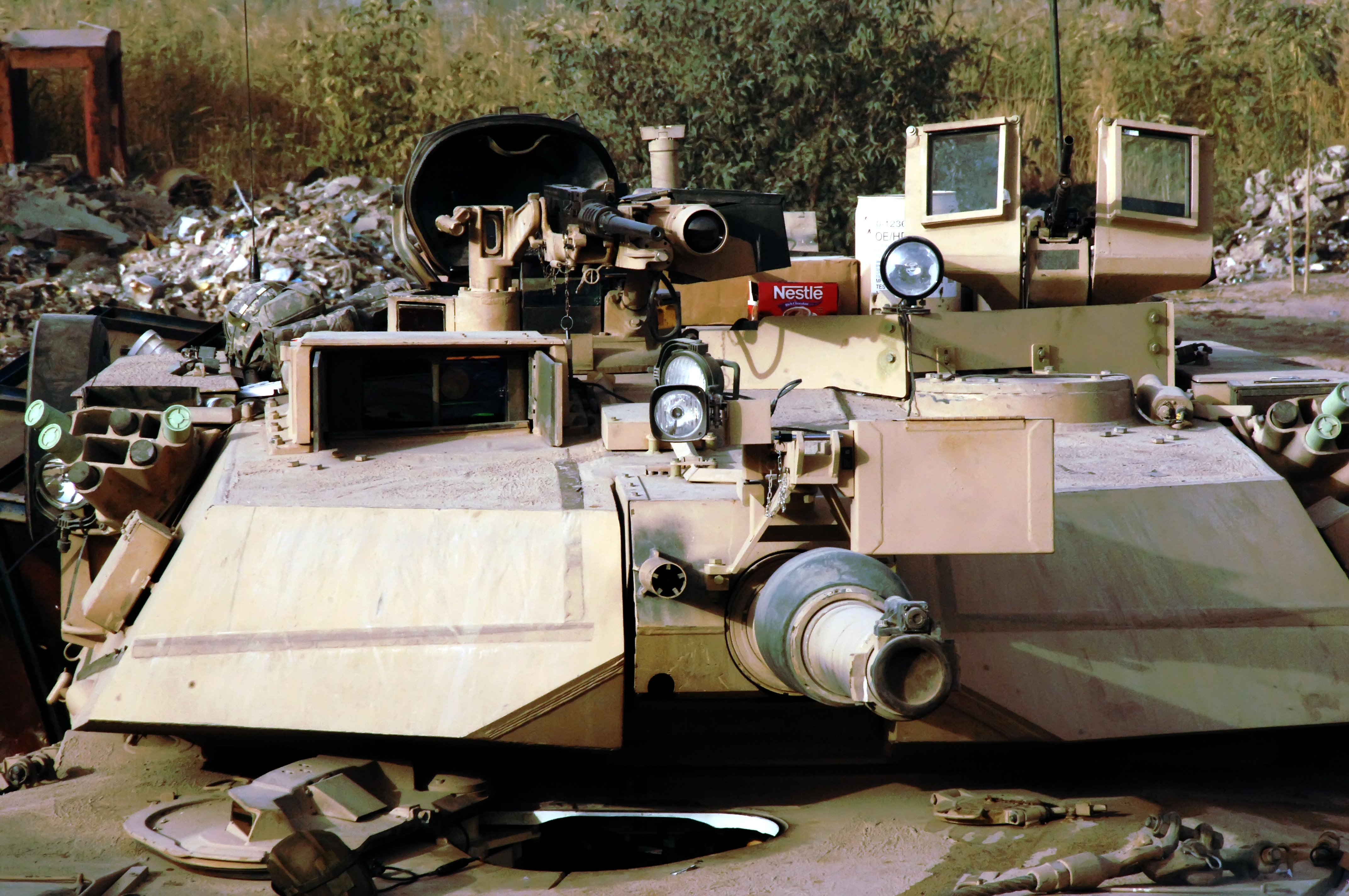
Turmansicht eines M1A1 mit dem TUSK-I-Rüstsatz. Zu sehen ist die CS/AMM-Lafette auf der Bordkanone, das RTS an der MG-Lafette des Kommandanten und das LAGS des Ladeschützen. An den Turmseiten die US-typische Nebelmittelwurfanlage.

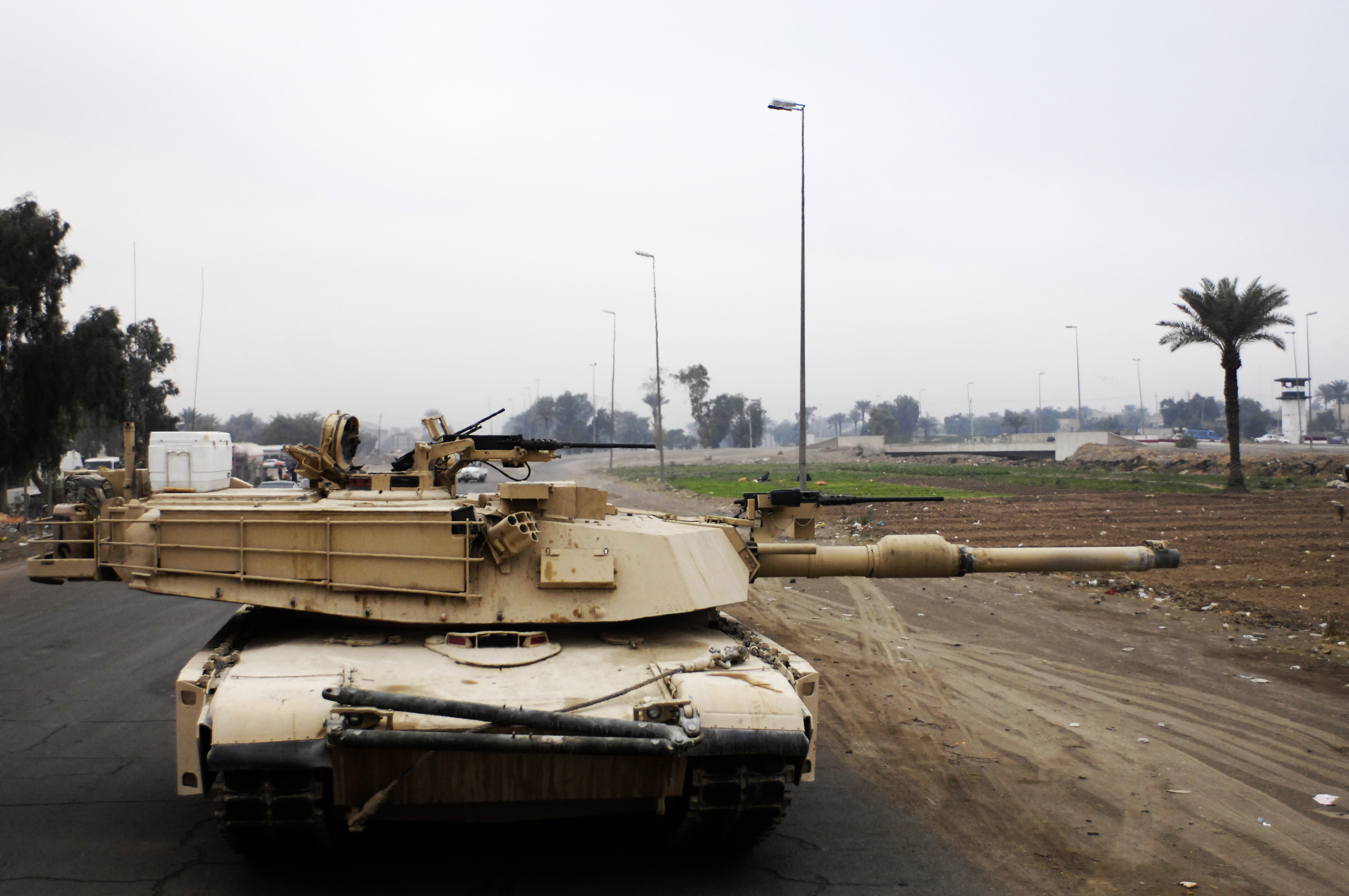
Ein M1A1 mit Turmstellung auf 9 Uhr. Auf der Bordkanone die CS/AMM-Lafette mit Browning M2. An den Kettenschürzen sind die Aufstiegshilfen der ARAT-I-Reaktivpanzerung erkennbar.

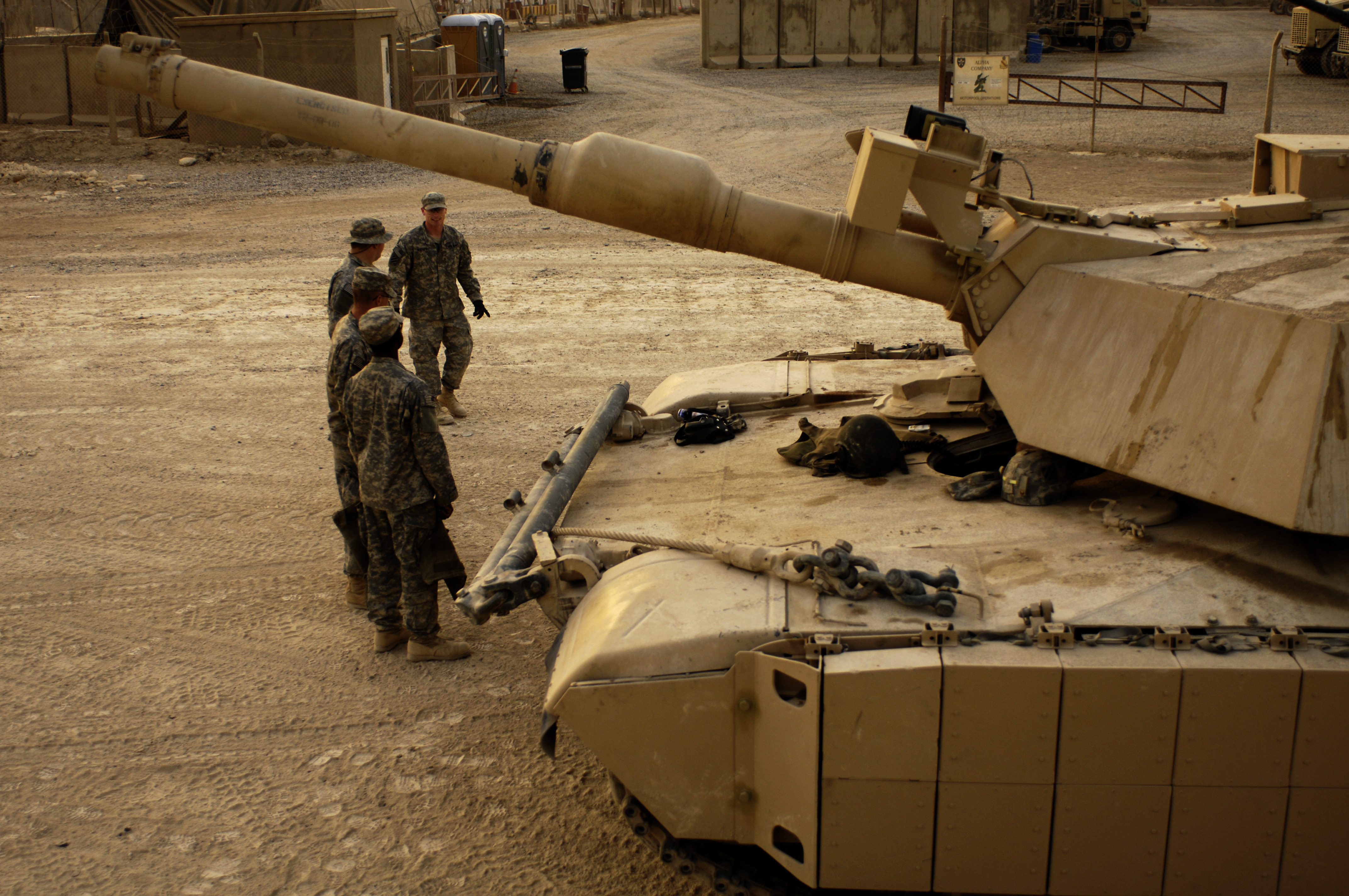
Die ARAT-I-Reaktivpanzerung von der Seite. Die CS/AMM-Lafette des M1A1 trägt keine Bewaffnung.

Aufgrund der steigenden Ausfälle des Panzers im Irak beim Einsatz in bebautem Gelände wurde das TUSK-Programm ins Leben gerufen. TUSK steht für Tank Urban Survival Kit und ist ein Zurüstsatz für Kampfpanzer zur Steigerung der Überlebensfähigkeit bei Einsätzen in bebautem Gebiet. Der von General Dynamics Landsysteme gefertigte Rüstsatz besteht zum Großteil aus eingeführten Komponenten bestehender Systeme. Im August 2006 wurden vom U.S. Army Tank-Automotive and Armaments Command (TACOM) in einem ersten Los 505 Rüstsätze für einen Gesamtpreis von 45 Millionen US-Dollar bestellt. Von Sommer 2007 bis April 2009 wurden damit die M1 Abrams im Irak nachgerüstet. Die Dauer der Montage des kompletten TUSK-I-Rüstsatzes beträgt zwölf Stunden.
Wegen der unterschiedlich genutzten Varianten wurden ebenfalls unterschiedliche Rüstsätze eingeführt. Der als TUSK I bezeichnete Rüstsatz steht sowohl für den M1A1 als auch den M1A2 SEP zur Verfügung und umfasst folgende Komponenten:
- Reaktivpanzerung ARAT I (Abrams Reactive Armor Tiles)

ARAT basiert auf der Reaktivpanzerung des M2/M3 Bradley und nutzt handhabungssicheren Sprengstoff. ARAT I besteht aus 64 Segmenten, die je Seite zu zwei Reihen mit je 16 Stück auf den Kettenschürzen angebracht werden. Die als XM19 bezeichneten Kacheln schützen gegen Hohlladungen.
- Schutzschild an der Lafette des Ladeschützen (Loader′s Armor Gun Shield – LAGS)

Das aus einem 200 mm hohen Ring und einem Schutzschild bestehende LAGS schützt den Ladeschützen beim Bedienen seines Maschinengewehres. Der um die Ladeschützenluke herumlaufende Ring und der Schild bestehen aus Panzerstahl und Panzerglas.
- Wärmebildgerät für den Kommandanten (Remote Thermal Sight – RTS)

Das ungekühlte Wärmebildgerät (WBG) der 2. Generation ermöglicht dem Kommandanten des M1A1 erstmals, Ziele bei Nacht und bei jeder Wetterlage mit seinem Maschinengewehr zu bekämpfen. Das von dem WBG erzeugte Bild wird auf dem Monitor (DCM; Display Control Module) des Kommandanten angezeigt. Es ist achsparallel zum M2HB auf der Lafette montiert.
- Wärmebildgerät für den Ladeschützen (Loader′s Thermal Weapon Sight – LTWS)

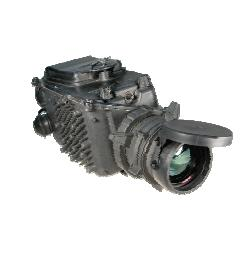
Wärmebildgerät AN/PAS 13

Das Wärmebildgerät des Ladeschützen entstammt dem Land-Warrior-Programm der US-Armee. Das von Raython Network Centric Systems hergestellte AN/PAS 13 wird auf der Picatinny-Schiene des M240B montiert. Das über ein Kabel an den Stromverteiler (PDB) angeschlossene Gerät erlaubt dem Ladeschützen, Ziele bis zu einer Entfernung von 550 Metern aufzuklären und zu bekämpfen. Ein Helmdisplay (Helmet-Mounted-Display – HMD) mit einer Auflösung von 800 × 600 Pixeln projiziert die Bilder vor das Auge des Benutzers.
- Wärmebildgerät für den Fahrer (Driver′s Vision Enhancer – DVE)

Das DVE ermöglicht dem Fahrer eine bessere Sicht bei Nacht sowie bei Staub- und Rauchentwicklung. Das aus einem Sensormodul (SM) und einem Kontrollbildschirm (DCM) bestehende Wärmebildgerät verfügt über ein 10,4-Zoll-Display mit einer Auflösung von 800 × 600 Pixeln. Das Sensormodul besteht aus einem 640 × 480, 8–12-µm-Mikrobolometer-Detektor, mit dessen Hilfe Fahrzeuge bis auf Entfernungen von 1790 m erkannt werden können. Unter Gefechtsbedingungen kann eine Person bis auf 190 m erkannt werden. Das im Austausch zum mittleren Winkelspiegel genutzte DVE kann im Temperaturbereich von −37 °C bis +49 °C eingesetzt werden.
- Außenbordsprechstelle (Tank Infantry Phone – TIP)

Das TIP ist eine Außenbordsprechstelle am rechten Fahrzeugheck des Abrams. Das in die Bordverständigungsanlage integrierte Gerät ist ein zusätzlicher Wahlschalter der Anlage und ermöglicht dem Benutzer, mit der Panzerbesatzung zu sprechen, den Funkverkehr mitzuhören oder selbst einen Funkspruch abzusetzen.
- Stromverteilerkasten (Power Distribution Box – PDB)
- MG-Lafette auf der Bordkanone (Counter Sniper/Anti Material Mount (CS/AMM))

Das Counter Sniper/Anti Material Mount ist eine schwere MG-Lafette für das Browning M2HB oder M240B. Die Lafette ermöglicht es, ein zweites MG koaxial zur Bordkanone auf deren Blende zu installieren und gegen Scharfschützen, Panzervernichtungstrupps und weitere Ziele im Nahbereich einzusetzen. Trägt die Lafette das M2HB, können Ziele bis auf Entfernungen von 2000 Metern bekämpft werden. Zum Richten und Zielen wird die Feuerleitanlage des Panzers genutzt, das Bedienen der Waffe erfolgt komplett unter Panzerschutz. Ebenfalls zur Ausstattung gehört ein Xenon-Suchscheinwerfer, der durch einen gepanzerten Kabelkanal mit dem Stromverteilerkasten verbunden ist. Das Blenden-MG sowie das CS/AMM-MG können gleichzeitig genutzt werden.
- Minenschutz der Wanne (Abrams Belly Armor)

Die V-förmige Zusatzpanzerung verstärkt die Unterseite der Fahrzeugwanne gegen Minen und IED. Die 1360 kg schwere Zusatzpanzerung reduziert die Bodenfreiheit um 200 mm.
- minengeschützer Fahrersitz (Mine Resistant Driver Seat)

Der Sitz des Fahrers entspricht im Aufbau dem des deutschen Leopard 2A6M. Aufgehängt über vier Gurte an der Fahrzeugdecke und mit Retraktoren (Gurtaufroller) ausgestattet, kann der Fahrer seine individuelle Sitzhöhe (Augenpunkt) über und unter Luke nahezu stufenlos einstellen. Durch die Entkopplung des Fahrersitzes vom Wannenboden wird das Risiko einer Verletzung oder Tötung des Fahrers durch die elastische Verformung des Wannenbodens im Fall der Explosion einer Mine unter dem Panzer verringert.

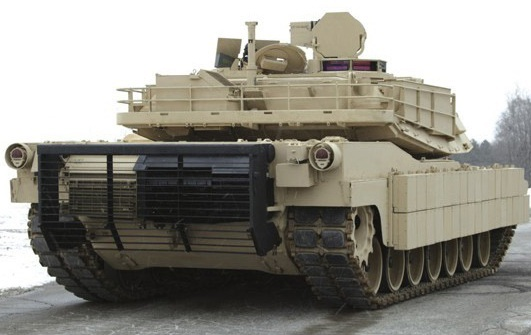
Blick auf die Käfigpanzerung am Heck eines M1

- RPUSA (Rear Protection Unit Slat Armour)

Die Slat Armor oder Käfigpanzerung am Fahrzeugheck wurde während der Entwicklung des TUSK-Programms für den Abrams vorgesehen und bereits 2004 im Irak eingesetzt. Gemäß den veröffentlichten Dokumenten des Programm Executive Office Ground Combat Systems (PEO GCS) ist sie seit 2007 nicht mehr Bestandteil der Umrüstung.
TUSK II verbessert nochmals den Panzerschutz und den Schutz gegen projektilbildende Minen. Offiziell ist dieser auf den M1A2 SEP beschränkt und besteht aus folgenden Komponenten:
- Reaktivpanzerung ARAT II

ARAT II verstärken die ARAT-I-Panzerung an den Seiten und werden im Bereich des Turmes direkt auf der Panzerung angebracht. Die als XM32 bezeichneten Segmente besitzen die Form eines Dachziegels und werden leicht abgewinkelt zum Boden angebracht. Sie verbessern den Schutz gegen unkonventionelle Spreng- und Brandvorrichtungen (IED) und projektilbildende Ladungen.
- 360°-Schutzschild für den Kommandanten

Das Schutzschildsystem besteht aus Panzerstahl und Panzerglas und umschließt die Kommandantenkuppel. Es ermöglicht dem Kommandanten des M1A2 SEP einen besseren Überblick über das Gefechtsfeld, ohne auf den Panzerschutz zu verzichten. Das nur im TUSK II vorgesehene System wurde ebenfalls leicht modifiziert an einigen M1A1 verbaut.
- Rückfahrkamera für den Fahrer

Die Rückfahrkamera (Rear Camera) ermöglicht dem Fahrer das Rückwärtsfahren ohne Anweisungen des Kommandanten oder des Ladeschützen. Die von BAE Systems entwickelte Kamera verfügt über einen Tagsicht- und einen Wärmebildkanal. Die Darstellung des Bildes erfolgt auf einem Bildschirm des Fahrers und wahlweise auf der Anzeigetafel des Kommandanten. Neben den M1A2 SEP werden auch die M1A1 damit ausgestattet.
TUSK III ist wieder für den M1A1 und M1A2 SEP geplant und beinhaltet das abstandsaktive Schutzsystem TRAPS (Tactical Rocket Propelled Airbag Protection System), eine minensichere Anordnung der Sitze und für den Kommandanten und Richtschützen eine separate fernbedienbare Waffenstation.

## Fahrzeuge auf Basis des M1

### M1 Grizzly

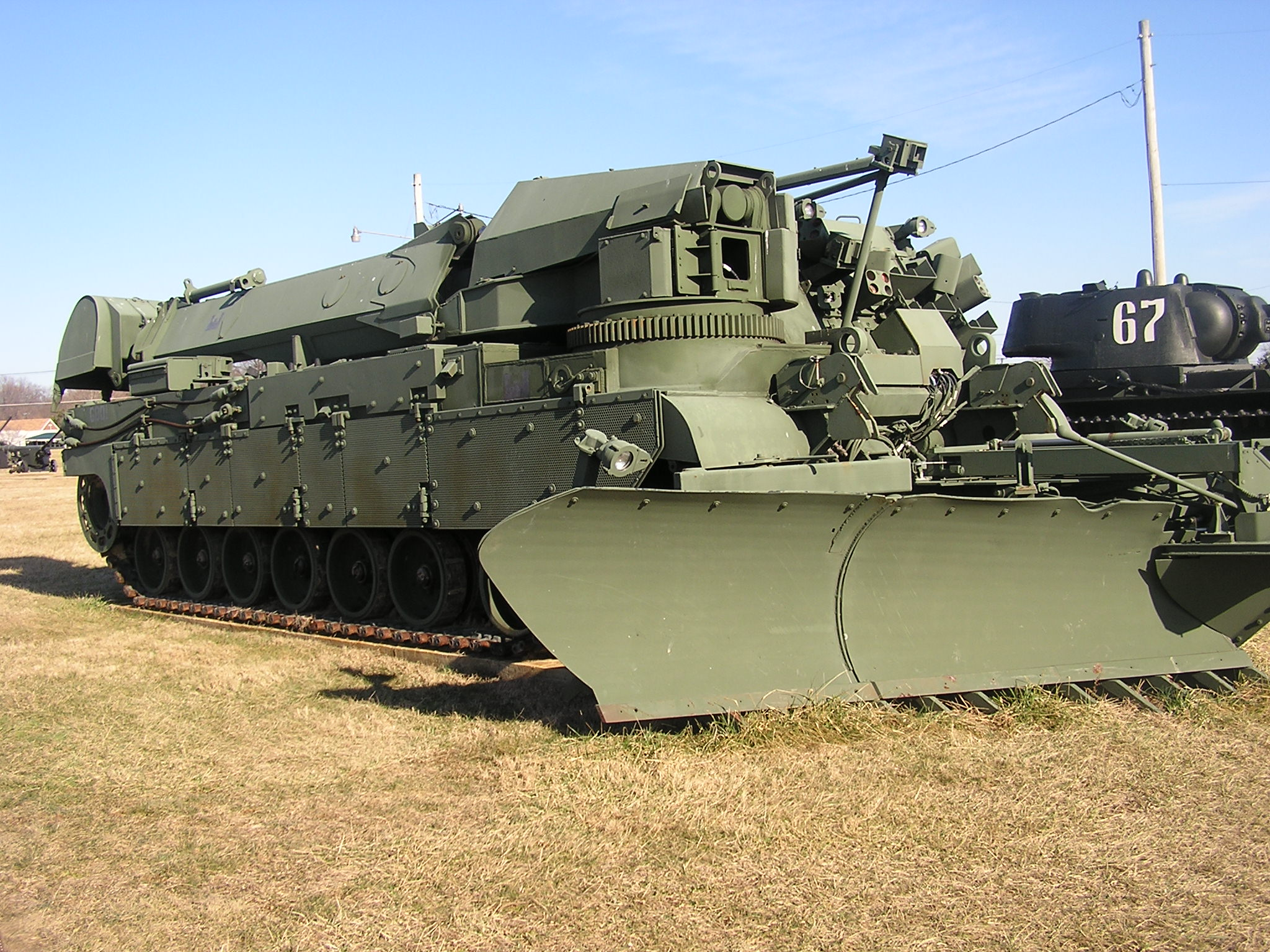
Pionierpanzer Grizzly im United States Army Ordnance Museum

Der M1 Grizzly ist ein Pionierpanzer, der auf der Wanne des M1 aufgebaut ist. Er wurde nach dem zweiten Golfkrieg konstruiert, weil ersichtlich wurde, dass es der Army an Pionierpanzern mangelte, die den M1A1 im Angriff folgen konnten. Der 64 t schwere Grizzly verfügt über die gleiche Beweglichkeit wie der M1A1 und bietet Schutz gegen Splitter von Artilleriegeschossen. Seine Aufgabe ist das Öffnen von Minensperren und das Beseitigen von Hindernissen wie beispielsweise Gräben, Stacheldraht und Schutt. Dazu stehen ihm Hilfsmittel wie ein keilförmiger Minenpflug am Bug mit automatischer Tiefenkontrolle und ein drehbarer Teleskoparm mit Tieflöffel zur Verfügung der auch als Kran einsetzbar ist. Der Grizzly ist in der Lage, einen Panzergraben innerhalb von fünf Minuten für einen Panzer wieder überquerbar zu machen und eine 600 m breite Minensperre innerhalb von 21 Minuten zu öffnen. Die Besatzung besteht aus zwei Soldaten (Fahrer und Kommandant), die Bewaffnung aus einem fernbedienbaren M2-Maschinengewehr. Aufgrund fehlender Geldmittel wurde die Weiterentwicklung der zwei Prototypen im Jahr 2000 eingestellt.

### M1 Abrams Panther II
Der Panther II ist ein Minenräumpanzer, ähnlich dem Keiler der Bundeswehr. Er besteht aus einem M1, dessen Turm zur Gewichtsreduzierung entfernt wurde, und einem am Bug angebrachten Minenräumsystem. Der Panzer benötigt aufgrund eines Fernsteuerungssystems keine Besatzung und kann bis zu einer Entfernung von 800 m ferngesteuert werden. Das Minenräumsystem besteht entweder aus einem Minenpflug oder aus einem Minenroller, der durch mehrere schwere Rollen einen höheren Bodendruck ausübt als der Panzer selbst und so Panzerabwehrminen, die in der Fahrbahn des Panzers liegen, zur Detonation bringt. Der Panther II kann ein 5000 m² großes Minenfeld innerhalb einer Stunde räumen. Der Minenräumpanzer wird bei den Streitkräften der KFOR genutzt und seit 2003 auch im Irak eingesetzt.

### M104 Wolverine
Hauptartikel: M104 Wolverine
Der M104 Wolverine ist ein mit der deutschen Panzerschnellbrücke Leguan ausgerüsteter Brückenleger. Zwischen 1997 und 2003 wurden insgesamt 44 Exemplare von General Dynamics Land Systems gebaut und eingeführt. Die ursprünglich geplante Gesamtstückzahl von 465 Fahrzeugen wurde nach einer Etatkürzung gestrichen.

### Joint Assault Bridge

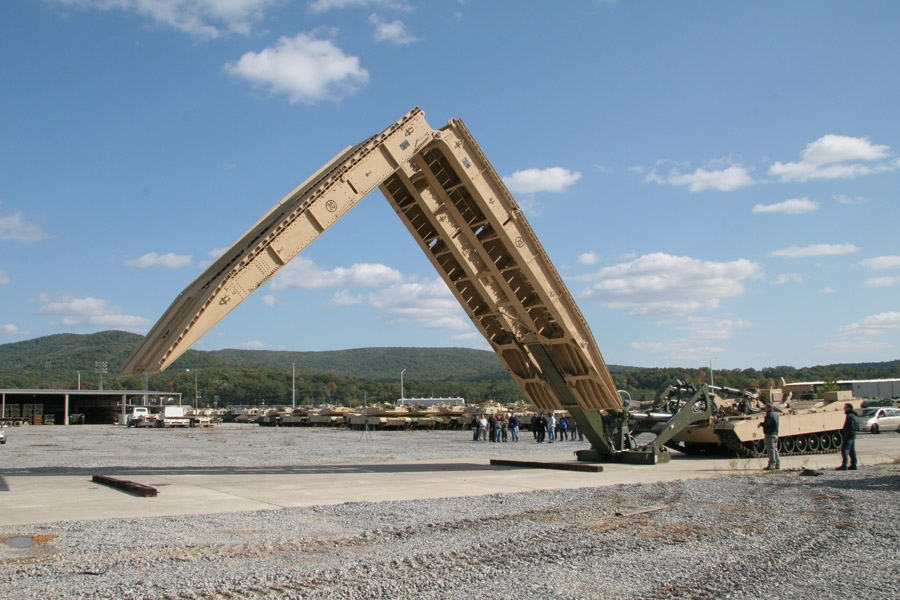
Prototyp der Joint Assault Bridge bei einer Vorführung im Anniston Army Depot.

Das USMC begann 2005, das Titan-Brückensystem von BAE Systems auf der Wanne eines M1A1 zu verwenden. Nach einer umfangreichen Truppenerprobung und zwei Prototypen erhielt der Rüstungskonzern 2007 den Auftrag, sechs Brückenleger zu fertigen. Mit diesen Fahrzeugen ist es möglich, die Scherenbrücke des Brückenlegers M60A1 zu verlegen.

### Assault Breacher Vehicle

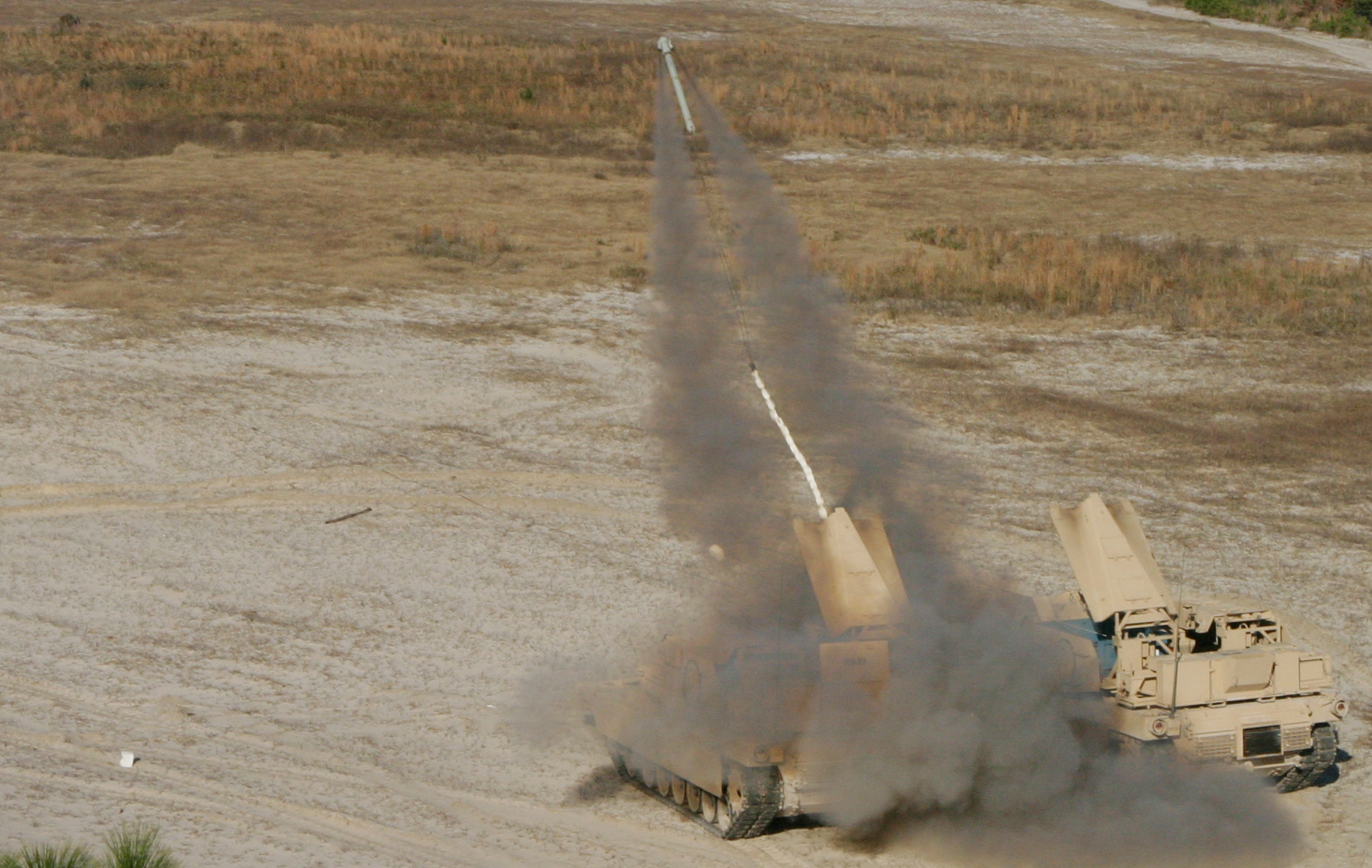
Einsatz der Minenräumschnüre des ABV zum Schlagen von Minengassen.

Der Pionierpanzer Assault Breacher (ABV) basiert auf dem M1A1 und ist eine Entwicklung für das USMC. Gemäß den Planungen ist er zum Räumen von Hindernissen und zum Schlagen von Minengassen vorgesehen. Für die neuen Aufgaben wurde der Kampfpanzerturm entfernt und durch eine neue Turmkonstruktion ersetzt, die mit einer Reaktivpanzerung versehen wurde. Die Besatzungsstärke beträgt zwei Personen. Zum Minenräumen verfügt der Panzer auf dem Turmdach über zwei 107 m lange mit C4-Sprengstoff (2,3 kg pro 30 cm) versehene Minenräumschnüre (M58 Mine Clearing Line Charges – MICLIC) sowie über verschiedene Anbaugeräte für die Wannenfront. Durch den Einsatz eines Schnellwechseladapters (High-Lift Adapter – HLA) kann in kurzer Zeit ein V-förmiger Minenpflug für offen verlegte Minen (Surface Mine Plough – SMCD), ein Räumschild (Combat Dozer Blade), ein Spezialminenräumschild vom M1 Abrams (Rapid Ordnance Removal System – ROPS) oder ein Minenpflug für die gesamte Fahrzeugbreite (Full Width Mine Plough – FWMP) montiert werden. Die geräumte Gasse wird für nachfolgende Fahrzeuge durch ein am Heck montiertes Markierungssystem (Clear Lane Marking System) gekennzeichnet. Wie beim Panther II besteht die Möglichkeit der Fernsteuerung. Insgesamt werden 52 Fahrzeuge vom USMC eingesetzt, weitere 187 Fahrzeuge wurden von der US Army geordert, die das System seit 2010 einsetzen. Der erste Gefechtseinsatz erfolgte durch das USMC am 4. Dezember 2009 während der Operation Cobra’s Anger bei der Erstürmung von Now Zad in Afghanistan. Die Sprengschnüre wurden im Verlauf der Operation ebenfalls gegen befestigte Stellungen eingesetzt.

### Abrams RV90 Armoured Recovery Vehicle
Bei diesem Fahrzeug handelte es sich um einen Bergepanzer auf einem M1A1-Fahrgestell. Von General Dynamics wurde ein mit einem Kran auf der linken Wannenfront und einem Räumschild ausgestatteter Prototyp gefertigt. Nach einer erfolglosen Vergleichserprobung zwischen dem ARV und dem kampfwertgesteigerten M88A2 HERCULES wurde das Projekt Anfang 1990 eingestellt.